# Туризм в России

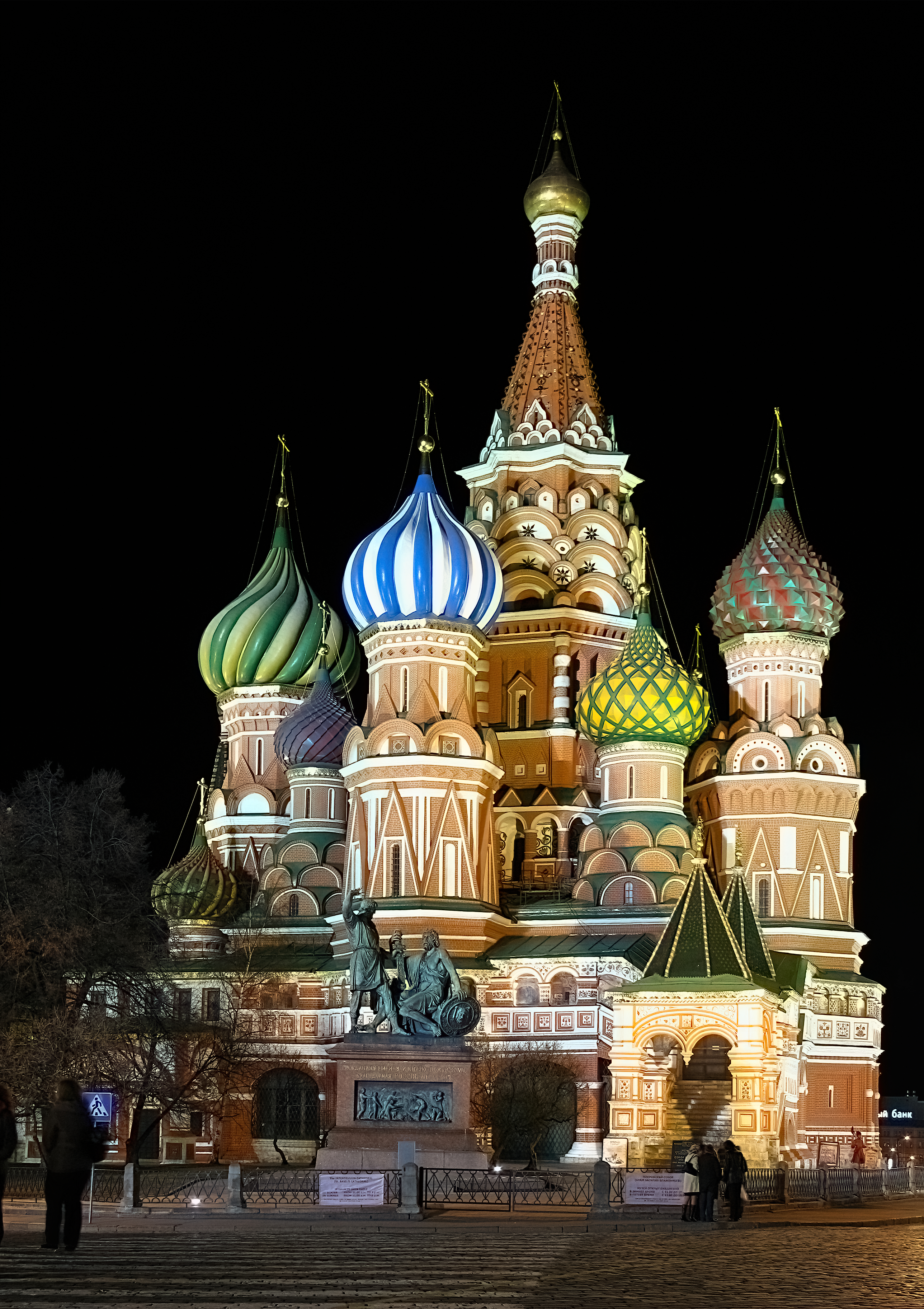
Собор Василия Блаженного в Москве

Туризм в России — динамично развивающаяся отрасль экономики России, в которой занято более 500 тысяч человек. По данным Всемирной туристской организации, Россия занимает одно из ведущих мест в мире в сфере международного туризма: за 2019 год Россия приняла 24 419 000 международных гостей. По данным Росстата это количество поездок граждан стран зарубежья с целью туризма на территорию РФ. Доходы России в 2017 году от международного туризма составили 8,945 млрд долларов или 0.34 % от ВВП страны. ЮНВТО отмечает активное восстановление спроса на туристические поездки в Россию (+27 % в 2017 году по отношению к прошлому периоду).
Туристическая отрасль в России регулируется рядом законов. Федеральный закон № 132-ФЗ «Об основах туристской деятельности» устанавливает понятия, принципы регулирования и приоритеты развития отрасли.
Богатое культурно-историческое наследие и природное разнообразие России определяет, по мнению ЮНВТО, высокий потенциал для роста туристской отрасли страны. На территории страны находятся 29 объектов Всемирного наследия ЮНЕСКО. 26 курортов, курортных регионов и лечебно-оздоровительных местностей Российской Федерации — федерального значения. В Едином государственном реестре объектов культурного наследия (памятников истории и культуры) народов Российской Федерации содержатся 143 705 паспортов выявленных достопримечательностей, из них на территории государства зарегистрировано 148 особо ценных объектов.
Пространственно-территориальная протяжённость, многонациональность (на территории Российской Федерации проживает более 100 народов) и историческая специфика России объединяет разнообразные этнокультурные регионы с русскими субэтносами (часть казачества, поморы, сибирские старожильцы, полехи, заокские мещеры и др.) и культурой тюркских, финно-угорских, абхазо-адыгских, нахско-дагестанских, самодийских, тунгусо-маньчжурских, эскимосско-алеутских и многих др. народов.
В настоящее время в России сфера услуг и туристическая инфраструктура проходят период обновления, согласно утверждённой правительством федеральной целевой программе «Развитие внутреннего и въездного туризма в Российской Федерации (2011—2018 годы)». В живописных и востребованных туристами регионах России созданы и создаются туристские особые экономические зоны, которые предполагают благоприятные условия для организации туристского бизнеса. В настоящее время ведётся строительство 45 туристско-рекреационных и автотуристских кластеров в 35 субъектах Российской Федерации (по состоянию на 1 июня 2017 года это более чем 688 объектов туристской инфраструктуры, 223 из которых введены в эксплуатацию; 202 объекта обеспечивающей инфраструктуры, 119 из которых введены в эксплуатацию; на 24 — завершено строительство, 59 объектов находятся в стадии строительства).
Согласно ежегодному докладу Всемирного экономического форума The Travel & Tourism Competitiveness Report, в 2017 году индекс конкурентоспособности России в области путешествий и туризма составил 4,2 пункта из 7 возможных или 43 место из 136 экономик (45 место в 2015 году). По показателям инфраструктуры для туризма (англ. Tourist service infrastructure) страна занимает 55 место (4,5 пункта из 7). В общем рейтинге «Индекс глобальной конкурентоспособности 2017—2018» Россия заняла 38 место (53 место в 2015 году).
По данным Турстата, основными регионами России, которые посещают иностранные туристы, в 2017 г. являлись Москва (4,8 млн иностранных туристов в 2017 г.), Санкт-Петербург (3,75 млн), Краснодарский край (900 тыс.), Приморский край (640 тыс.) и Республика Крым (более 500 тыс.).
Въездной поток туристов в 2018 году вырос на 20 %, причинами чего эксперты называют проведение Чемпионата мира по футболу и ослабление курса рубля. Основным поставщиком туристов в Россию по итогам 2018 года останется Китай (около 1,2 млн, рост на 11 %), Германия (около 420 тыс. туристов, рост на 7,7 %), Южная Корея (более 320 тыс. туристов, рост на 44 %), США (220 тыс. человек, рост 3,3 %), Израиль (140 тыс. туристов, рост более 10 %).
В 2023 году количество иностранных туристов, въехавших в Россию, увеличилось на 3,5% по сравнению с 2022 годом и достигло 8,5 миллиона человек

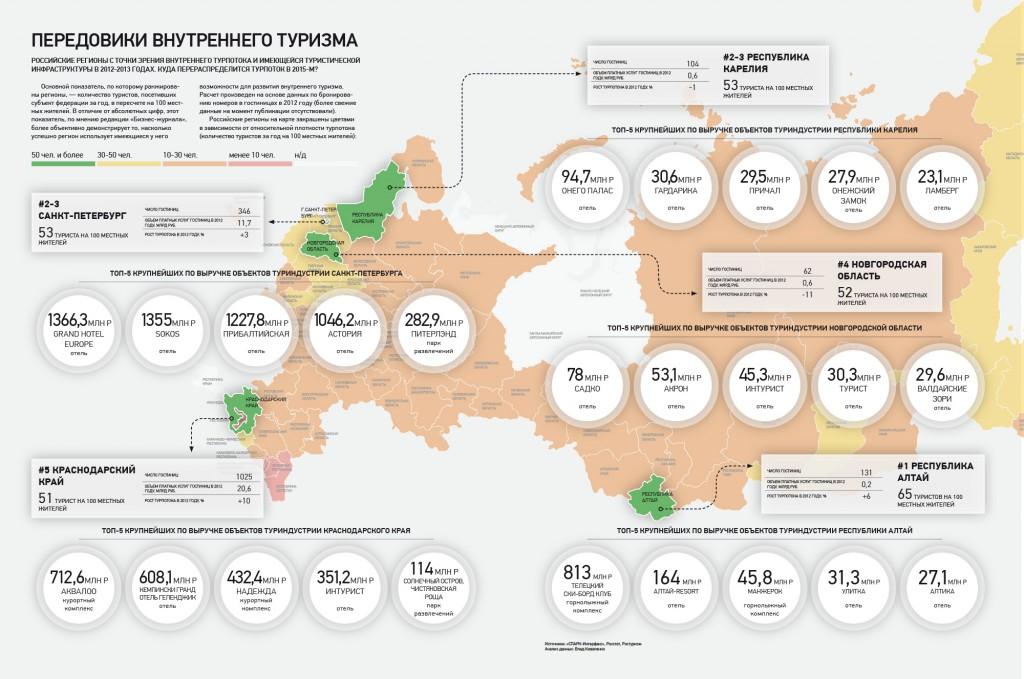
Пятёрка лидеров — регионов России по внутреннему туризму (2012 год)

## Классификация

Уральская горнозаводская цивилизация (XVIII в. — первая половина XIX века) как объект промышленного туризма России

К концу XIX века в России сложились следующие виды путешествий:
— по целям и задачам:
- изучение естественных наук (география, геология, ботаника и др.)
- технические и производственные экскурсии
- учебные путешествия (для ознакомления с культурными и историческими достопримечательностями)

— по типу передвижения:
- пешеходные
- с использованием транспорта (железная дорога, пароходы и др.)

Наличие разнообразных туристско-рекреационных ресурсов страны позволяет развивать практически все виды туризма , в том числе:
- рекреационный (пляжный) ➤,
- культурно-познавательный ➤,
- деловой,
- активный,
- арктический,
- лечебно-оздоровительный,
- экологический ➤,
- промышленный,
- событийный,
- этнокультурный,
- сельский,
- гастрономический,
- автомобильный[25][26],
- морские и речные круизы ➤,
- паломничество ➤
- научно-популярный[27]

Официальная специализация видов туризма России по федеральным округам, а также по территориям согласно административному делению страны отражена в федеральной целевой программе «Развитие внутреннего и въездного туризма (2011—2018 годы)», сопутствующих документах. Например, современная хозяйственная структура Уральского федерального округа имеет ярко выраженную индустриально-сырьевую направленность. Это делает возможным развитие в округе такой разновидности культурно-познавательных туристских программ, как промышленный туризм.

## История
Охранными документами для путешествий на Руси служили «проезжие грамоты», квитанции об оплате портового сбора, чек об уплате налогового сбора и другие письменные разрешения. Паспорт получил известность в Средние века как документ о добропорядочности паломника. В эпоху великих географических открытий XV—XVII веков такие зарубежные путешественники, как С. фон Герберштейн, А. Олеарий, А. Мейерберг, составляли подробные описания и приводили статистический материал о Московском государстве. В этот период путешественники из России назывались землепроходцами или открывателями новых земель.
В эволюции российского туризма исследователи видят шесть основных периодов:
- Просветительский (XVIII в. — начало 90-х годов XIX в.)
- Предпринимательский (связан с развитием капитализма в России со второй половине XIX в.)
- Организационно-централизованный (с 1920-х до 1960-х годов) или советский туризм[прояснить][32]  (в мире — начало эпохи массового туризма[33])
- Административно-нормативный (1962—1991)
- Переходный (1990-е годы)
- Современный, предпринимательский ➤

- 1117 — Изложение основных требований гостеприимства в «Поучении» Владимира Мономаха
- 1468—1474 — Путешествие купца Афанасия Никитина в Индию («Хождение за три моря»)
- 1497 — «Чертёж Русского государства» итальянских картографов
- Конец XV — начало XVI в. — основные правила русского гостеприимства опубликованы в «Домострое»
- 1549 — «Путешествие по Московии» С. фон Герберштейна
- 1594—1597 — Экспедиция В. Баренца в Северном Ледовитом океане в поисках Северо-Восточного морского пути
- 1613 — Чертёж Московского государства, составленный Борисом Годуновым
- 1618—1619 — Путешествие Ивана Петлина из Томска через Монголию в Китай
- 1627 — Издание «Книги к Большому чертежу» в России
- 1648 — Открытие пролива между Северным Ледовитым океаном и Тихим океаном экспедицией Семёна Дежнёва и Федота Попова

- 1667 — Чертёж Сибирской земли (карта Сибири и Дальнего Востока, которую по царскому указу составил тобольский воевода П.И. Годунов
- 1696 — 1699 — Поход В. В. Атласова на Амур к Тихому океану, на Камчатку
- 1697 — 1699 — Создание путевых записок «Путешествие стольника П.А. Толстого по Европе»
- 1712 — Начало строительства тракта из Санкт-Петербурга в Москву согласно Указу Петра I
- 1715 — Построена первая придорожная гостиница в Санкт-Петербурге, появление герберов как формы гостиницы
- 1717 — Указ Петра I «О приискании в России минеральных вод»
- 1719 — Указ (?) Петра I «Об учреждении постоялых и гостиных дворов» («Инструкция, или наказ земским комиссарам в губерниях и провинциях» (п. 19. О строительстве гостиных и постоялых дворов)[37])
- 1719 — Указ Петра I «Объявление о Марциальных водах в Олонце»
- 1724—1729 — экспедиция Витуса Беринга с целью исследования Тихого океана
- 1741 — Открытие А. И. Чириковым северо-западных берегов Северной Америки
- 1745 — Составление «Атласа Российского» (19 особых карт и генеральная карта России). Первый официальный атлас России Российской академией наук
- 1750—1761 — Путешествие братьев Демидовых по Европе (трёх сыновей предпринимателя Григория Акинфиевича Демидова[38])
- 1765—1766 — Организация Михаилом Ломоносовым двух морских научных экспедиций к Шпицбергену под началом В. Я. Чичагова
- 1777 — Опубликован проект образовательных путешествий «План предпринимаемого путешествия в чужие края, сочиненный по требованию некоторых особ содержателем благородного пансиона Вениамином Геншем» (приложение к газете «Московские ведомости»)
- 1779 — «Историческое, географическое и топографическое описание Санкт-Петербурга от начала заведения его, с 1703 по 1751 г.» А. И. Богданова
- 1782—1790 — «Описание Императорского столичного города Москвы» В. Г. Рубана
- 1789—1790 — Создание «Писем русского путешественника» Н. М. Карамзина
- 1799 — Выход первого известного Путеводителя по Петербургу
- 1803 — Рескрипт Александра I «О признании государственного значения Кавказских Минеральных Вод и необходимости их устройства»
- 1803—1806 — Кругосветное морское путешествие под руководством И. Ф. Крузенштерна и Ю. Ф. Лисянского
- 1809 — Найдены источники минеральных вод на Северном Кавказе, начало их использования: открытие доктором Ф. П. Гаазом Елизаветинского (милосердного) источника Кавказских Минеральных Вод
- 1810 — Открытие Ф. П. Гаазом на склоне горы Железная двух минеральных источников, положившим начало Железноводскому курорту
- 1813—1825 — Кругосветные путешествия М. П. Лазарева и Ф. Ф. Беллинсгаузена, открытие Антарктиды
- 1820-е — Строительство Московско-Сибирского тракта
- 1828 — Открылось «Заведение искусственных минеральных вод» доктора, профессора Х. И. Лодера на Остоженке в Москве
- 1821 — «Положение о содержании гостиниц, ресторанов и трактиров» как классификация предприятий формирующейся отрасли гостеприимства в России
- 1828 — Открытие курорта «Старая Русса»
- 1830, 1836 — Выход в свет «Путешествия по святым местам» и «Путешествия по святым местам русским» (Троицкая Лавра, Ростов, Новый Иерусалим, Валаам) А. Н. Муравьёва дало импульс к массовому паломническому движению в стране
- 1837 — Пуск первой в России железной дороги Санкт-Петербург — Павловск
- 1838 — Открытие курорта Сергиевские минеральные воды в Самарской губернии
- 1839 — Записки «Россия в 1839 году» А. де Куюстина
- 1845 — Основание Русского географического общества в Санкт-Петербурге
- 1851 — Сооружение двухколейной железной дороги Санкт-Петербург — Москва
- 1856—1857 — Экспедиция П. П. Семёнова-Тян-Шанского в Тянь-Шань. Открытие озера Иссык-Куль, истоков рек Сырдарья и Чу
- 1869 — «Путеводитель по России и за границей» (Санкт-Петербург)
- 1870—1873 — первое путешествие Н. М. Пржевальского по Центральной Азии. Исследование Восточной Монголии, оз. Кукунор, Цайдама и пустыни Гоби
- 1871—1872 — исследование Н. Н. Миклухо-Маклем восточной части побережья Новой Гвинеи, получившей название Берега Маклая
- 1884 — Первый Клуб велосипедистов в Москве
- 1885 — Основание «Предприятия для общественных путешествий во все страны света» Леопольда Липсона англ. Leopold Lipson в Петербурге
- 1885 — Общество велосипедистов-туристов в Санкт-Петербурге (в 1901 году преобразовано в Российское общество туристов[39])
- 1889 — Православное палестинское общество получило статус Императорского
- 1890 — Начало работы Крымского горного клуба
- 1893 — выставка «Крымская» Крымского горного клуба
- 1894 — Появление «Российского общества туристов-велосипедистов»
- 1894 — В соответствии с европейскими стандартами разработана государственная классификация отелей и заведений питания в России
- 1895 — Заработало Экскурсионное бюро в Ялте при Крымско-Кавказском горном клубе
- 1895 — Учреждение «Русского туринг-клуба» (Санкт-Петербург)
- 1896 — Образована Центральная экскурсионная комиссия (Москва) при Министерстве народного просвещения
- 1898 — Основание «Сестрорецкого курорта» в Санкт-Петербурге
- 1898 — Открыта Транссибирская железнодорожная магистраль по маршруту Санкт-Петербург — Владивосток
- 1899 — Начало издания журнала «Русский турист»
- 1899 — Организована Комиссия по организации школьных экскурсий при Педагогическом обществе (Москва)
- 1908 — В учебном отделе Общества распространения технических знаний создали экскурсионную комиссию
- 14 июня 1909 — Начал действовать комплекс «Кавказская Ривьера» (точка отчёта развития Сочи как курортной местности)

- 1909 — Первая всероссийская выставка альпинизма в Московском государственном университете
- 1911 — лыжный пробег Москва—Санкт-Петербург четырёх московских студентов
- 1911 — Новая организация по проведению туристско-экскурсионной работы — «Владикавказское общество пешеходов»
- 1911—1913 — Первое русское кругосветное путешествие Онисима Петровича Панкратова на велосипеде
- 1912 — путешествия русского писателя А. И. Куприна по Европе

### в СССР
1918—1968 — организационно-централизованный период
Развитие организационно-централизованного туризма и экскурсионного дела в СССР характеризуется следующими периодами:
1918—1935 годы:
- создание социально-экономических условий;
- зарождение и организационное становление экскурсионного и туристского движения;
- зарождение массового самодеятельного туризма.

Этапы:
1918—1928 годы (формирование и развитие туристско-экскурсионного дела)
1929—1935 годы (объединение и укрупнение туристско-экскурсионных организаций в СССР)
1936—1968 годы:
- передача туристско-экскурсионной отрасли в ведение профсоюзов;
- создание индустрии туризма.

Этапы:
- 1936—1941 годы (развитие туристско-экскурсионного дела в предвоенный период)
- 1945—1961 годы (восстановление туристско-экскурсионного дела в послевоенный период)
- 1962—1968 годы (реорганизация отрасли)

Для развития туризма, в 1933 году государственное акционерное общество по иностранному туризму в СССР «Интурист» было объединено с Всесоюзным акционерным обществом «Отель» и получило в своё распоряжение сети гостиниц, ресторанов и автотранспорт. 
В структуре НКВД СССР, объявленной приказом от 29 сентября 1938 года, «Интурист» уже не значился.
Численность иностранных туристов в предвоенном СССР была небольшой, за 1929—1941 годы в СССР побывали около 120 тысяч иностранных туристов. 
Численность же иностранных туристов по годам в этот период сильно колебалась; так, в 1936 году СССР по линии «Интуриста» посетили 20,4 тысячи человек.

1969—1991 — административно-нормативный период
Административно-нормативный период (1969—1991) характеризуется:
- интенсивным развитием туристско-экскурсионного дела;
- созданием крупнейшей монополизированной отрасли обслуживания населения и зарубежных гостей СССР.

В период интенсивного развития туризма в СССР, советские люди могли путешествовать за границу по линии 
Центрального совета по туризму (ЦСТ) при ВЦСПС, 
Госкоминтуриста СССР, 
БММТ «Спутник» (от ЦК ВЛКСМ), по рекомендации райкомов и горкомов комсомола — для молодёжи, и партийных организаций на предприятиях и в учреждениях — для старшего поколения. 
На предприятиях существовала очередь на заграничную поездку. 
В период 1988—1991 годов 60—70 % выезжающих за рубеж советских граждан посещали социалистические страны (около 24 млн человек без учёта КНР) и Финляндию.

### Современное состояние

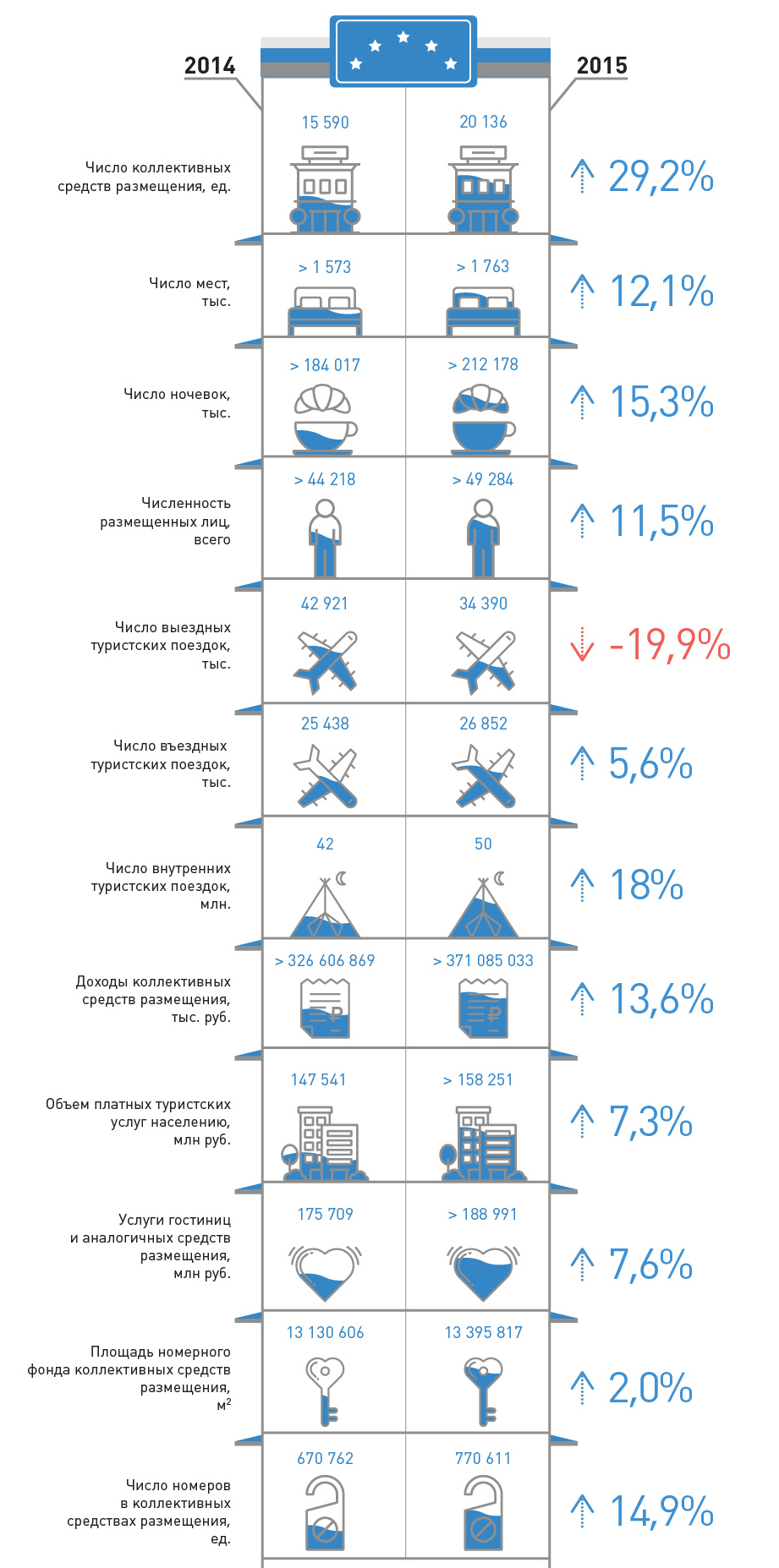
Внутренний и въездной туризм в России за 2014/2015 год — сравнительная статистическая информация

После 1993 года, по мнению С. П. Шпилько, удалось создать отраслевые органы управления в субъектах Российской федерации, ввести лицензирование, гостиничные и профессиональные стандарты (утверждены в 1995 году), сохранить льготы по НДС на путёвки, защитить отрасль в случае введения этого налога от многократного его взимания, сформировать систему подготовки кадров и сеть туристических выставок. В российских регионах туризм становится приоритетным направлением развития: создаются межрегиональные гостиничные и туристские ассоциации, формируются единые программы стимулирования инвестиционной активности, утверждаются алгоритмы согласования принципов взаимодействия туристских фирм, средств размещения туристов, перевозчиков и др. секторов туристической индустрии.
Для реализации туристского потенциала России, работа федеральных и региональных туристских администраций строится на основе соглашений:
- о сотрудничестве и делегировании прав регионов по регулированию туристской деятельности;
- о разграничении полномочий в сфере туризма.

В 2000 году открылся первый в стране туристско-информационный центр (ТИЦ) в Санкт-Петербурге, затем в Республике Карелия и Великом Новгороде. Сегодня такие центры созданы практически во всех субъектах Российской Федерации и являются составным элементом системы управления и точками роста туризма в регионах. ТИЦ информирует гостей и жителей о высококачественных продуктах в сфере музейных, гостиничных, экскурсионных и других комплексных туристских услуг; проводит исследования и опросы; распространяет полиграфическую продукцию; принимает участие в выставках и конференциях; в некоторых случаях аккредитует экскурсоводов и гидов-переводчиков; взаимодействует с информационными бюро и другими ТИЦ, в том числе зарубежными; оказывает широкий круг тематических услуг на возмездной и безвозмездной основе.
Для стимулирования туризма проводится ряд законодательных инициатив и политика правового регулирования, например, послабление визового режима (введение электронных виз), обеспечение безопасности путешествий. Тестовая эксплуатация системы электронных виз началась с 1 августа 2017 года во Владивостоке. С 8 августа 2017 года заработал специализированный сайт МИД РФ по выдаче таких виз. С 2018 года зарубежные гости могут приехать по электронной визе в Приморский край, на Камчатку и Сахалин. Существует также практика группового безвизового пребывания на территории России для китайских туристов. Обладатель паспорта болельщика (FAN ID, российское нововведение) также получит право многократного безвизового въезда в РФ до конца 2018 года.
Развитие туризма в России характеризуется следующими факторами:
- наличие постоянного спроса, предложения на турпродукты, их распространения (например, рост индивидуального туризма и возобновление массового интереса к экскурсионному делу)
- возрастание роли сегментации рынка,
- усиление координации и монополизации в туризме (вертикальная и горизонтальная интеграция, глобализация),
- упрочнение роли СМИ в сфере туризма,
- развитие профессионально-квалификационной структуры и образования, улучшение организации труда,
- укрепление позиций частного туристического бизнеса.

Государственная поддержка отрасли выражается в реализации более 40 федеральных целевых и других государственных программ, среди них:
- «Сохранение и развитие архитектуры исторических городов (2002—2010 годы)»[62]
- «Культура Русского Севера», «Культурное наследие Юга России…» (подпрограммы (комплексные проекты) в рамках ФЦП «Культура России на 2006—2010 годы»[63], см. также программу «Культура Русского Севера (2013—2020 годы)»[64])
- «Культура России (2012—2018 годы)»[65]
- «Развитие культуры и туризма» на 2013—2020 годы[66]
- «Развитие внутреннего и въездного туризма (2011—2018 годы)»[15]
- «Юг России» (перспективное туристское направление[28] и ФЦП на 2014—2020 годы[67])

С 2002 в России реализовывалась Концепция развития туризма на период до 2005 года. Приказом Ростуризма от 6 мая 2008 года № 51 была утверждена «Стратегия развития туризма в Российской Федерации на период до 2015» года и план мероприятий по её реализации. С 2014 года в стране реализуются программы согласно «Стратегии развития туризма в Российской Федерации на период до 2020 года».
В феврале 2019 года в структуре Минэкономразвития был создан департамент туризма. В числе ключевых задач департамента — определение ориентиров стратегического развития национальной индустрии туризма, выработка подходов к формированию целостного национального туристского продукта и его продвижению на внутреннем и внешнем рынках, развитие туристской и сопутствующей инфраструктуры до качественно нового уровня. Порядка 21 миллиарда рублей было выделено из федерального бюджета на развитие туризма в рамках Государственной программы «Культура и туризм 2019—2021».
В 2020 году, в условиях пандемии COVID-19 (и связанным с этим падением рынка поездок) была введена  государственная программа возврата части оплаты ("кэшбек"): с 21 по 28 августа и с 15 октября по 5 декабря россияне могли получить до 20 000 рублей компенсации с каждой поездки, при путешествии по стране.
По информации вице-премьера РФ Дмитрия Чернышенко, в 2022 году по территории России путешествовали около 62,5 млн человек. В 2023 году, как сообщил замглавы Минэкономразвития Максим Колесников, ожидается увеличение объёмы внутреннего туризма на 7,3 млн человек. Из них 4,4 млн — в 18 туристических макрорегионах. Коллективные средства размещения осуществят прирост на 52,2%, индивидуальные — на 42%.
В мае 2023 года президент России Владимир Путин отдал поручение кабинету министров подготовить предложения по проектам круглогодичных морских курортов для отдыха, как минимум, 10 млн человек. Объекты, согласно планам, должны быть сданы в эксплуатацию  к 2030 году. Также глава государства дал поручение правительству подготовить и утвердить концепцию развития автомобильного туризма, предусматривающего реализацию пилотного проекта по маршруту Санкт-Петербург—Владивосток, включающему в себя федеральные трассы «Россия» (Москва—Санкт-Петербург) и «Восток» (Москва—Казань). Вместе с тем, Владимир Путин поручил представить предложения по включению в нацпроект «Туризм и индустрия гостеприимства» мероприятия по поддержке возведения больших аквапарков и детских развлекательных парков.
В августе 2023 года вице-премьер РФ Дмитрий Чернышенко сообщил, что за два прошедших года на реализацию национального проекта «Туризм и индустрия гостеприимства» из федерального бюджета было выделено свыше 150 млрд рублей. С этого момента, по его словам, на отрасль будет выделяться порядка 50 млрд ежегодно. С 2019 года финансирование туризма увеличилось в 14 раз. На каждый вложенный рубль частный бизнес вкладывает свои три. В результате, к 2023 году вклад отрасли в ВВП РФ увеличился до 2 %, в перспективе достигнет результата в 5 %. В 2022 году число поездок по России увеличилось до 70 млн, а выручка выросла на 45 % — до 7 млрд рублей. Одним из самых эффективных инструментов по развитию отрасли стала программа льготного кредитования туристической инфраструктуры. В ходе её реализации было привлечено более 400 млрд рублей на 27,5 тыс. новых гостиничных номеров.
В 2024 году туристический поток в Россию увеличился в два раза по сравнению с 2023 годом и достиг 1,57 млн иностранцев. Первое место по количеству туристов, посетивших в РФ, занял Китай — 848 тыс. визитов, на втором месте Германия — 65,8 тыс., на третьем ОАЭ — 65,3 тыс. Количество туристических поездок в Россию достигло 92 млн, что является историческим максимумом.
По данным Дмитрия Чернышенко, количество иностранных туристов, посетивших России в 2024 году составило 9,7 млн человек. Число туристических поездок по РФ по сравнению с 2021 годом увеличилось на 37%. Также были достигнуты все показатели соответствующего национального проекта.

## Цели туризма в России

### Культурно-познавательный туризм
Традиционно востребованное направление российского туризма — культурно-познавательный. 
К регионам, стратегически важным для развития культурного туризма, отнесены: города Москва (дважды победитель в главной номинации международной премии World Travel Awards - в 2019 и 2020 гг.) и Санкт-Петербург, Ленинградская область (также, определено единое туристическое пространство между Москвой и Санкт-Петербургом), города Ярославль, Владимирская область, а также маршруты Золотого и Серебряного колец, круизные маршруты «Большая Волга» и «Московская кругосветка».
Перспективными регионами с точки зрения развития этого вида туризма являются 
регионы Северо-Западного федерального округа — Республика Карелия, Республика Коми, 
регионы Центрального федерального округа — Московская область, Брянская область, Тульская область, 
регионы Приволжского федерального округа — Республика Марий-Эл, Удмуртская Республика. 
Большие потенциальные возможности для развития культурно-познавательного туризма есть в отдельных регионах Южного, Приволжского, Сибирского и Дальневосточного федеральных округов.
Заметную роль в туризме играют музеи (по данным Росстата на конец 2016 года работало 2742 музея, которые посетили 123,5 млн человек). 
Всего объектов культурного наследия — 98,2 тысячи (из них 5,8 тысячи ансамблей, 2,3 тысячи достопримечательных мест); археологического наследия — 69,8 тысячи.
Отмечается высокая посещаемость мест, связанных с жизнью и творчеством А. С. Пушкина (Пушкинские Горы, Болдино, Выра), Л. Н. Толстого (Ясная Поляна), Ф. М. Достоевского (Санкт-Петербург) и др. Среди популярных маршрутов — путешествия на родину Деда Мороза (Великий Устюг), речной круиз по Волге (знакомство с пейзажами и с культурным наследием городов Нижний Новгород, Казань, Самара, Саратов, Волгоград, Астрахань и др.), различные программы «Русь православная». 
На Урале и Сибири разработаны турпродукты на основе историко-культурных маршрутов Сибирского тракта.

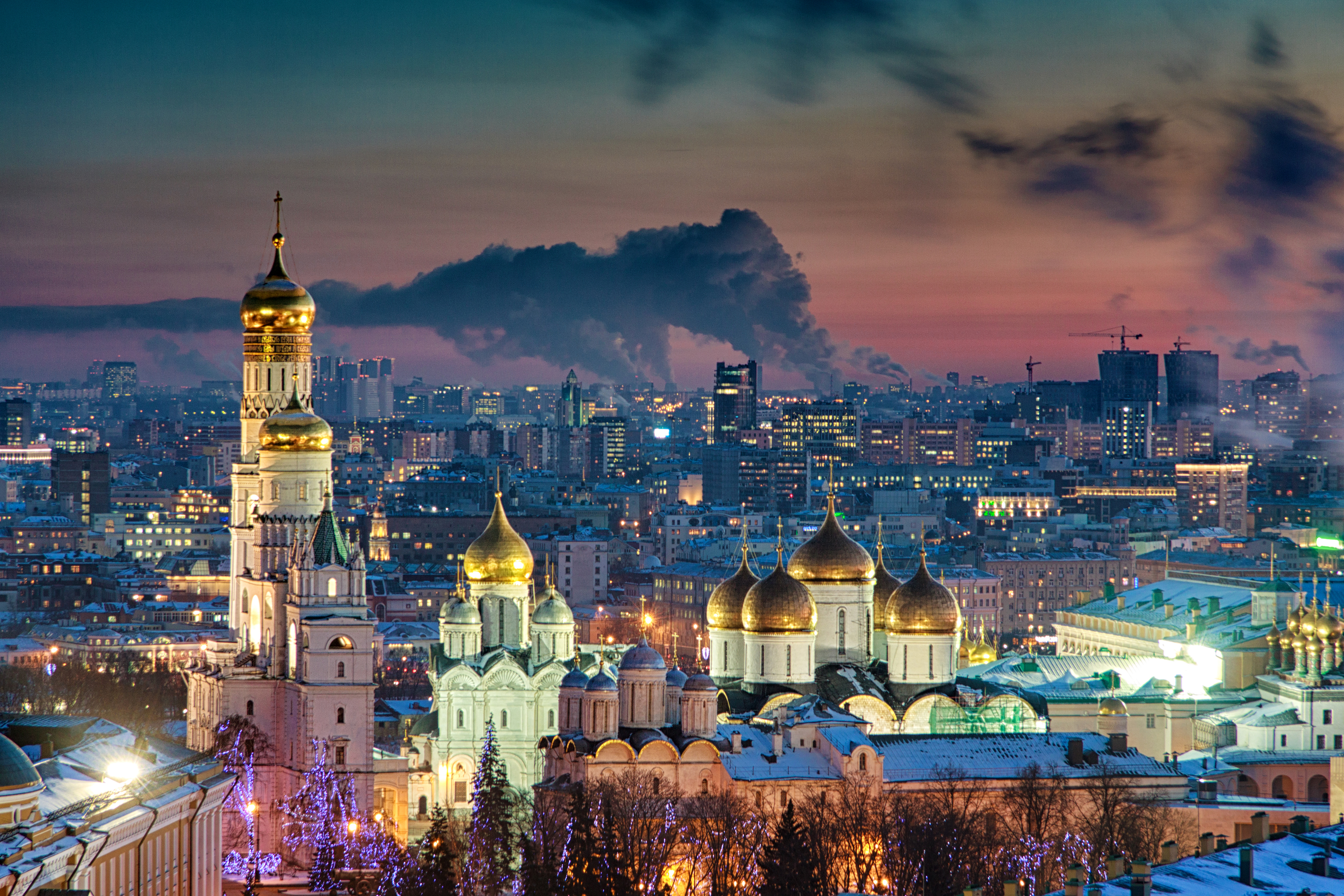
Благовещенский собор Московского Кремля
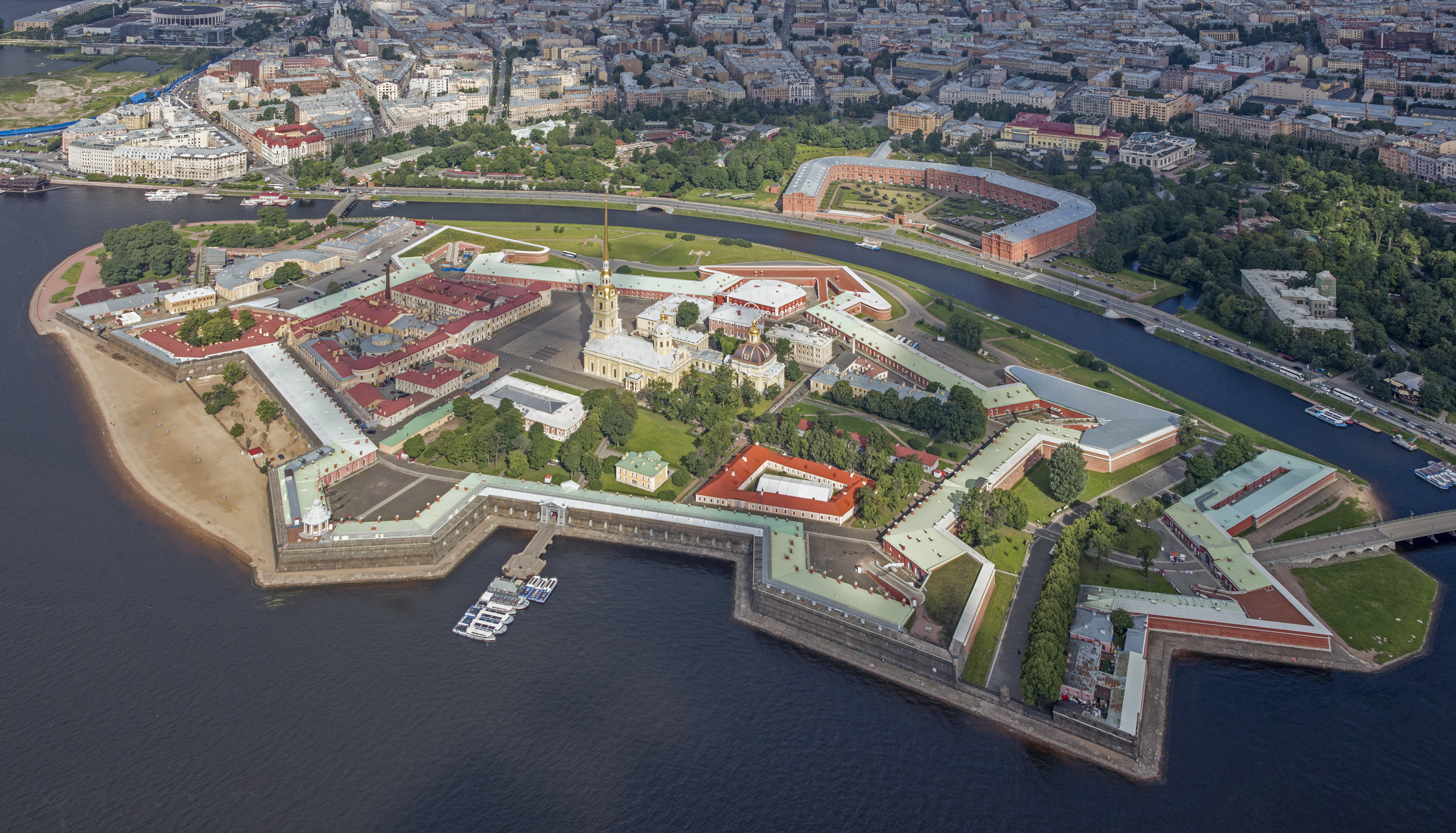
Петропавловская крепость: остров Заячий,  Петроградский район, Санкт-Петербург
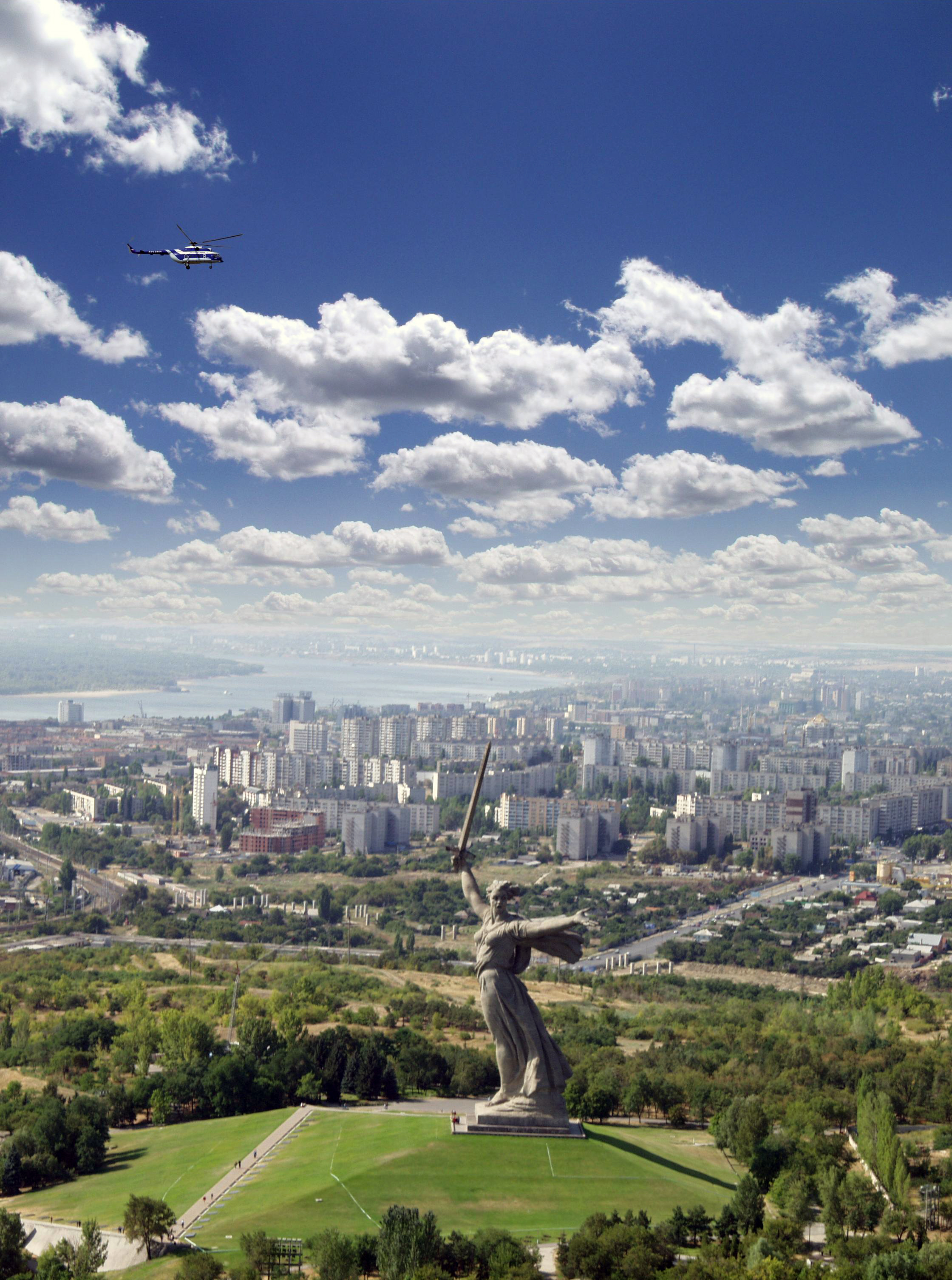
Родина-мать в Волгограде - самая высокая статуя в мире (не считая постаментов)
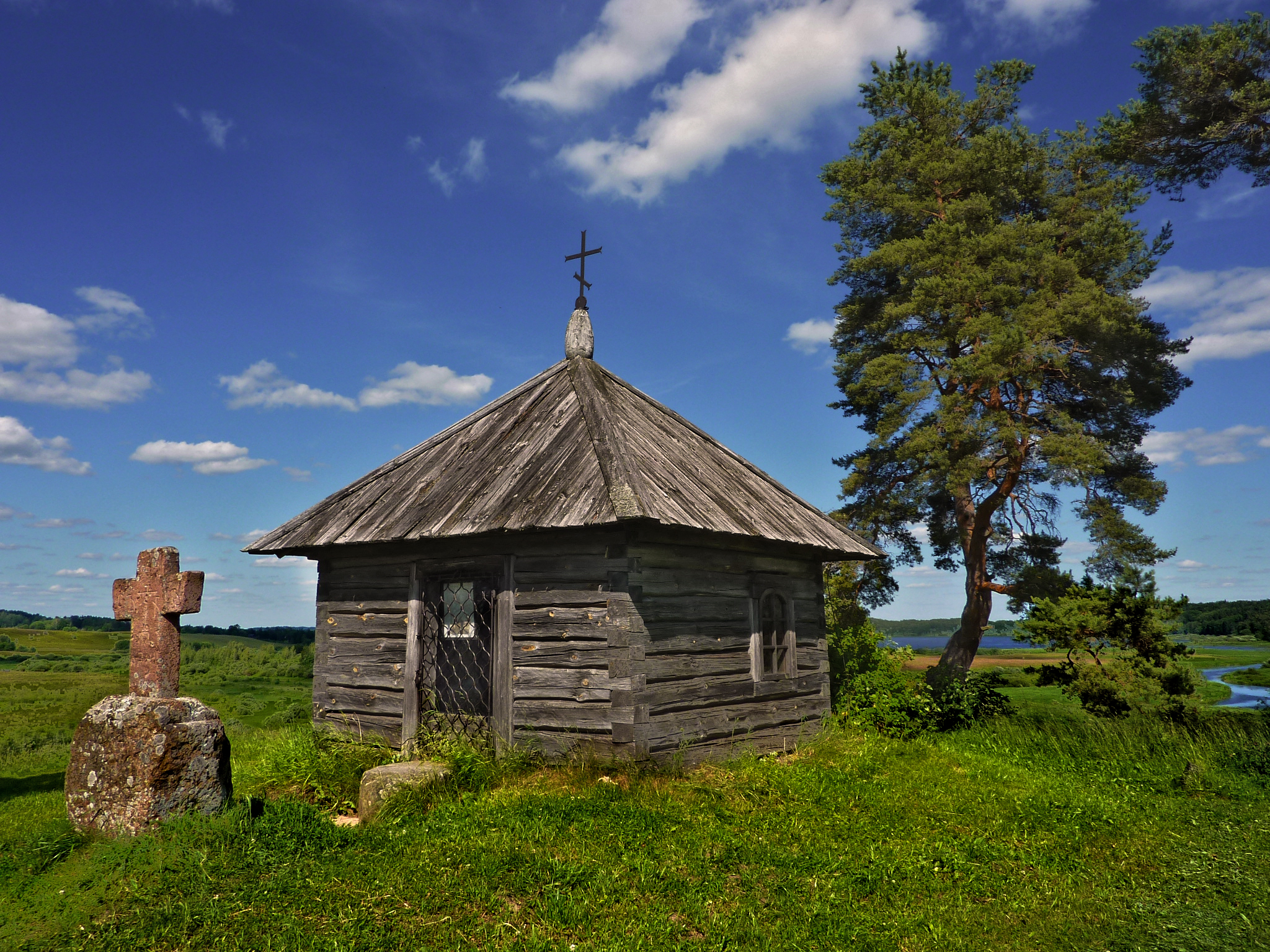
Городище Савкина Горка, Пушкиногорье, Пушкиногорский район Псковской области
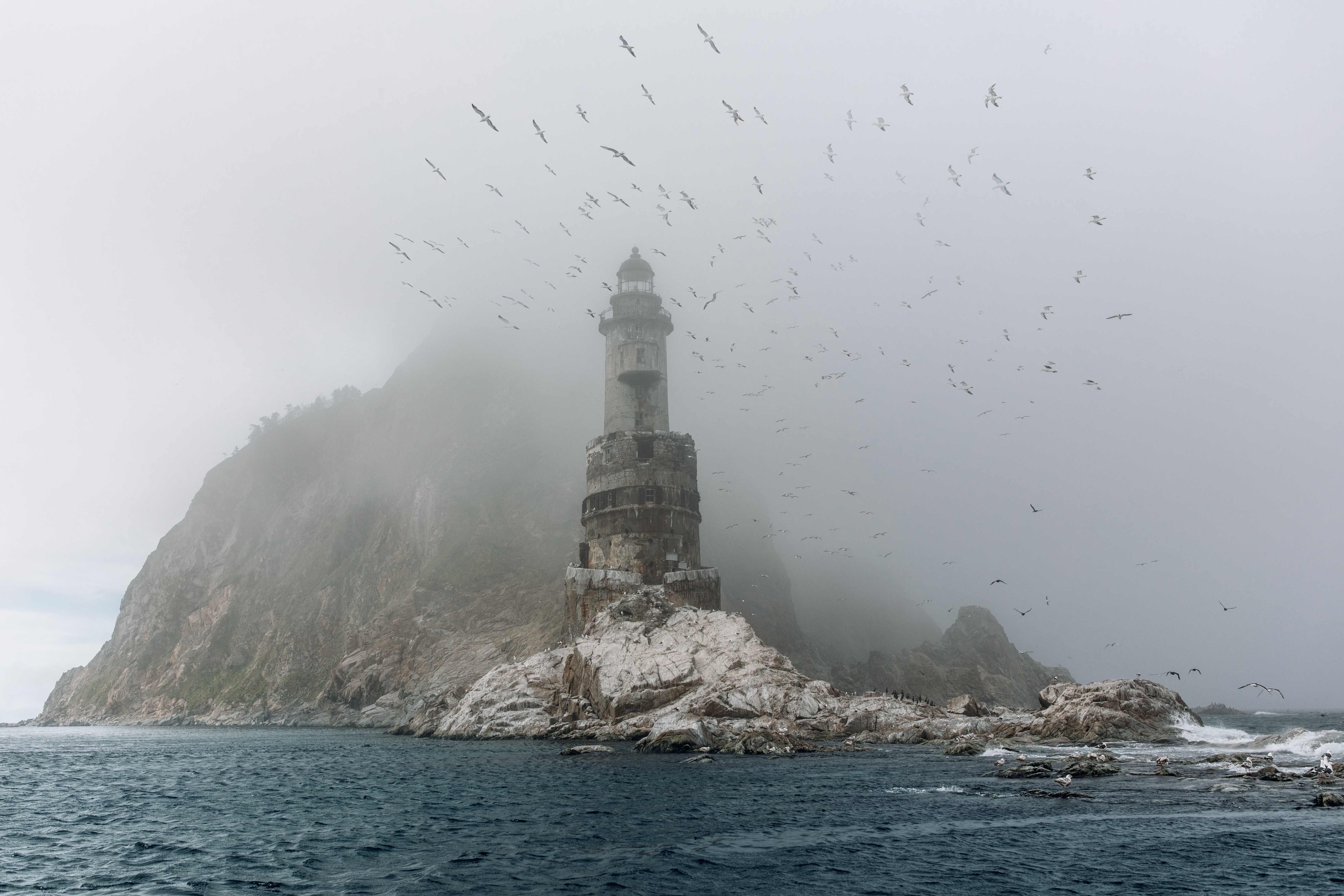
Маяк Анива, Сахалин
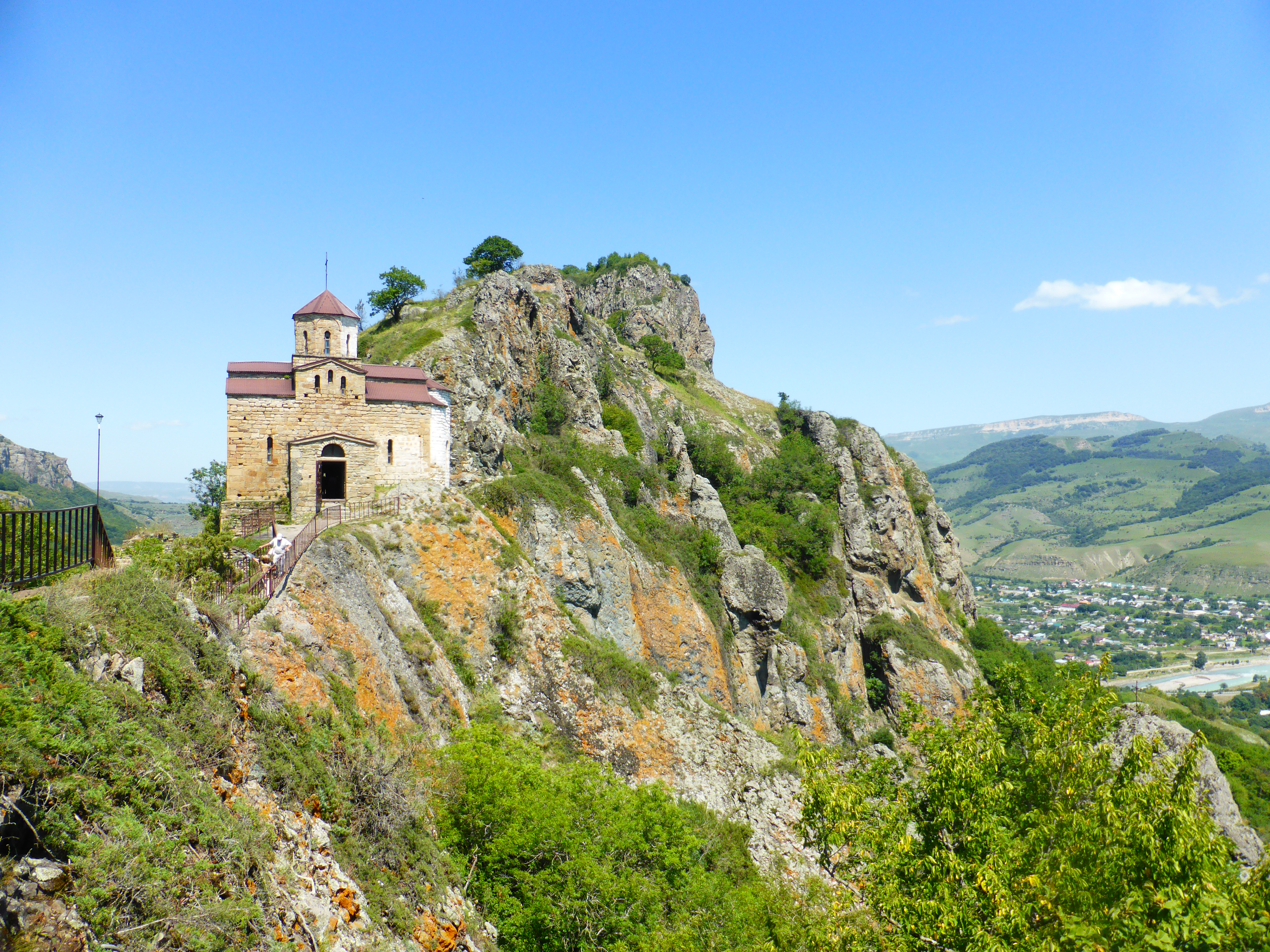
Шоанинский храм, X век, Карачаево-Черкесия
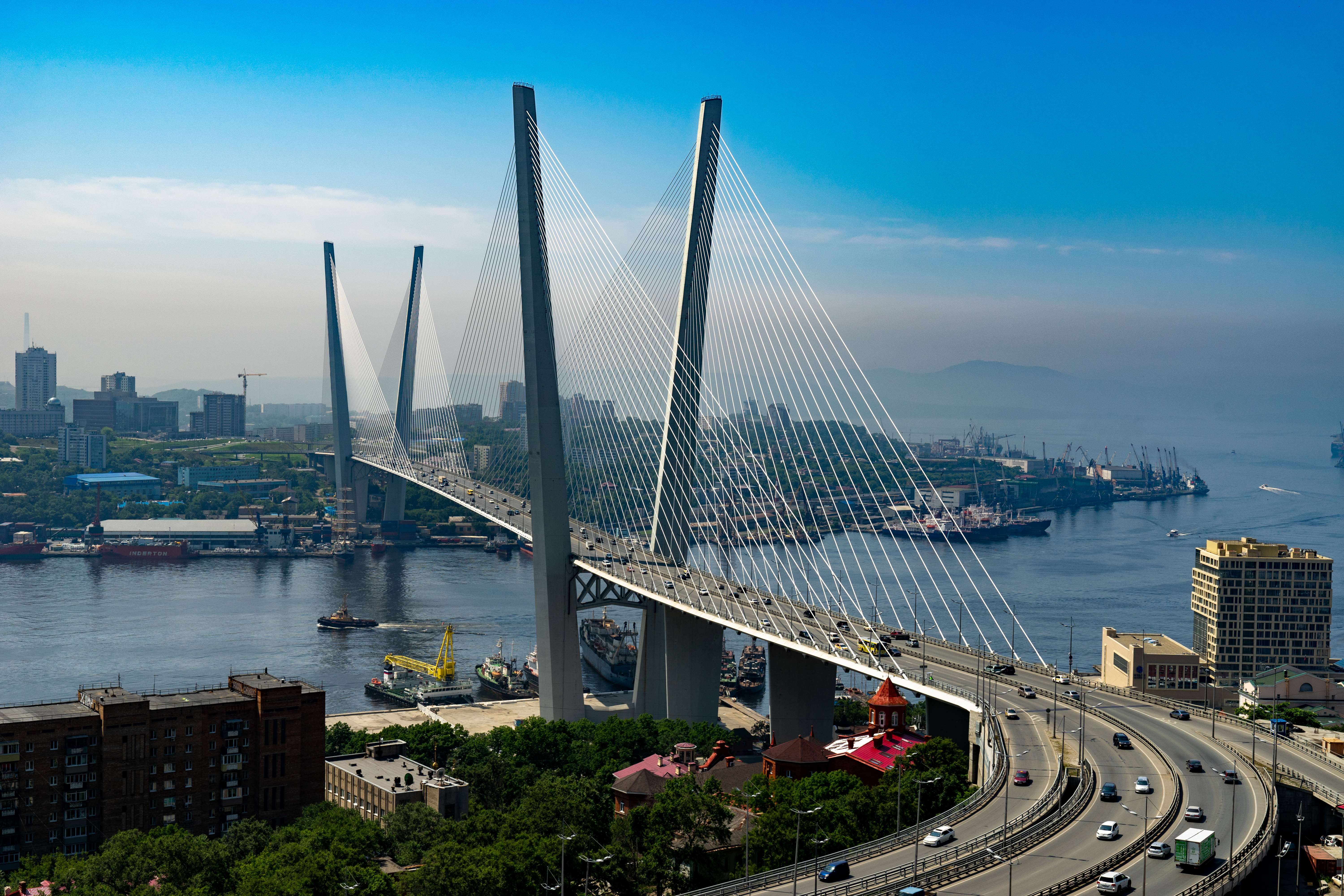
Золотой мост, Владивосток
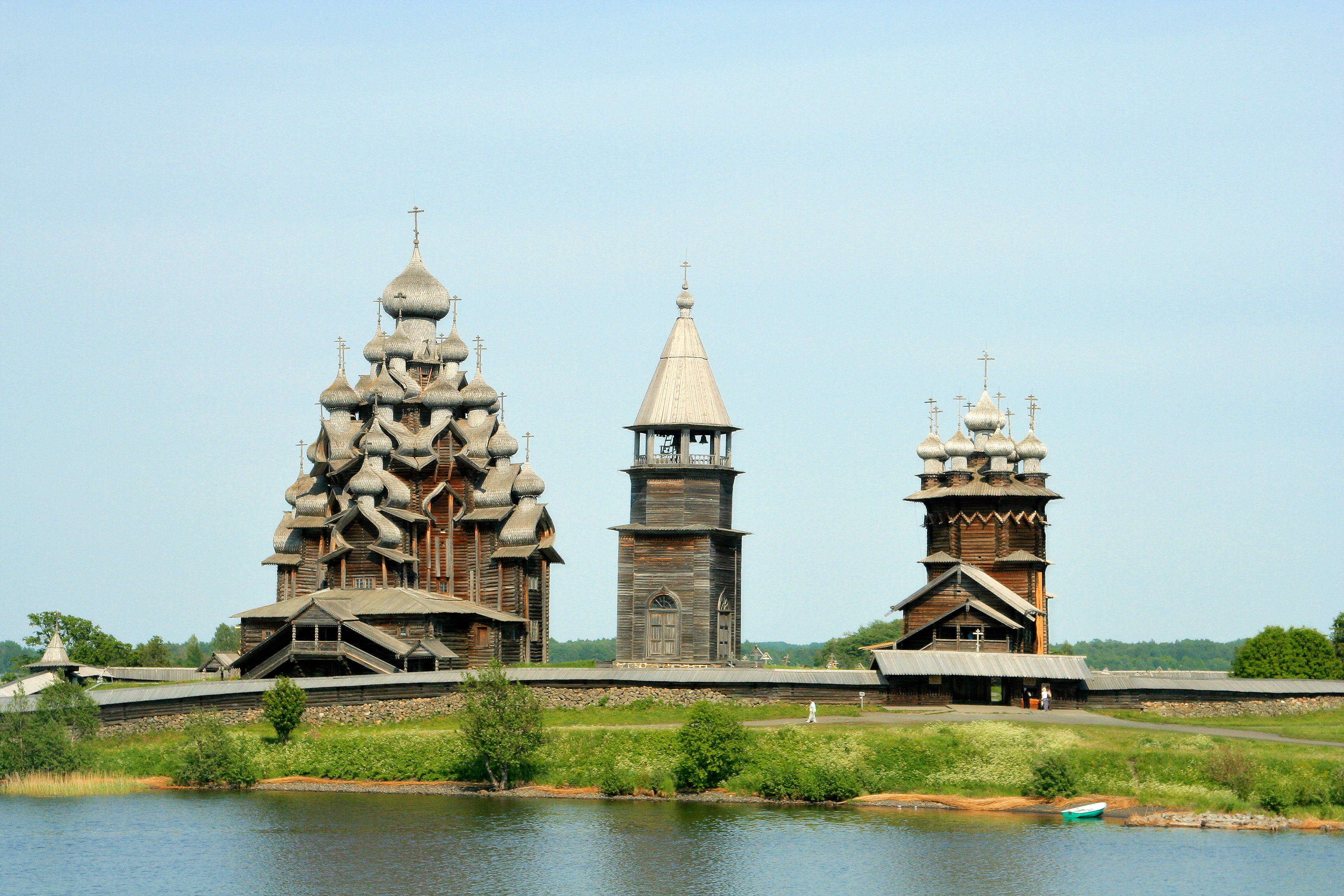
Архитектурный ансамбль Кижи, Карелия

#### Природные достопримечательности
Особо охраняемые природные территории (ООПТ) относятся к объектам общенационального достояния. На сегодняшний день в российскую систему ООПТ федерального значения входит свыше 240 особо охраняемых природных территорий. В настоящее время наиболее популярные парки Сочинский, Лосиный Остров, Куршская коса, Прибайкальский, Русская Арктика, а также Кавказский и Байкало-Ленский заповедник.
С 2017 года стартовал государственный проект «Дикая природа России: сохранить и увидеть» с целью развития экотуризма, сохранения и восстановления популяции редких животных в 22 ООПТ. Порядок посещения ООПТ туристами регулирует федеральный закон «Об особо охраняемых природных территориях».

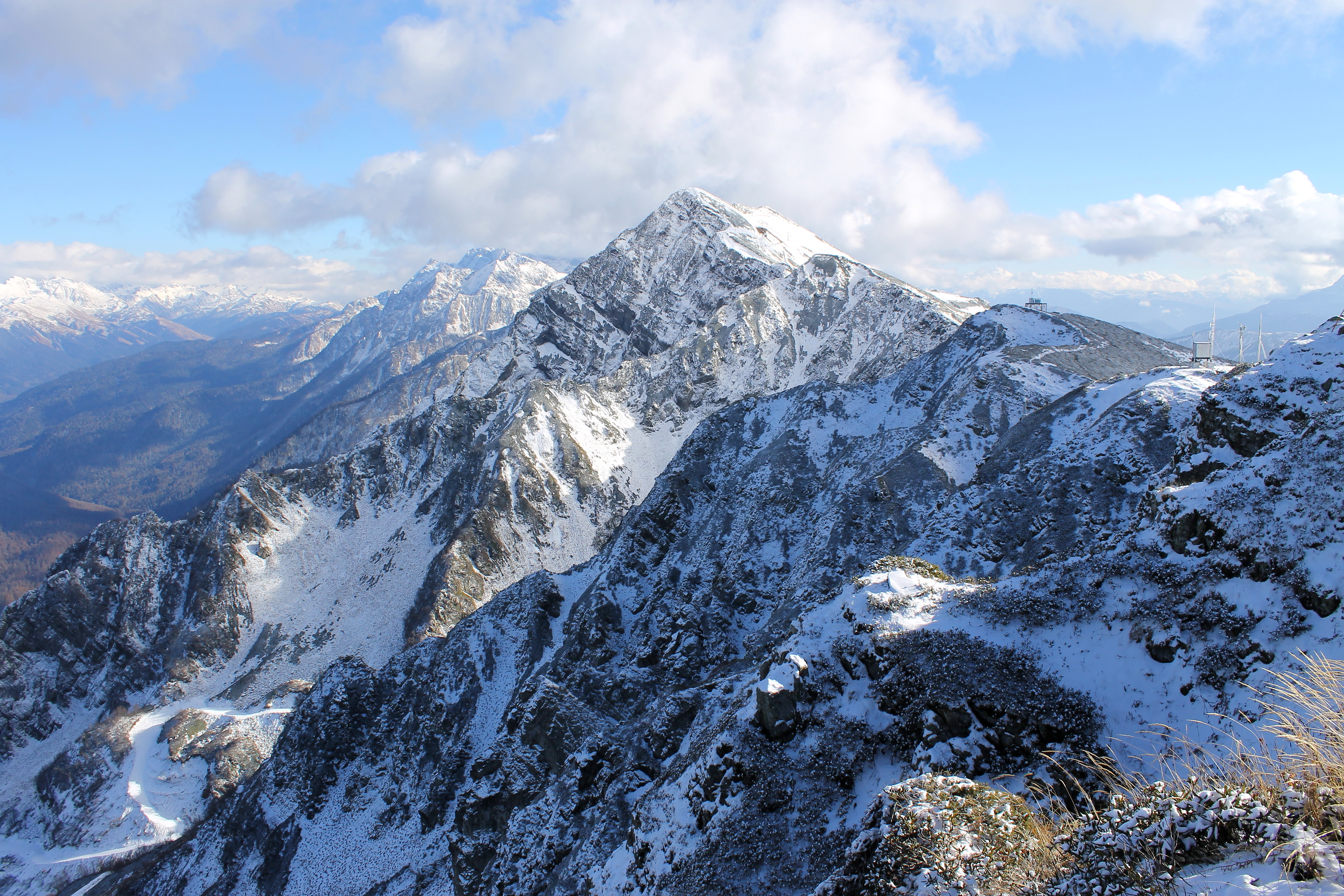
Хребет Аибга. Сочинский национальный парк. Сочи, Краснодарский край
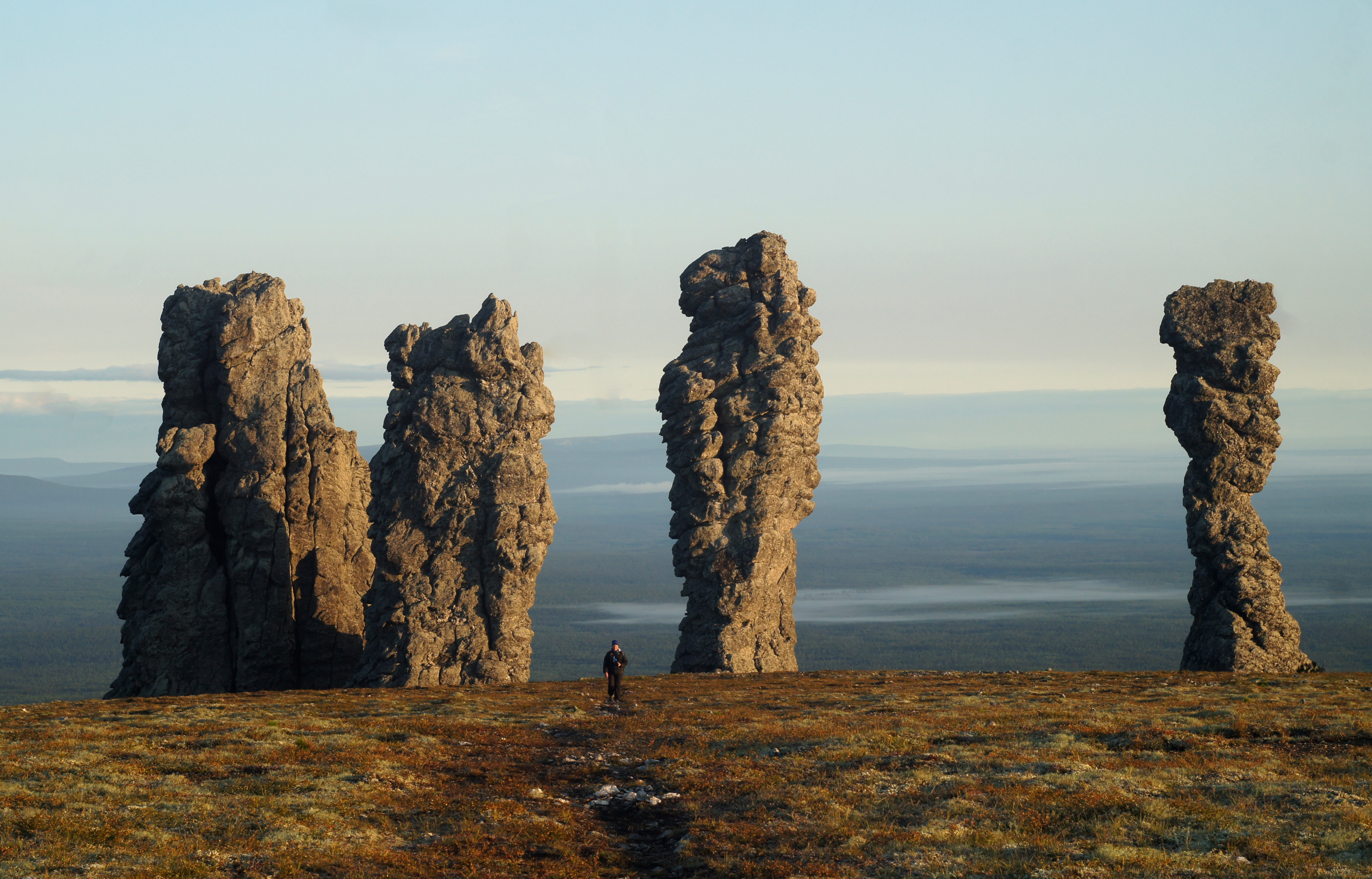
Столбы выветривания на плато Маньпупунёр, междуречье рек Малой Печоры и Егра-Ляги Илычской, Троицко-Печорский район, республика Коми
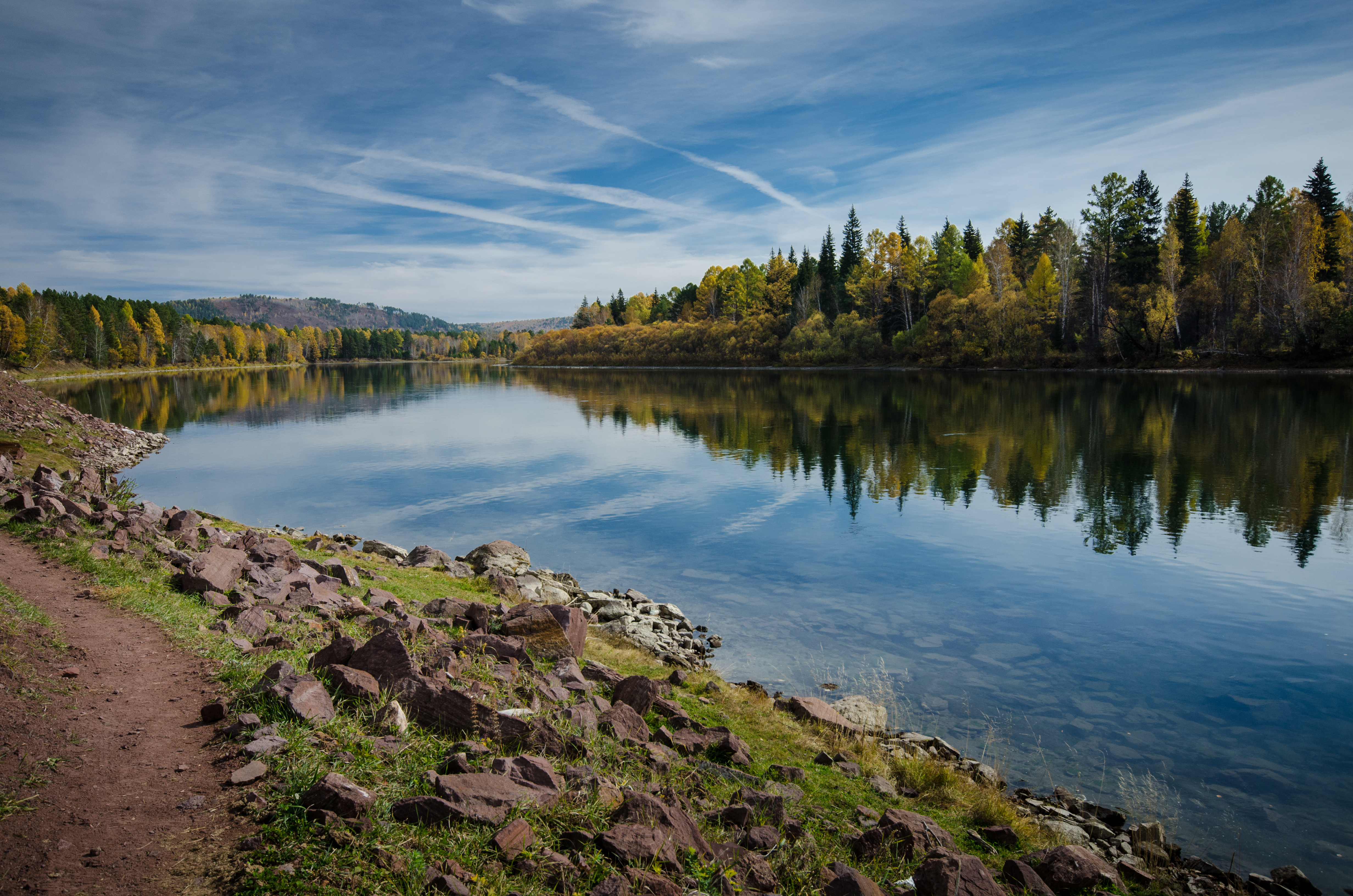
Река Иркут, Утёс Шаманский, Шелеховский район
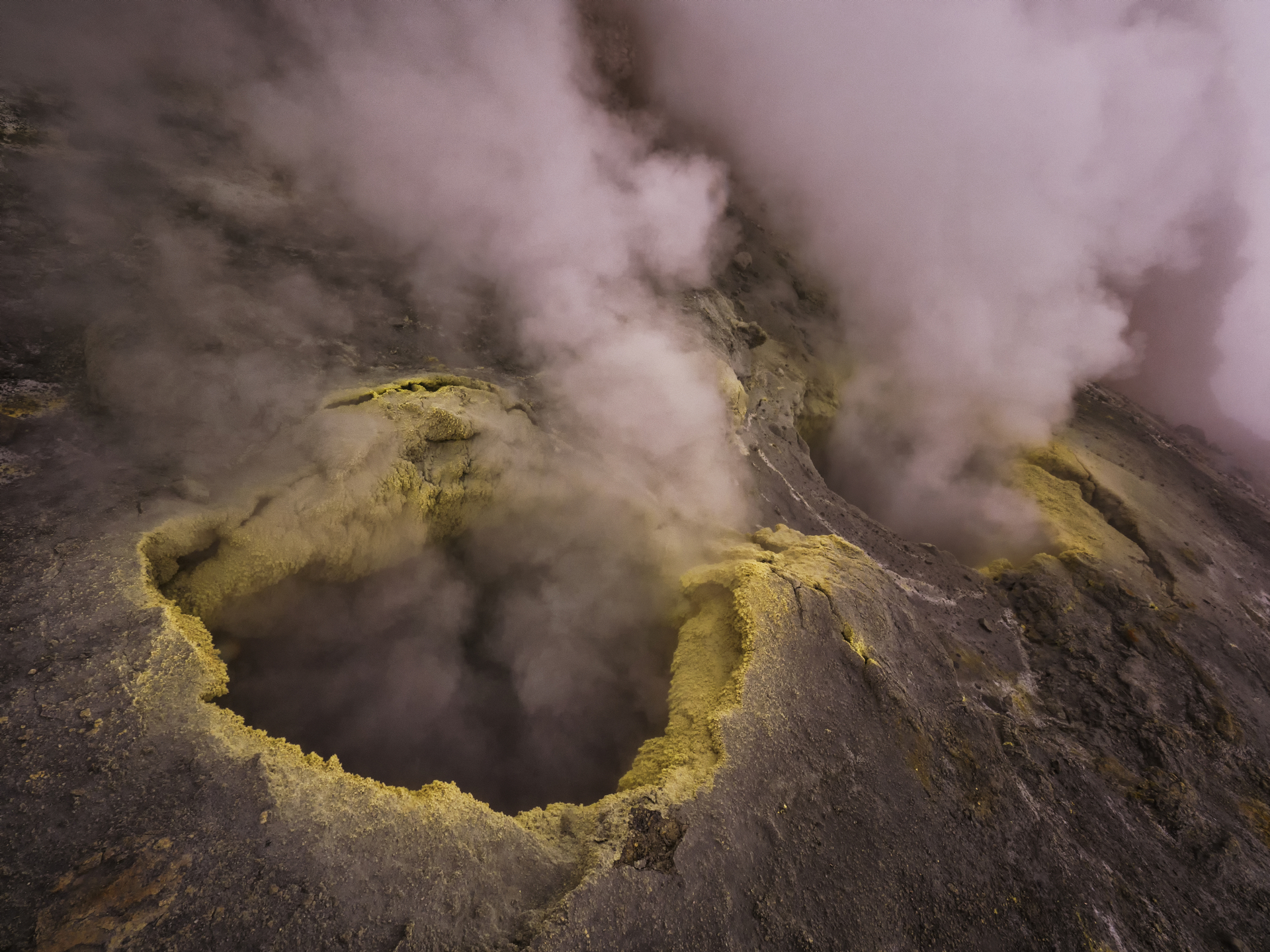
Фумаролы вулкана Мутновский. Природный заказник «Южно-Камчатский»
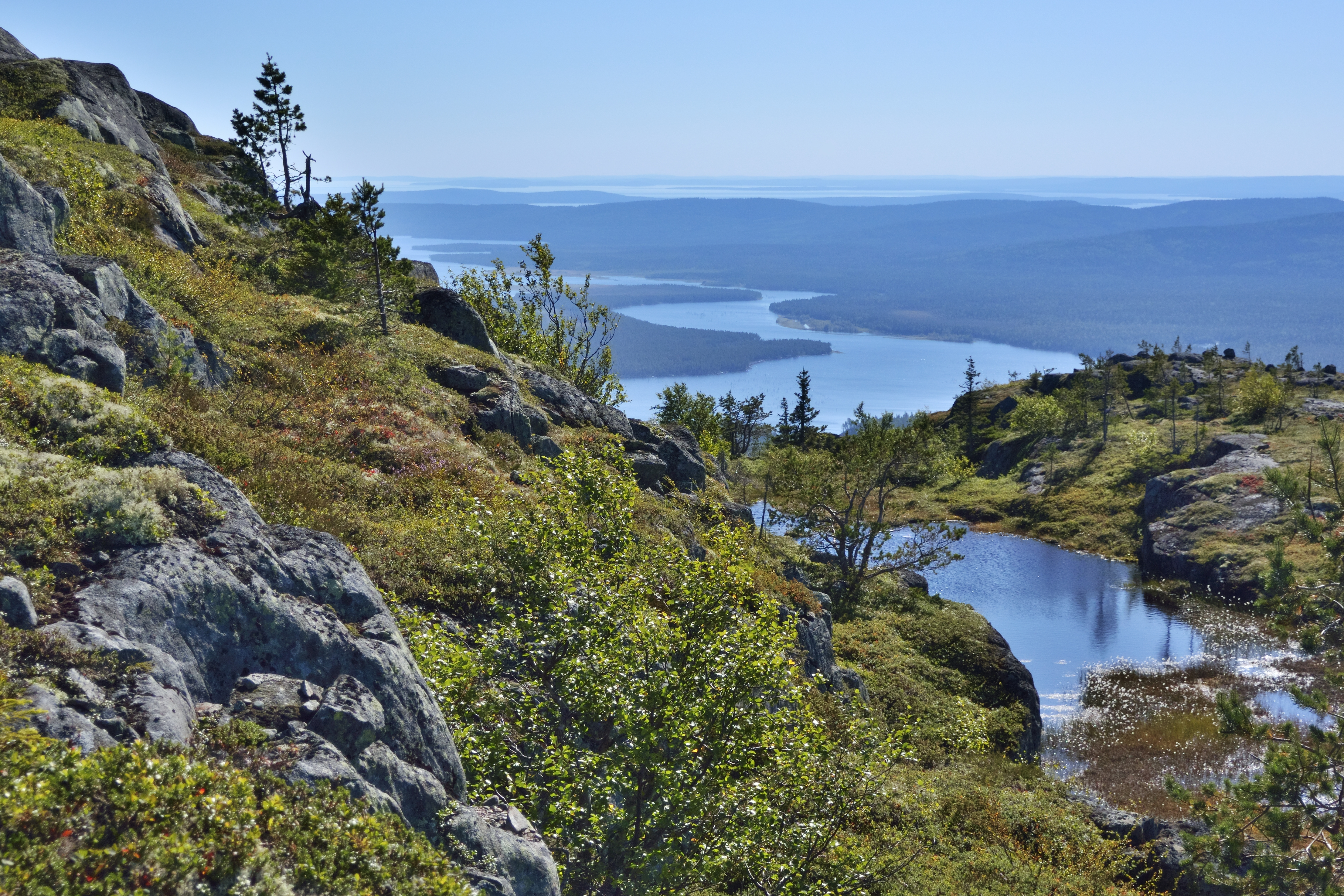
Вид со склона горы Кивакка на место впадения реки Оланга в Пяозеро. Национальный парк Паанаярви. Карелия
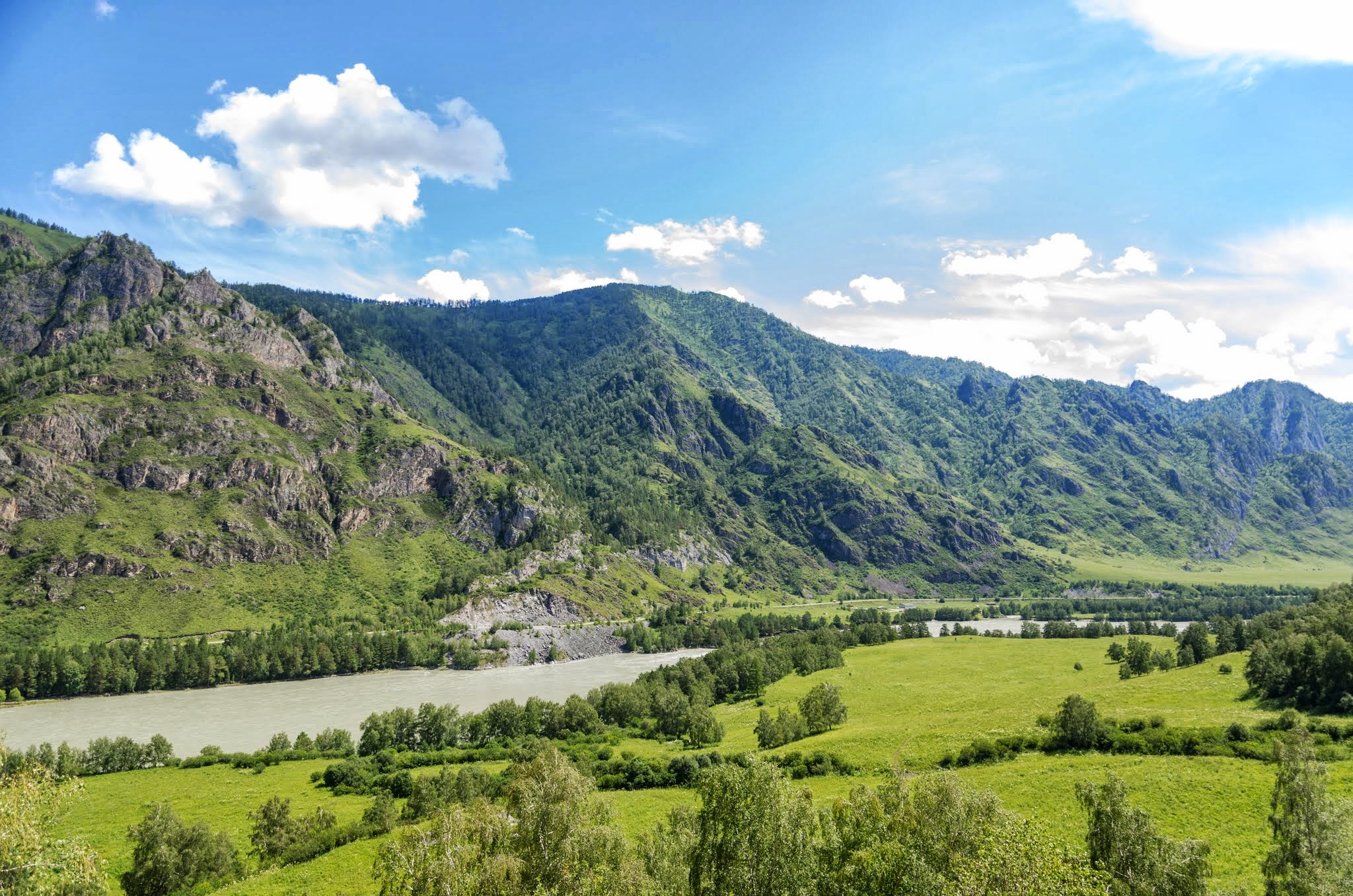
Чемальский район, Республика Алтай
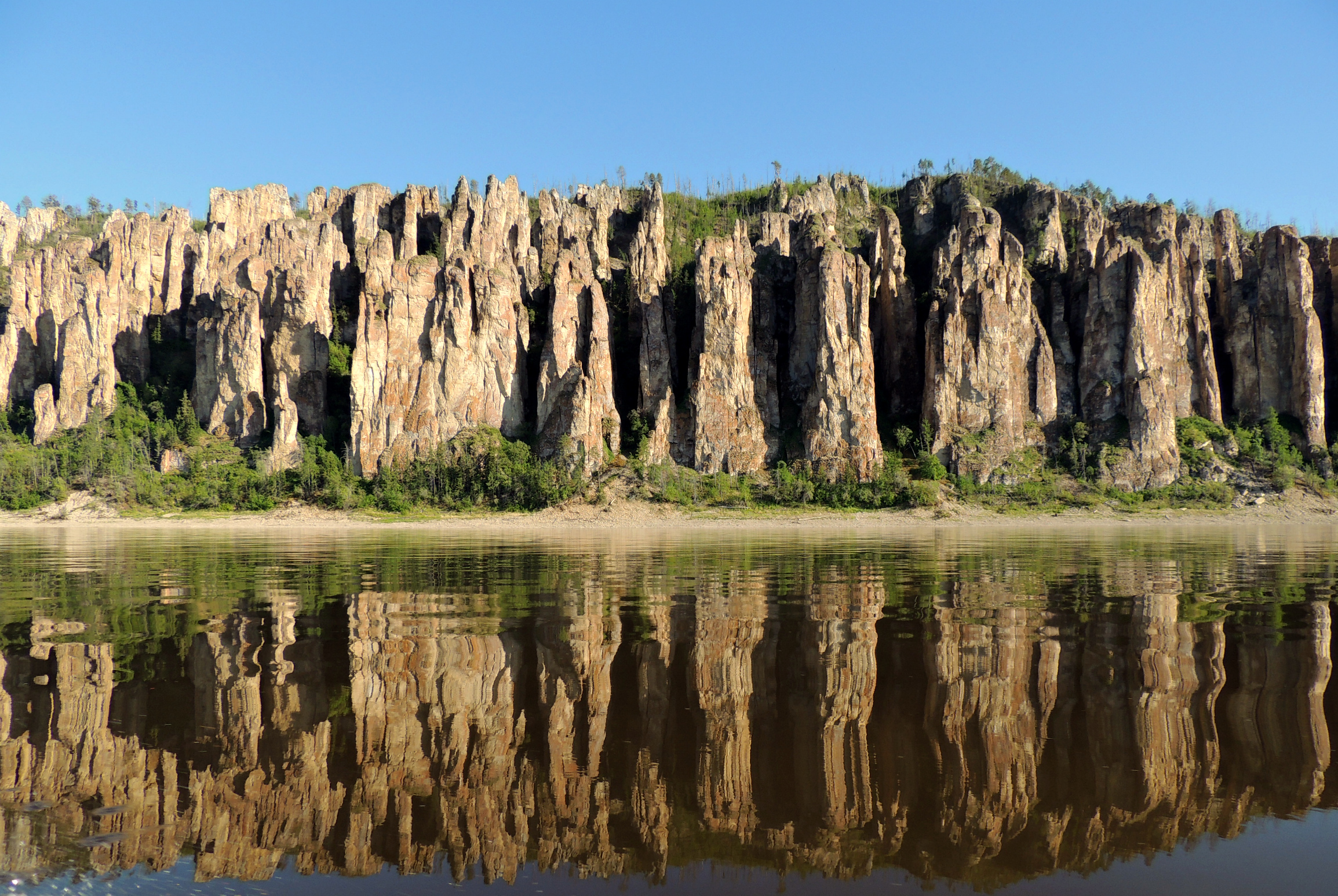
Ленские столбы, Якутия
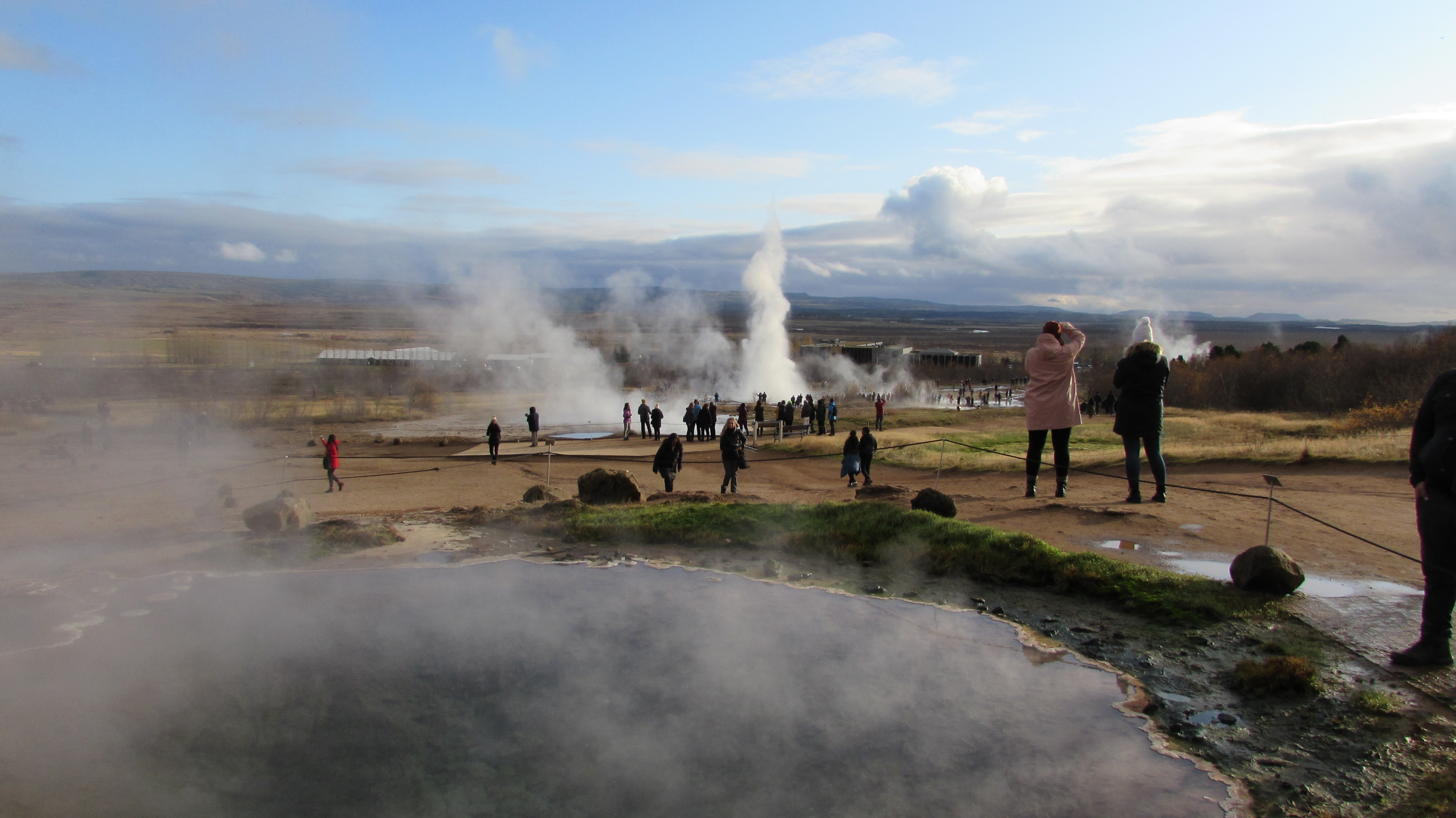
Долина гейзеров, Камчатка
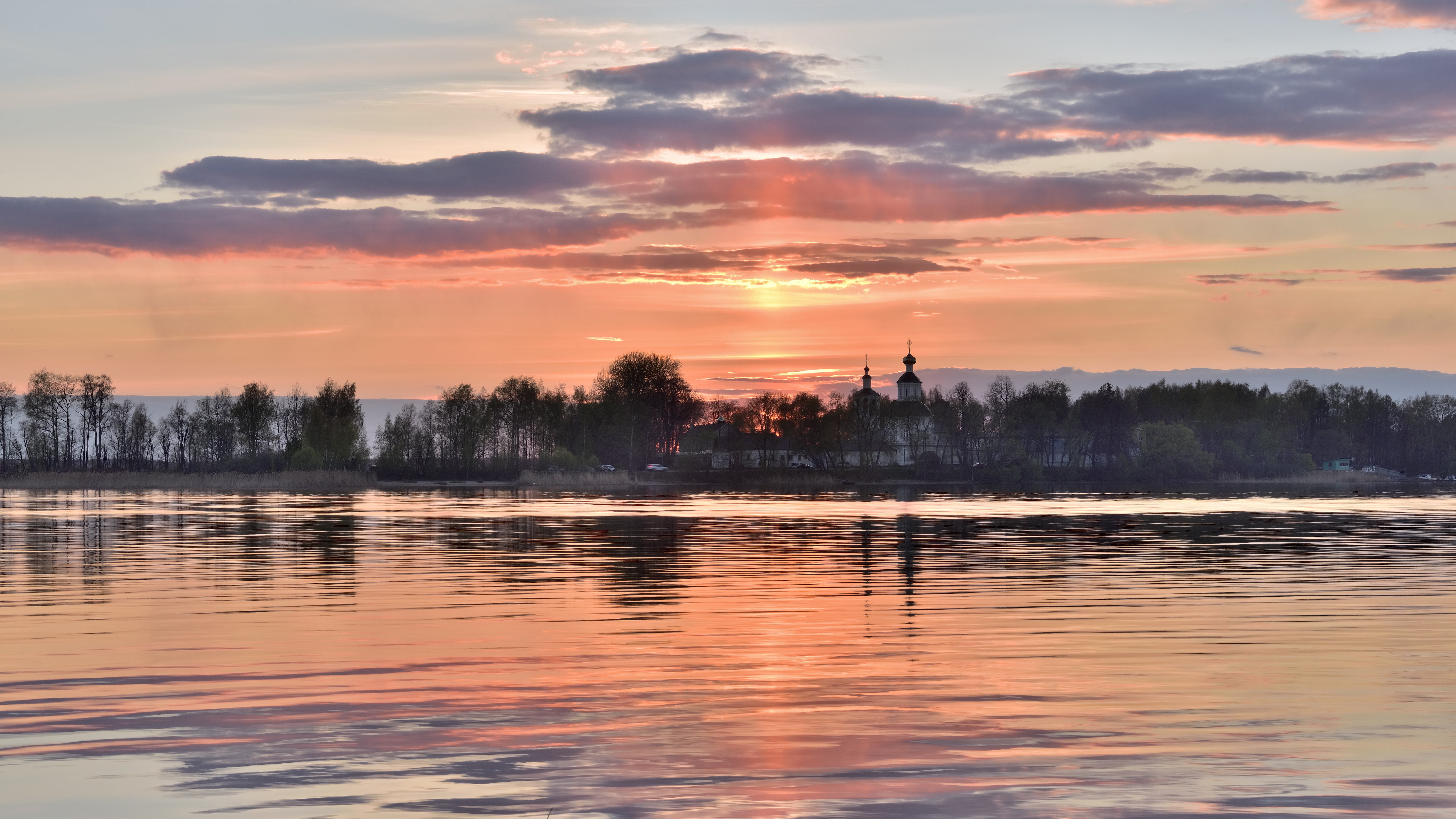
Озеро Селигер, Тверская и Новгородская области
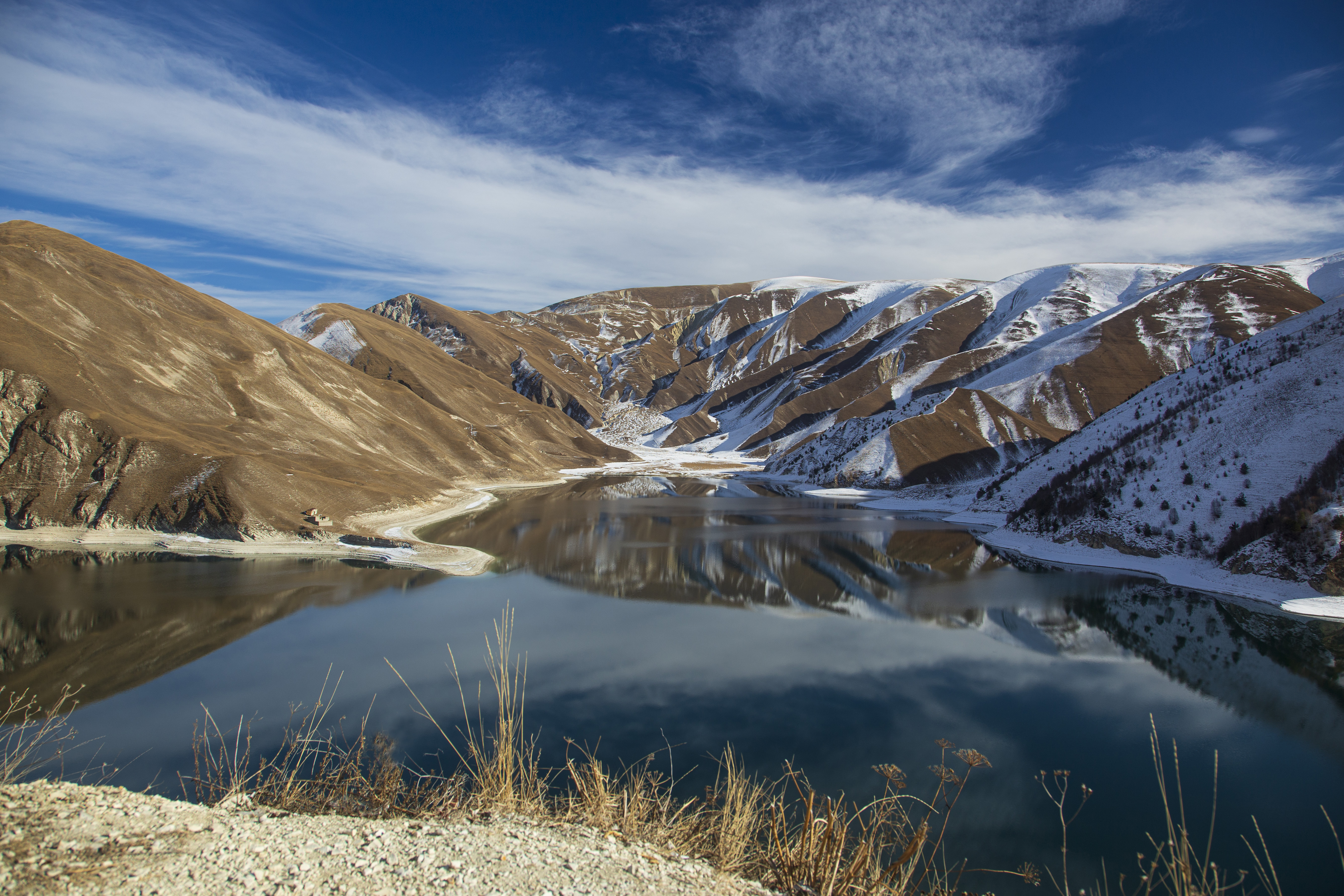
Озеро Казеной-Ам, Чечня
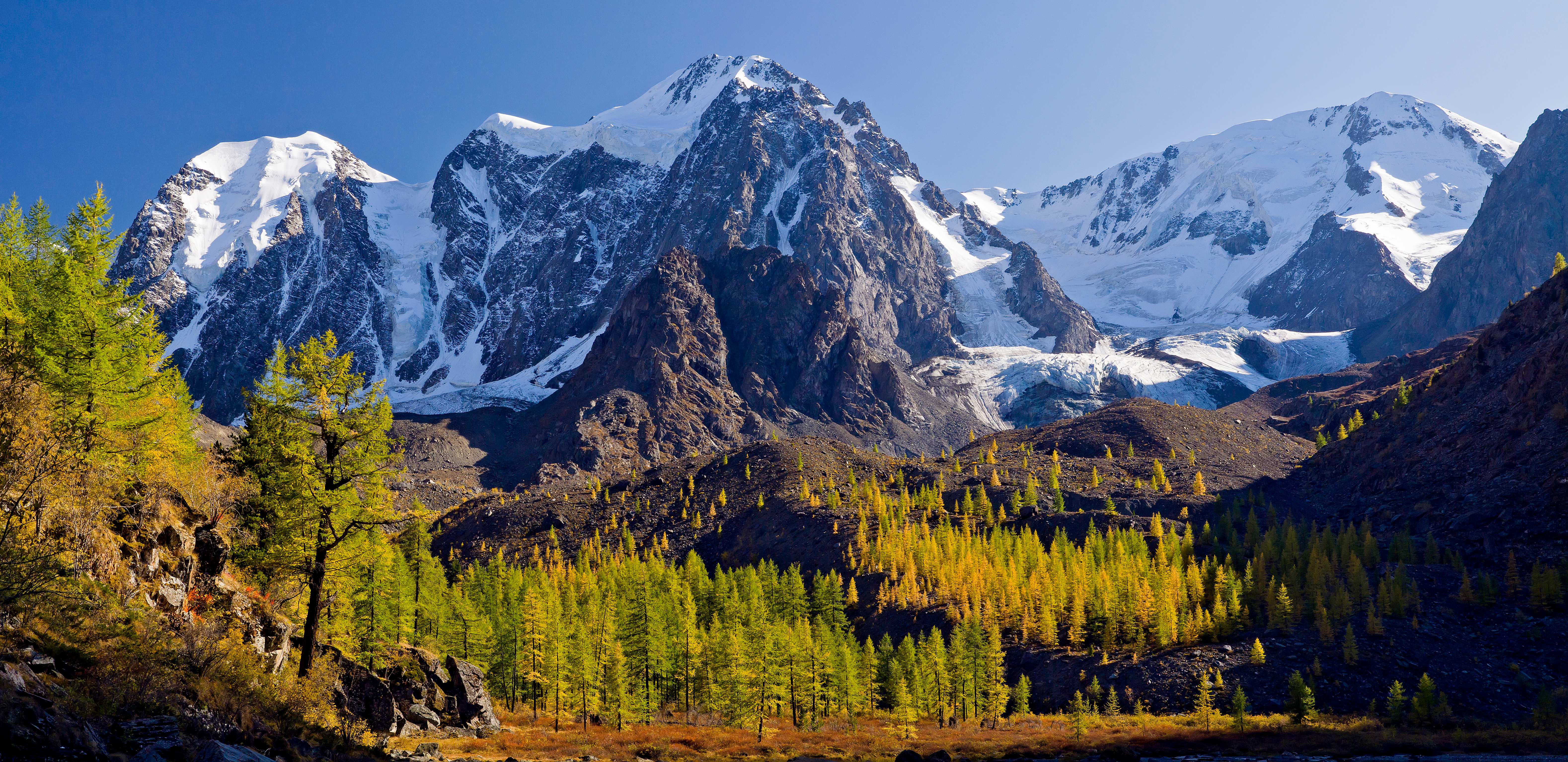
Горы Алтая
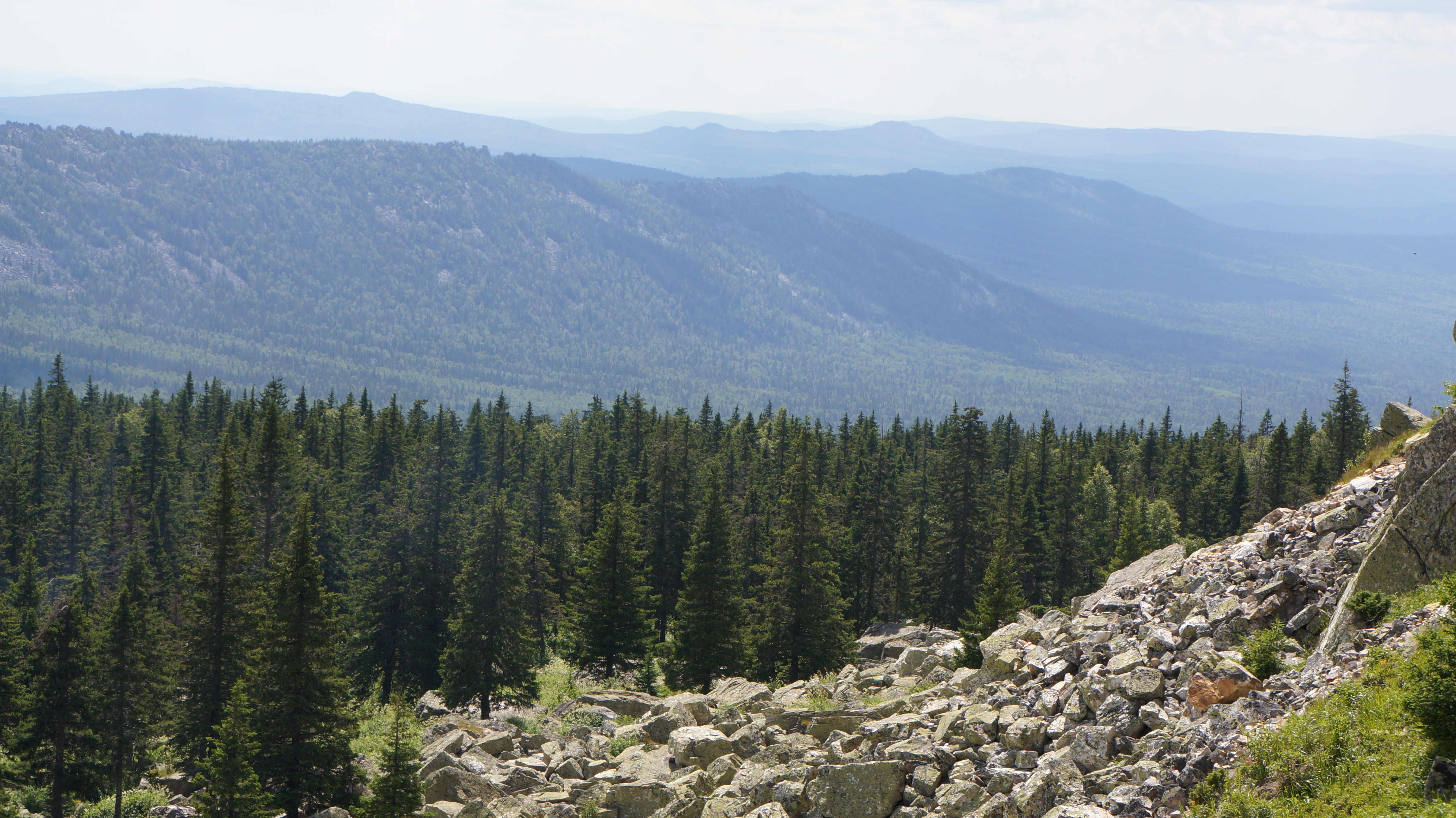
Национальный парк Таганай, Челябинская область

#### Антропогенные достопримечательности
Более 500 российских городов имеют статус «исторический город», из них около 300 — малые и средние провинциальные города с сотнями старинных усадеб XVI—XIX веков. Это разнообразие определяет большое различие в природных, исторических и экономических условиях развития регионов и, в частности, городов России. Например, Ярославль, Тверь, Калуга, Кострома, Рязань, Тула, Владимир, Вологда, Смоленск, Сарапул и др. можно отнести к типу старых губернских центров с регулярной планировкой, присутственными местами, торговыми рядами, соборами, дворянскими и купеческими домами, на окраинах с монастырями. Брянск, Иваново, Липецк, Белгород, Курган, Волгоград, Ростов-на-Дону и т. д. — к другой группе городов, ставших центрами уже в советское время благодаря развитию промышленности. В ряде областей и республик сложились «вице-столицы» — многофункциональные центры, например, Орск, Елец, Великие Луки, Старый Оскол, Арзамас, Братск, Комсомольск-на-Амуре, Набережные Челны. Своеобразны и старые уральские города-заводы, в качестве обязательных атрибутов имеющие заводской пруд, старинный завод при плотине, дома управляющего и заводской конторы. Такое явление самобытной региональной культуры с более 250 городами-заводами соляного, металлургического и других видов производства, возникшего с XVIII века, получило в научной литературе определение «уральская горнозаводская цивилизация». Отдельный тип — столицы национальных республик: Владикавказ, Грозный, Казань, Петрозаводск, Уфа (ранее губерские или областные центры), Элиста и Биробиджан (новые города), другие выросли из уездных городов — все они играют роль центров национальной культуры.
По результатам Форума малых городов и исторических поселений в 2018 году принято решение об адресной государственной поддержке малых городов России.

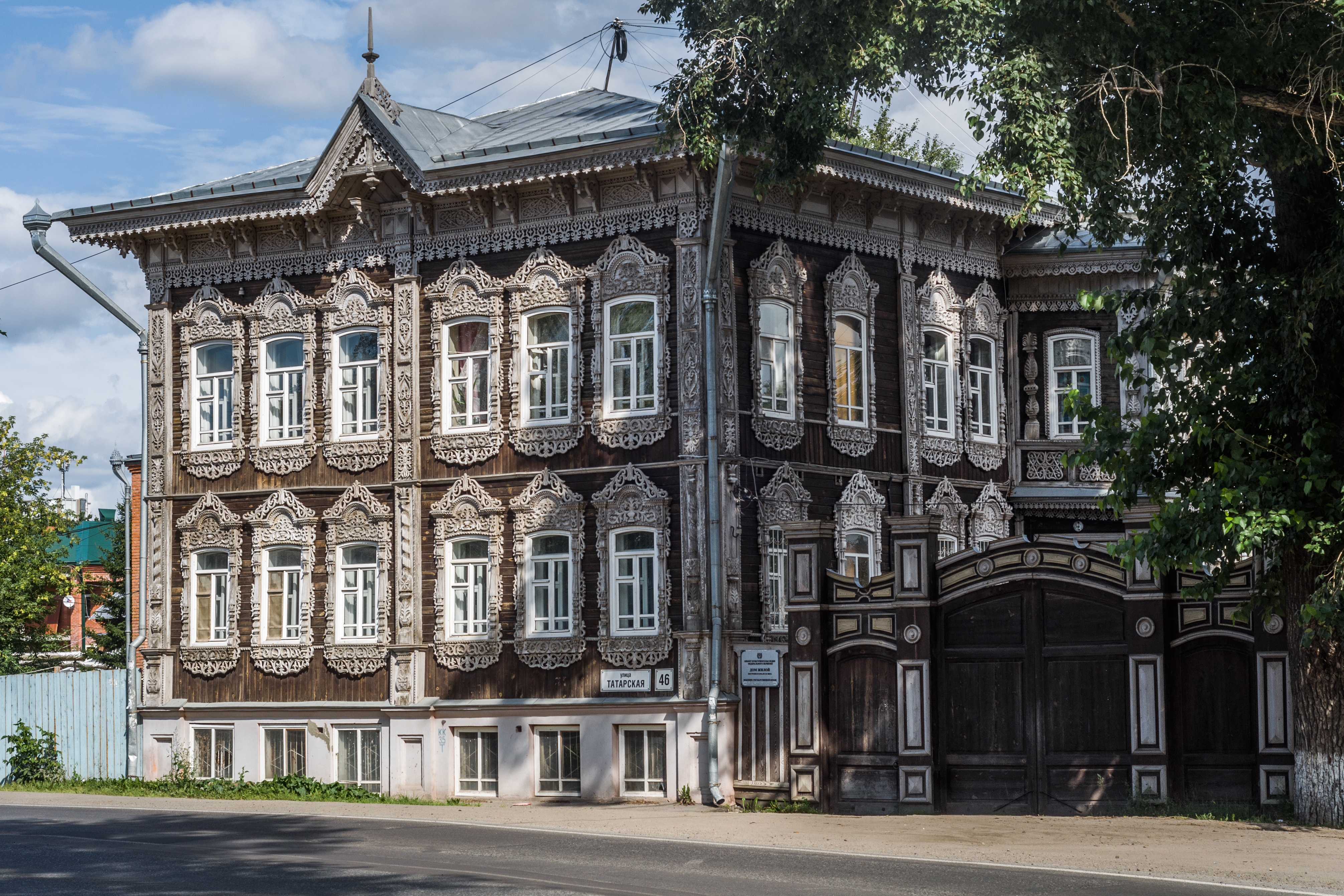
Двухэтажный жилой дом в Татарской слободе, 1902 год, г. Томск
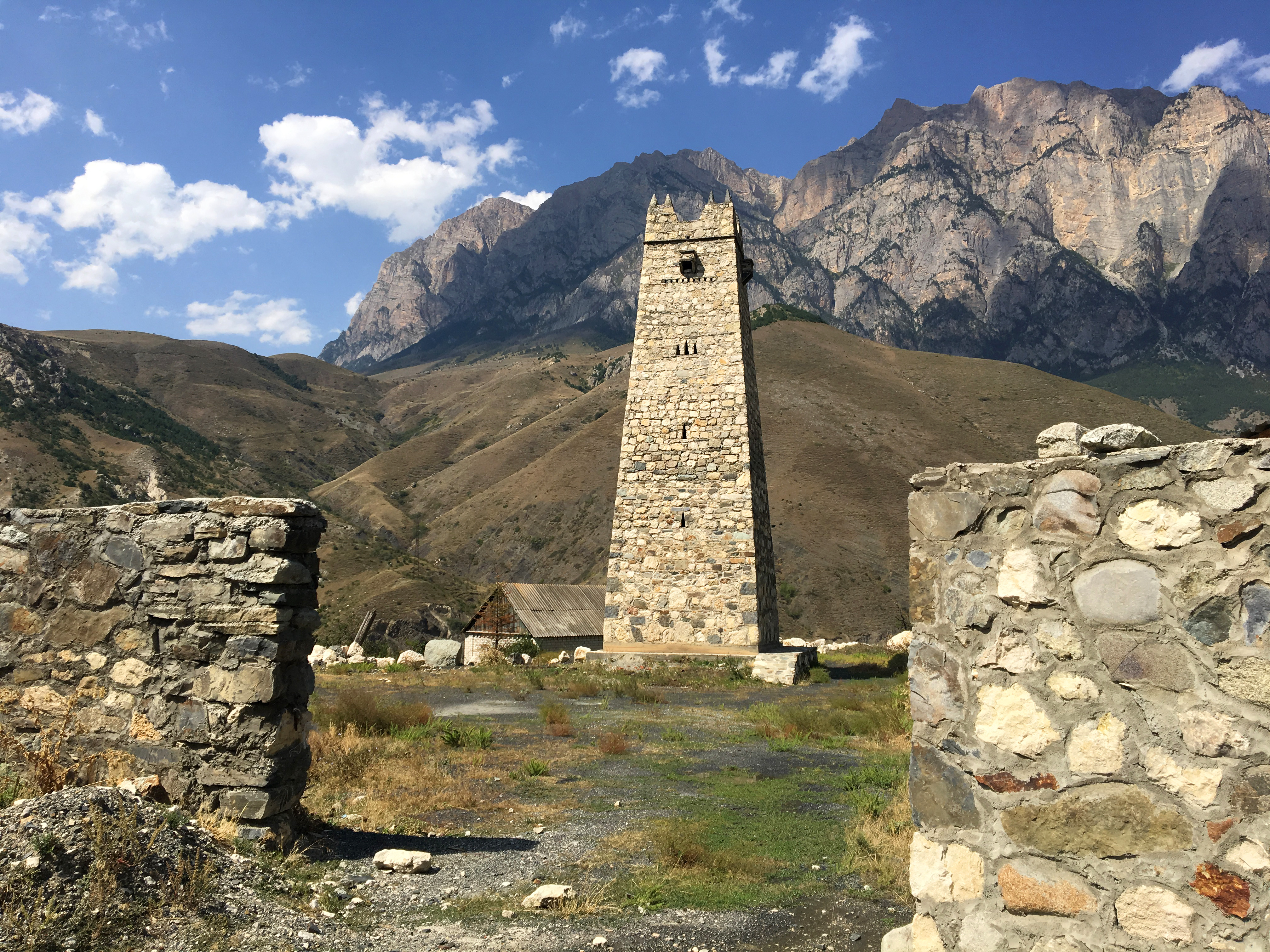
Башня Цаллаговых, Нижний Унал, Алагирский район, Северная Осетия
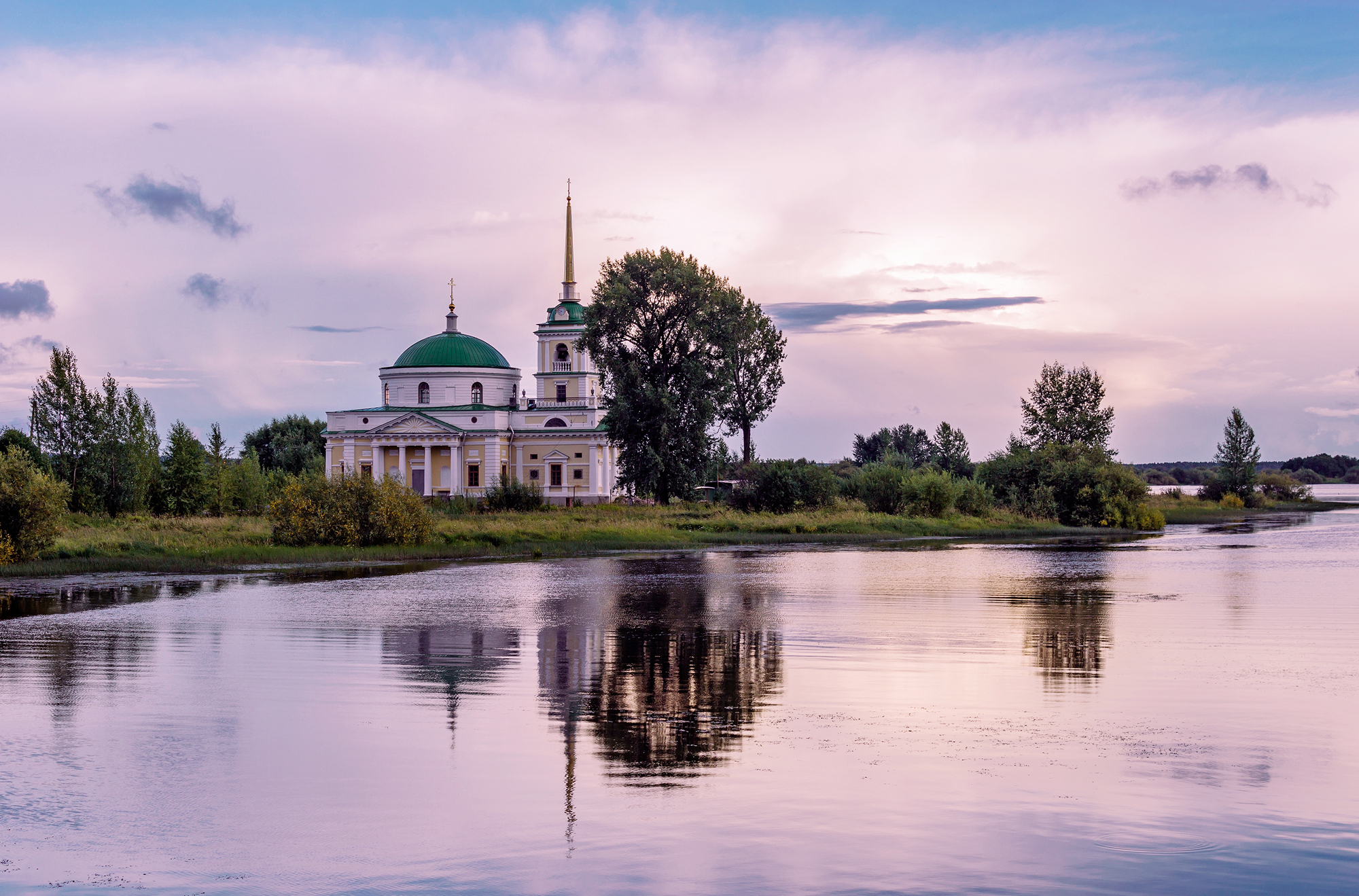
Церковь святителя Николая в Усолье, Пермский край
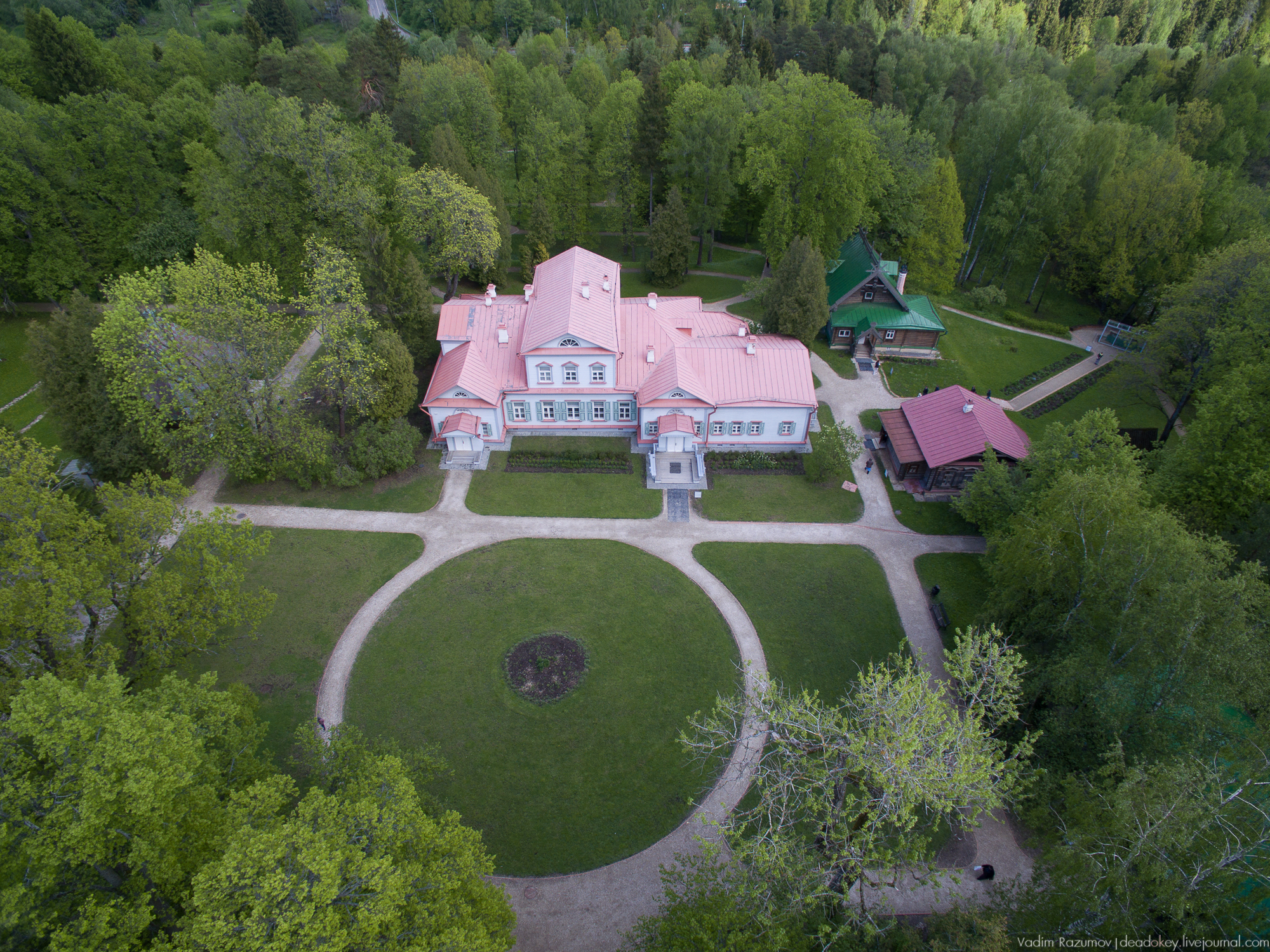
Усадьба Абрамцево Сергиево-Посадский район Московская область
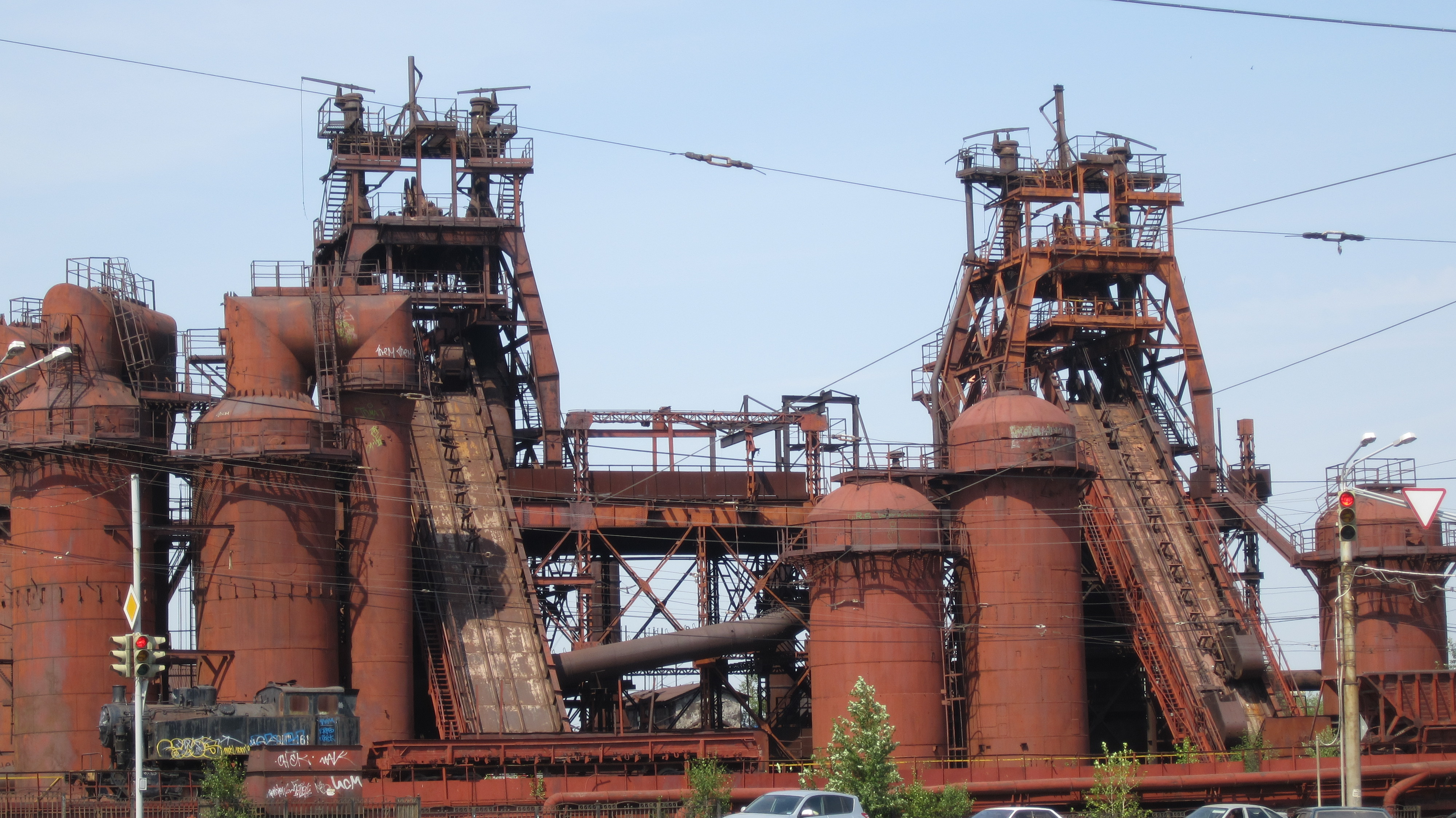
Доменные печи XIX века, Завод-музей истории горнозаводской техники, г. Нижний Тагил
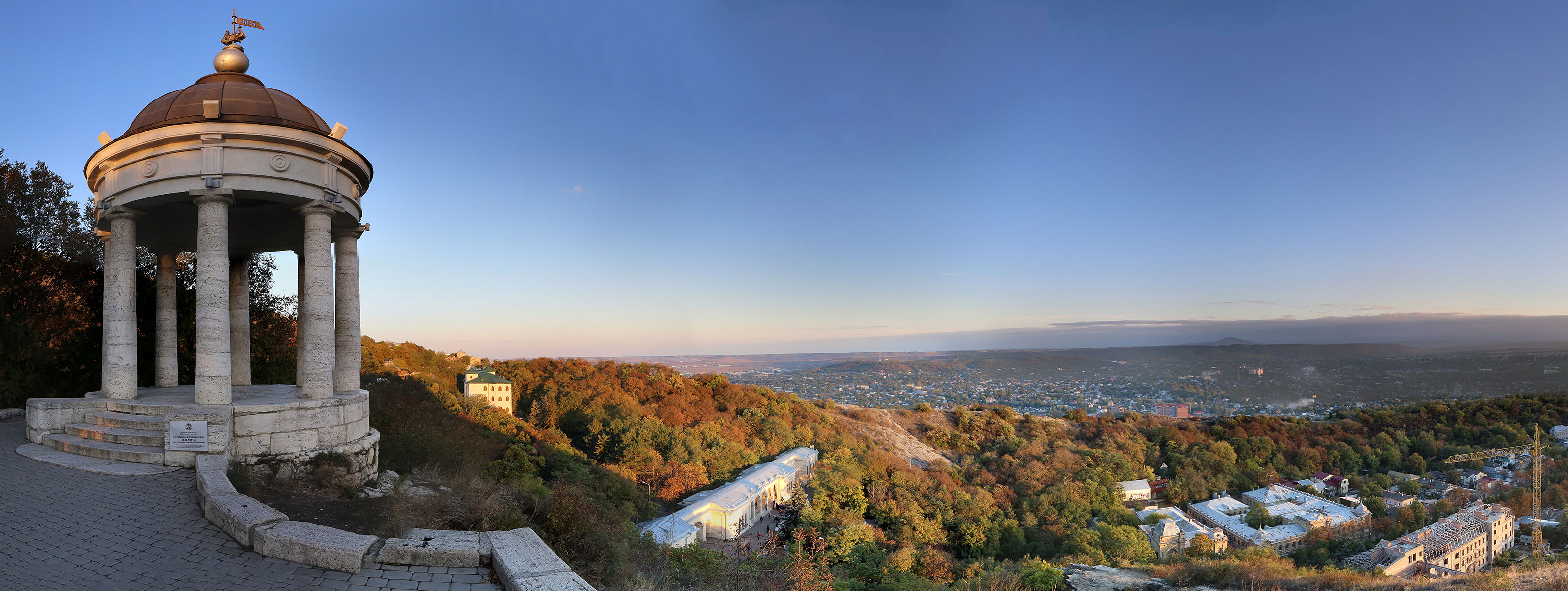
Беседка Эолова арфа и панорама Пятигорска
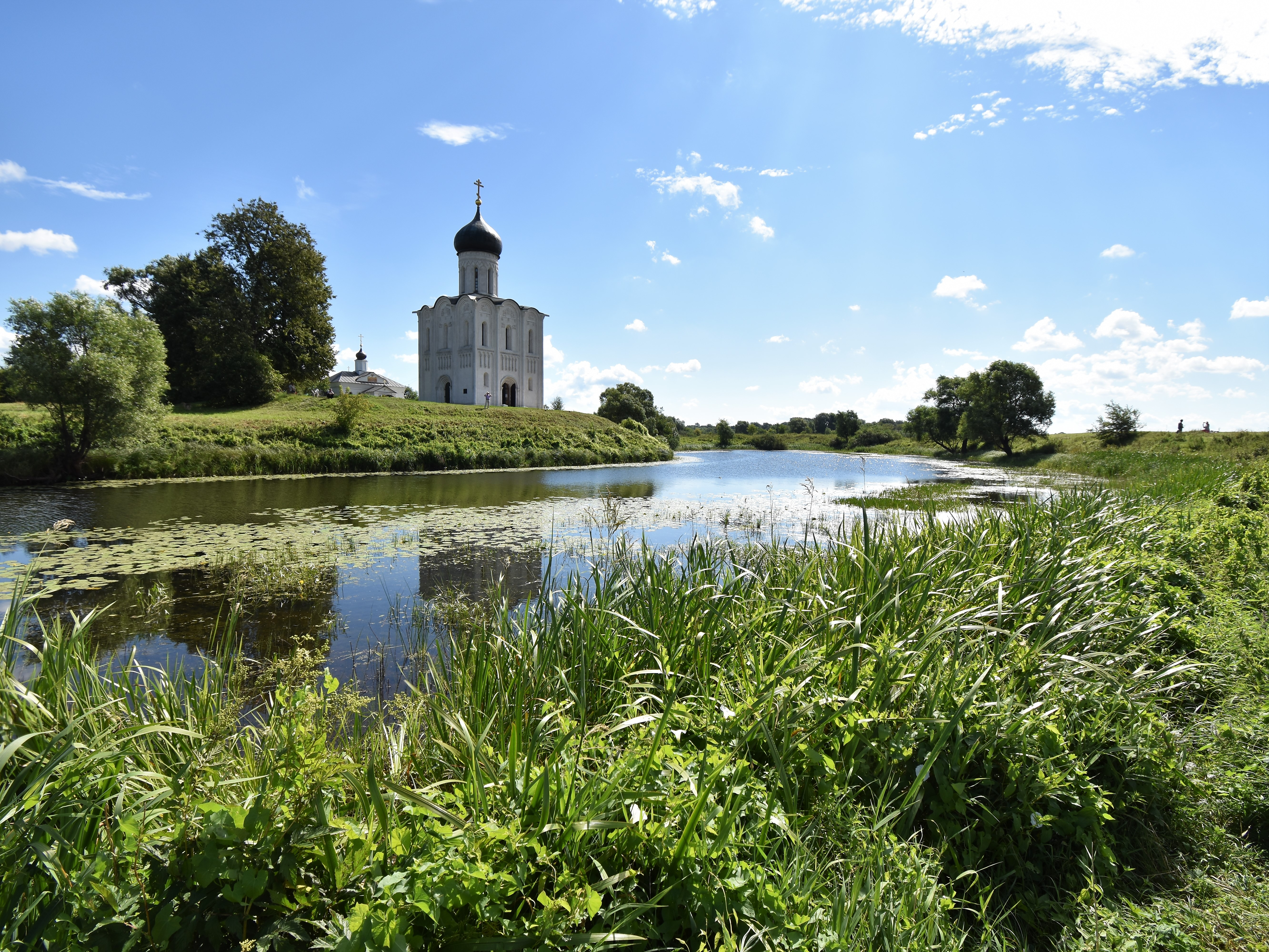
Церковь Покрова на Нерли, XII век, Владимирская область
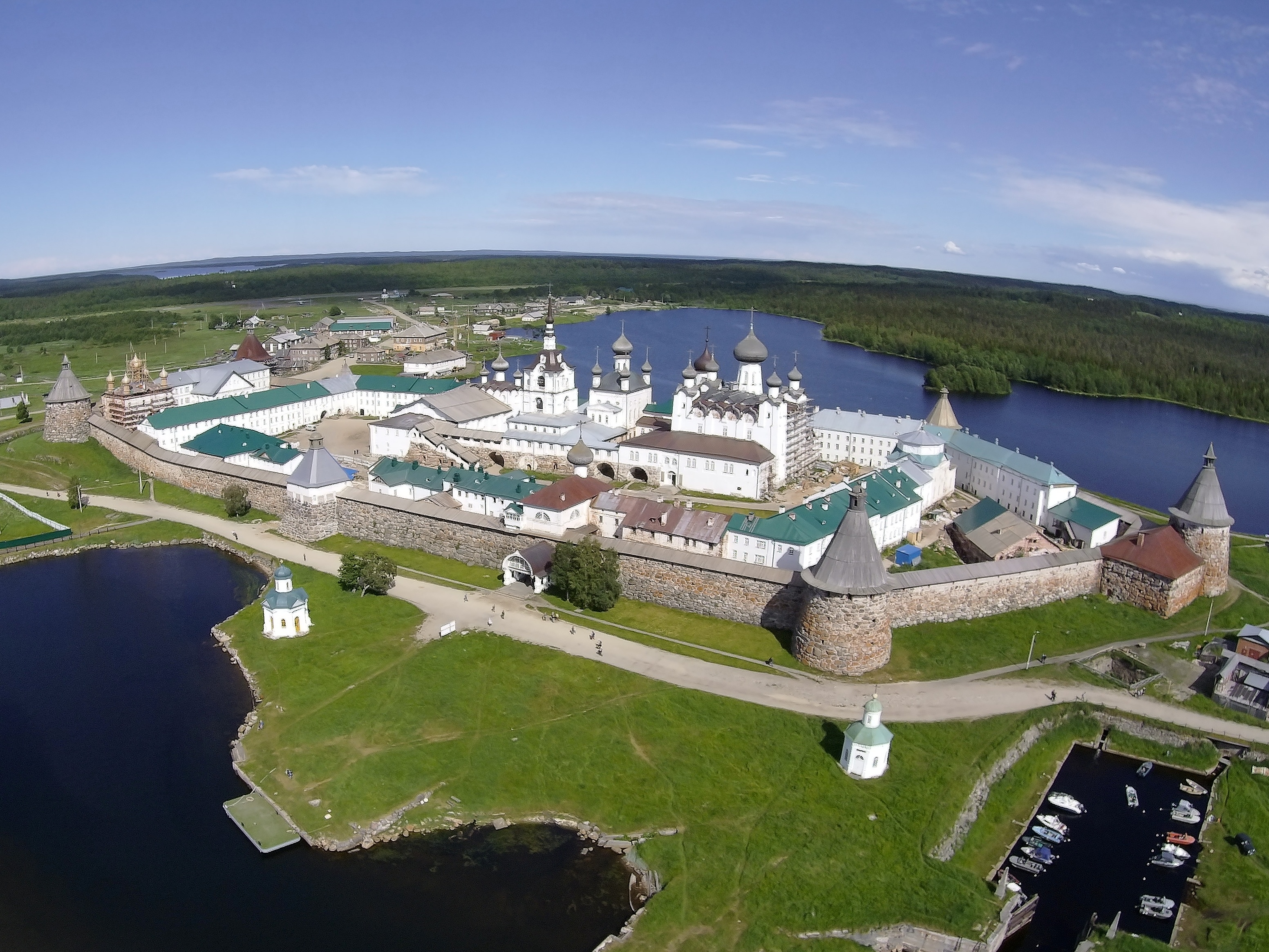
Соловецкий монастырь

### Круизный и яхтенный туризм
В 2015—2016 годах наиболее популярным направлением туризма в России стал круизный. В настоящее время существует 72-часовое безвизовое пребывание зарубежных круизных туристов, которые приезжают в Россию через крупные морские порты, такие как Санкт-Петербург, Владивосток и др. Этот вид туризма отличается высокой сезонностью (с мая по октябрь).
Внутренние водные пути России проходят по территории 60 субъектов федерации, при этом для 14 из них в реализованы или реализуются государственные проекты, направленные на развитие водного туризма в Волгоградской, Тверской, Ивановской, Ярославской, Костромской, Амурской, Вологодской и Архангельской областях, в республиках Татарстан, Удмуртия, Бурятия, Чувашия и Карелия, в Хабаровском крае. Для круизных кластеров «Большая Волга» (все расположенные на реке Волге регионы), а также в Амурской области, Хабаровском крае, на Сахалине, Камчатке и в Арктике основным направлением развития обозначены круизные путешествия в проектируемой ФЦП «Развитие внутреннего и въездного туризма (2019—2025 годы)».
Согласно поручению Президента России В. В. Путина о восстановлении регулярного круизного сообщения в Черноморском регионе была открыта первая морская круизная линия Сочи—Новороссийск—Ялта—Севастополь. За первый сезон 2017 года теплоход совершил 18 рейсов и перевёз более 5000 пассажиров.
Ежегодно проводятся регаты и одиночные гонки для судов различного класса. В Центральном федеральном округе наиболее популярными водохранилищами для яхтинга являются Клязьминское, Пестовское, Пяловское, Иваньковское, Рыбинское и Горьковское водохранилища, а также акватория Москвы-реки. В Московской области расположено множество яхт-клубов, в основном на водохранилищах, связанных каналом имени Москвы. Здесь сосредоточено 80 % яхтинга, дальнейшее развитие которого начинает сдерживаться небольшими размерами водоёмов и загруженностью водных путей.

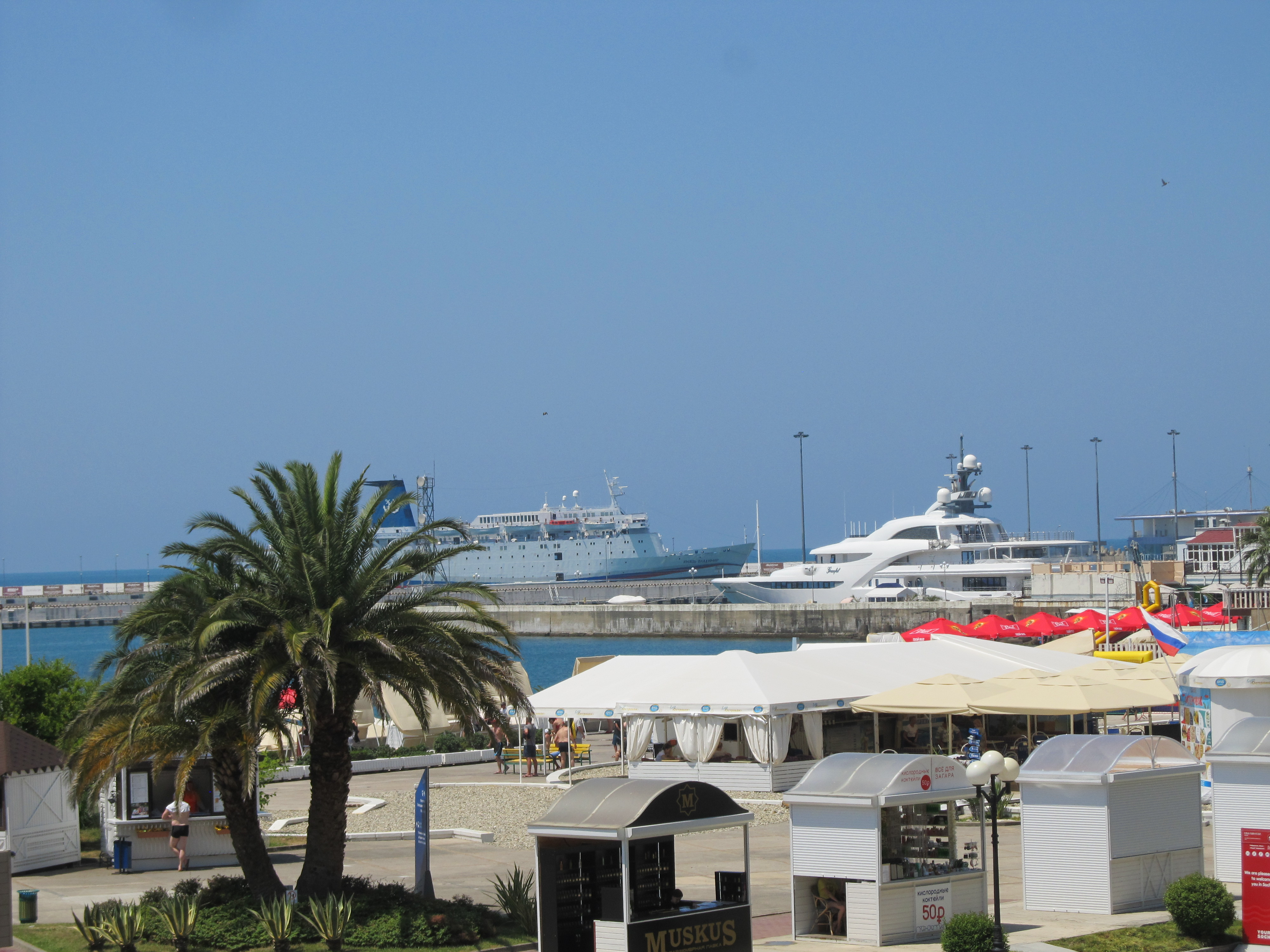
Круизный лайнер «Князь Владимир» и прогулочная яхта в порту города Сочи
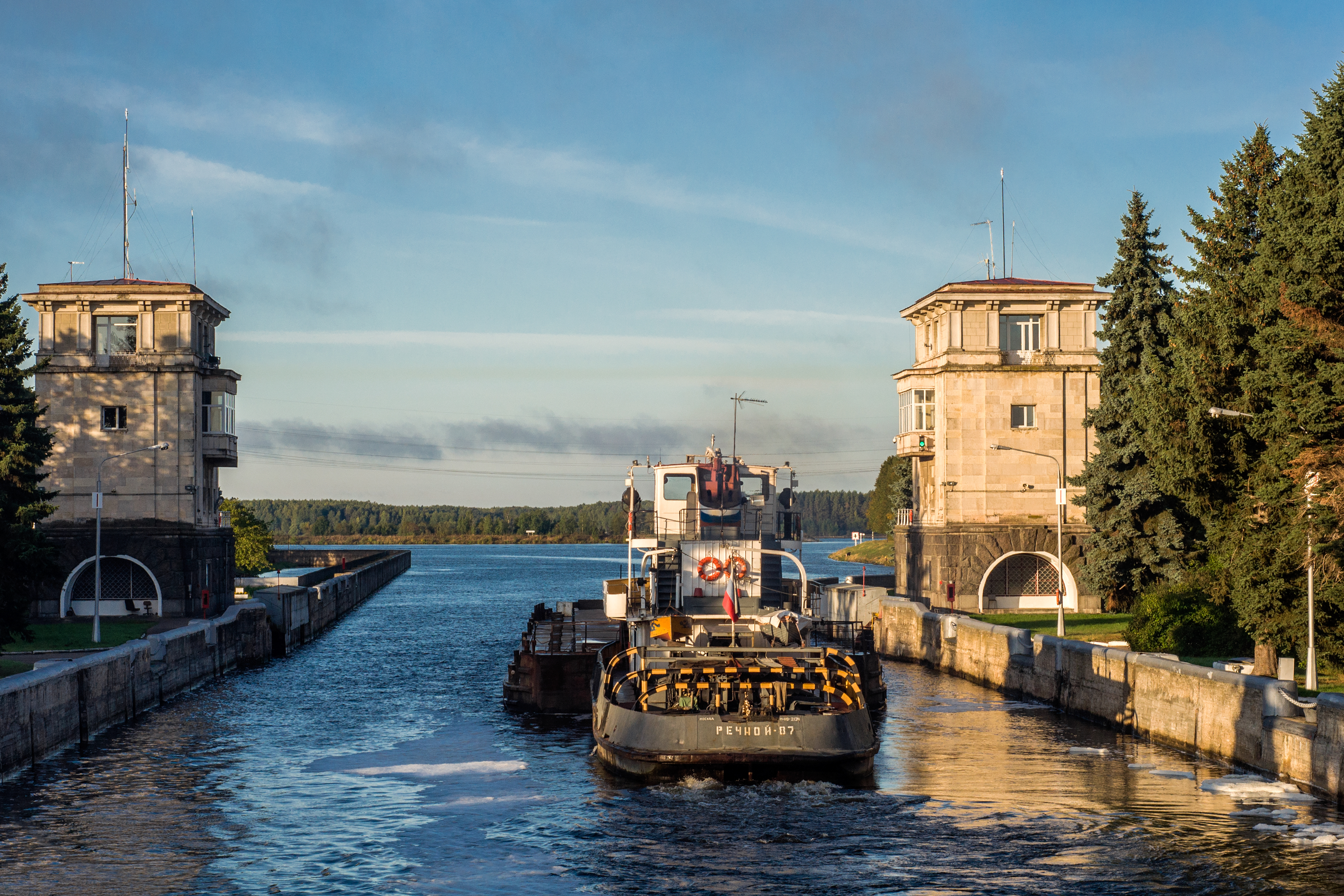
Шлюз №1 Канала имени Москвы, город Дубна
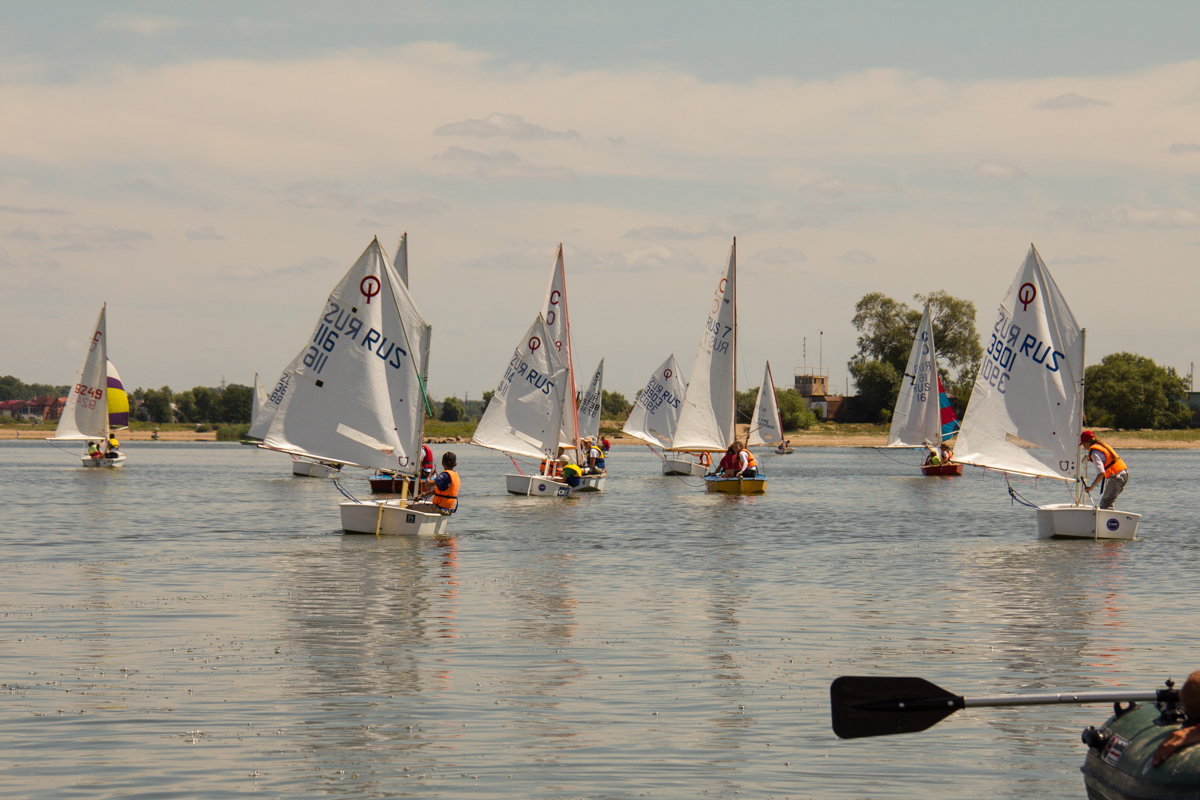
Регата в классе «Оптимист» (самый массовый детский класс яхт в мире), Калининград

### Паломничество
В России активно развивается религиозный туризм или паломничество. В Центральном федеральном округе популярны маршруты по православным монастырям во Владимирской, Воронежской, Калужской, Костромской, Московской, Рязанской, Тверской, Ярославской и Смоленской областях, по «Золотому кольцу России». Паломничество развито в Северо-Кавказском и Приволжском федеральном округе, Иркутской области и Прибайкалье.
Ассоциация специалистов по культурным маршрутам «Святыни неразделённого христианства» (учредители Всероссийская государственная библиотека иностранной литературы имени М. И. Рудомино и Межрегиональный союз туроператоров) реализуют проект «Святыни России» о памятниках религиозной истории и объектах духовного наследия страны.

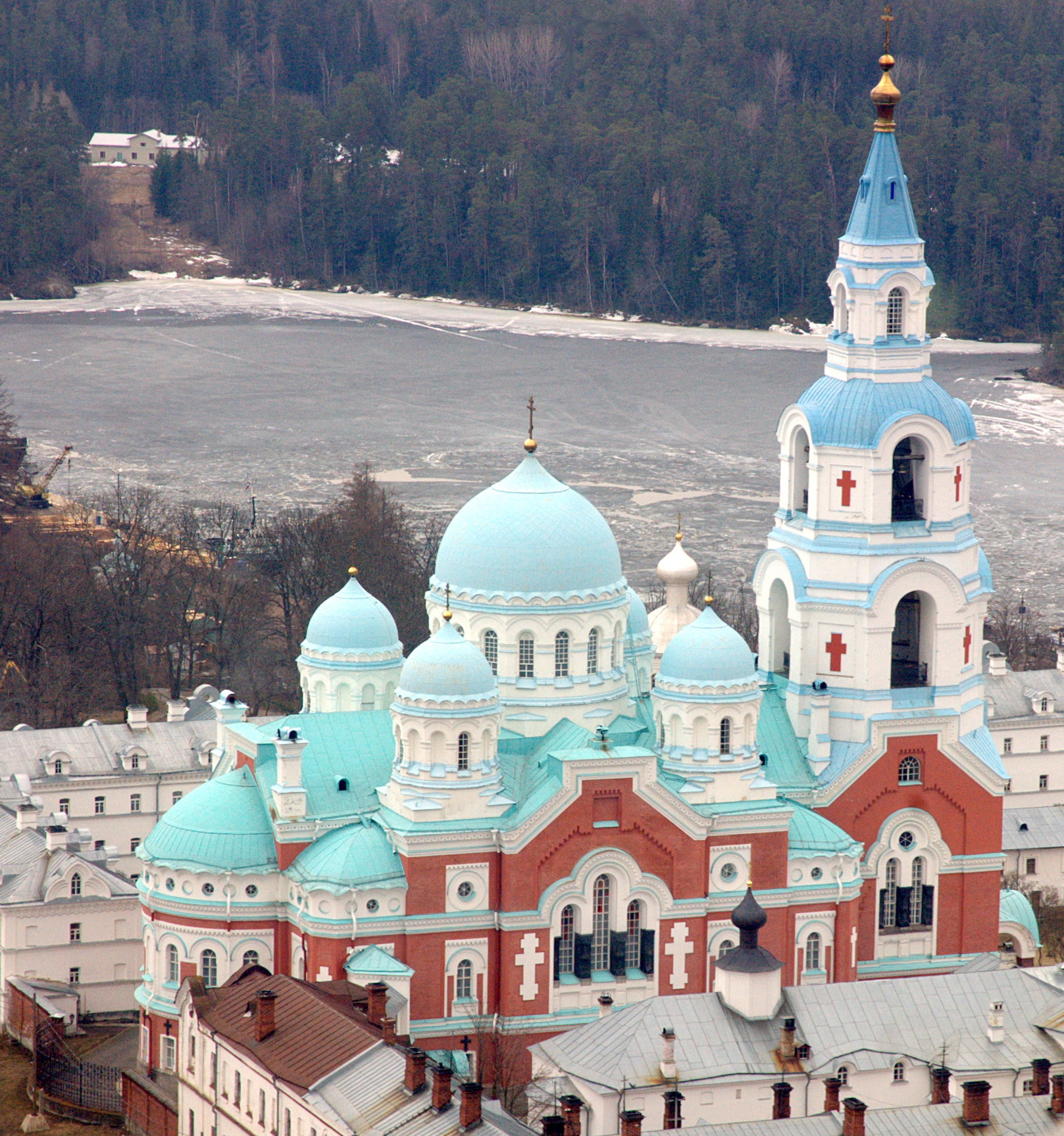
Валаамский монастырь, Валаам, Ладожское озеро
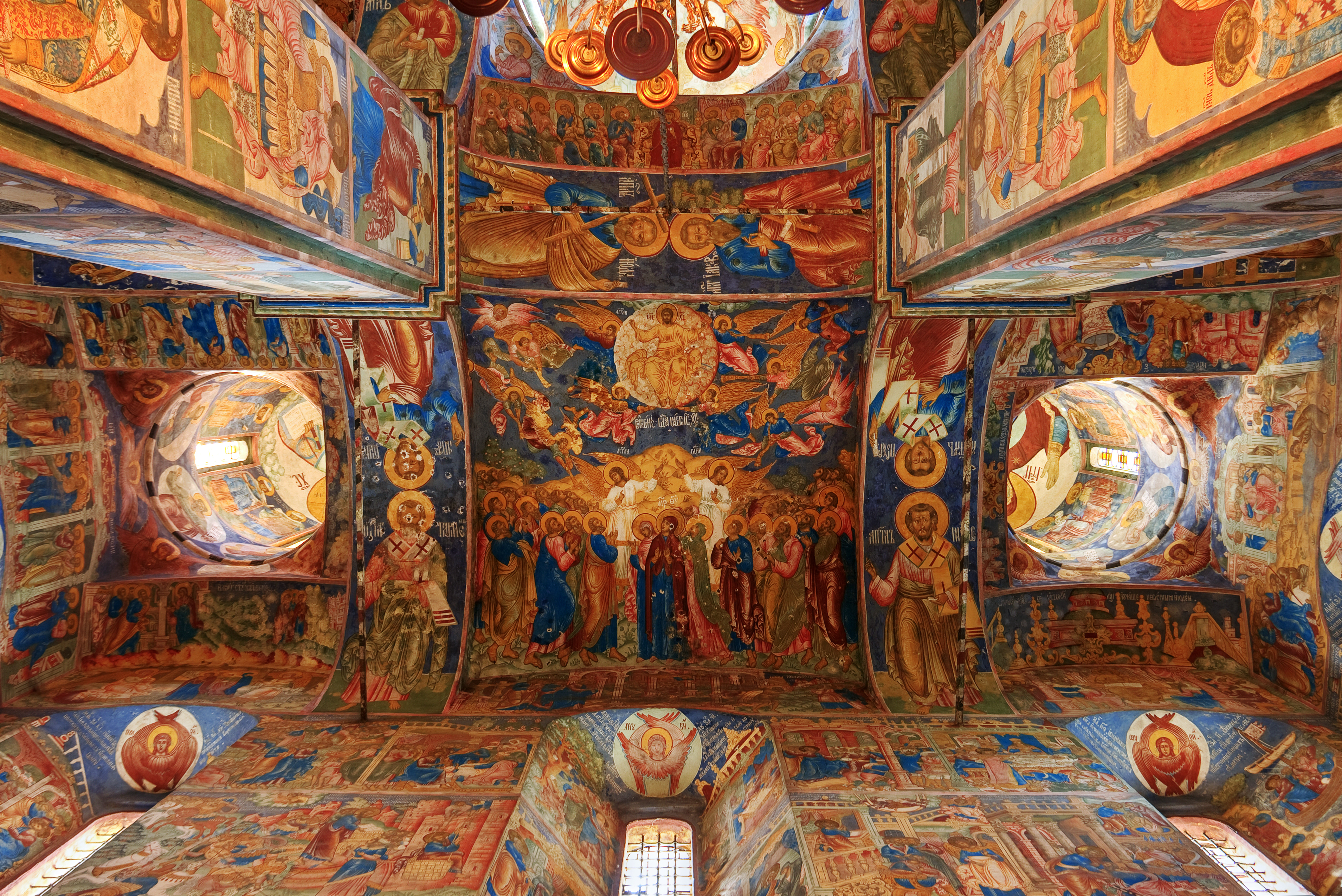
Интерьер церкви Ильи Пророка, Ярославль
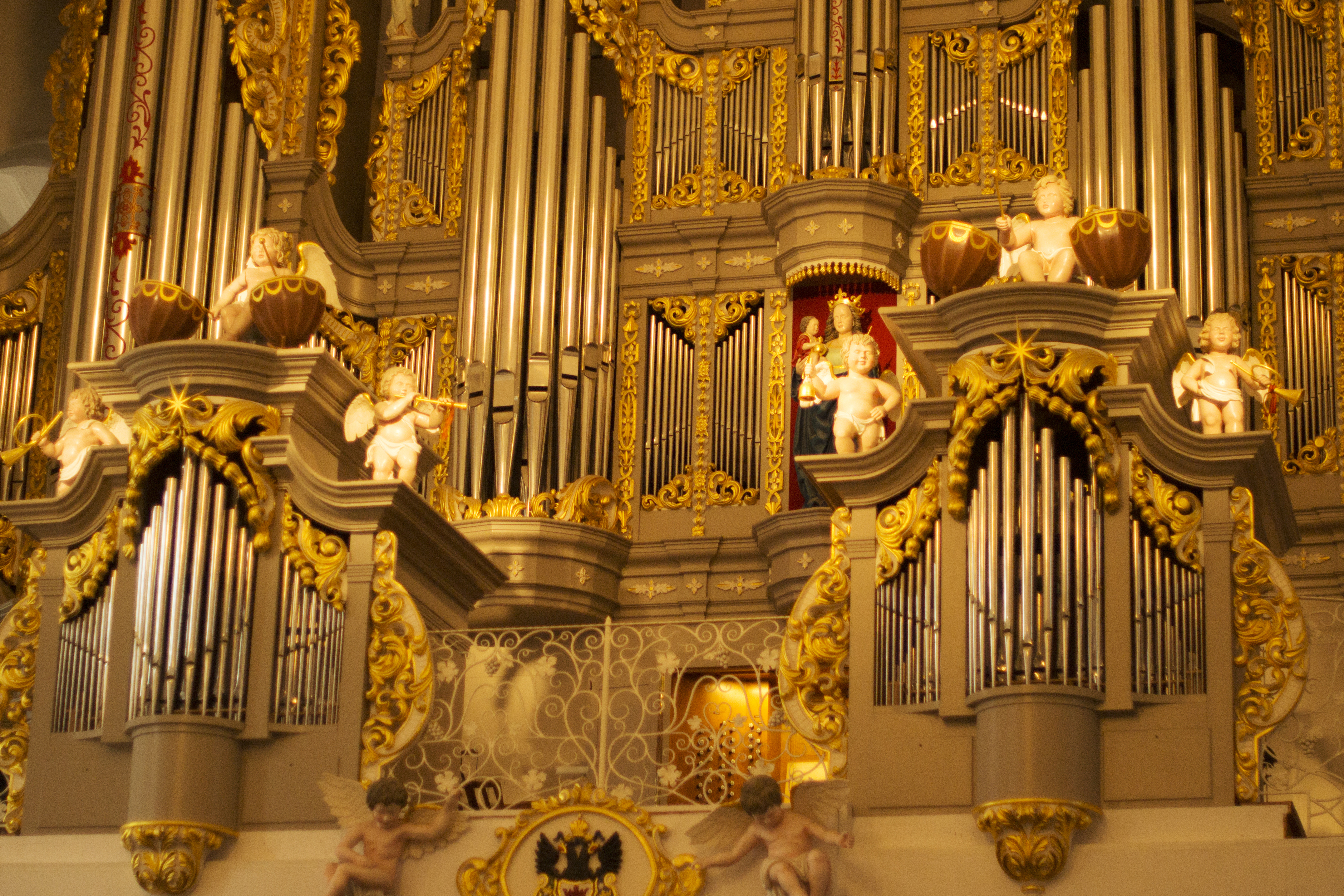
Орган в Кафедральном соборе: остров Канта, Калининград, Калининградская область
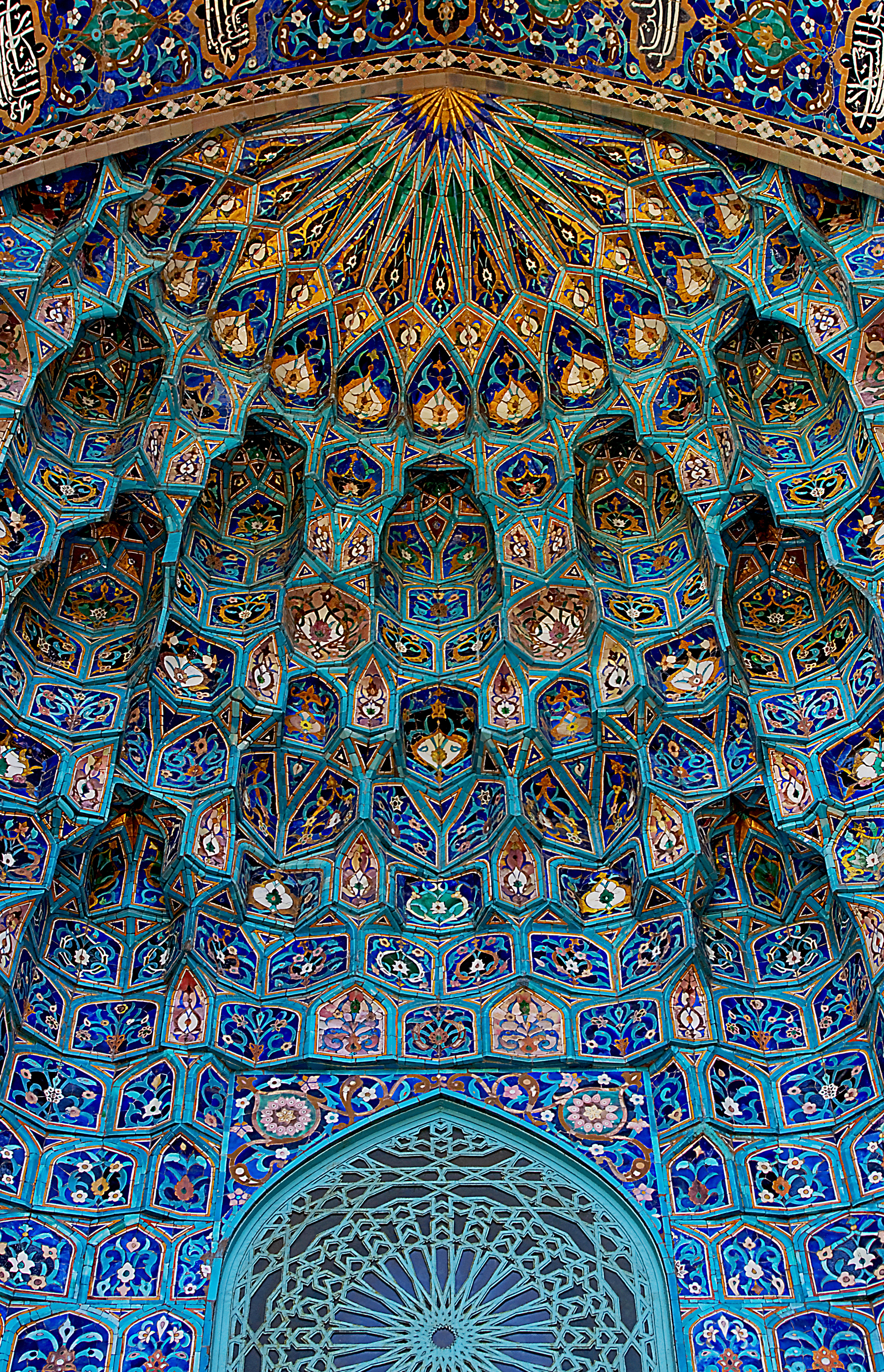
Соборная мечеть Санкт-Петербурга. Майолика портала, в виде сотового свода
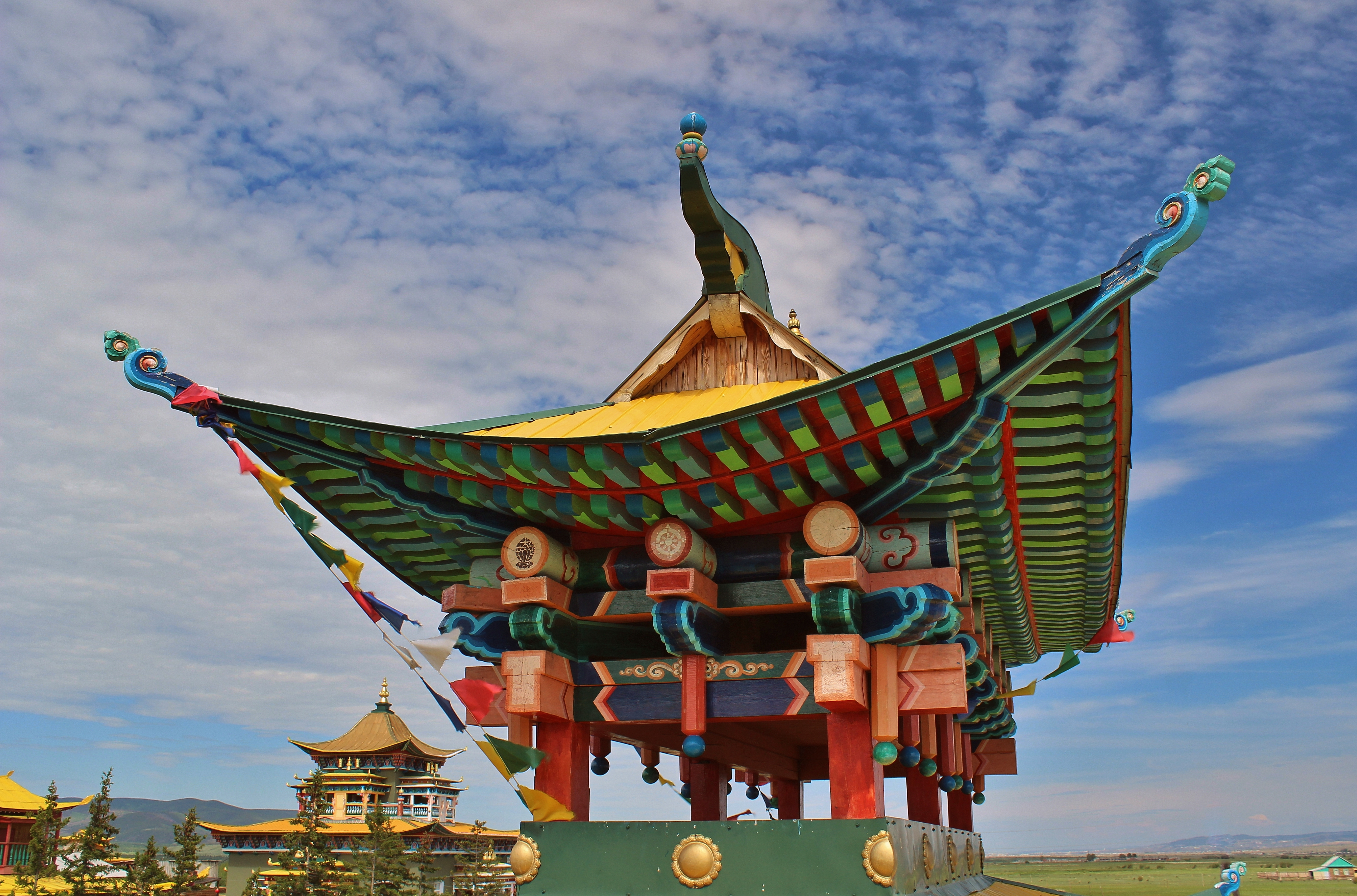
Иволгинский дацан, Бурятия
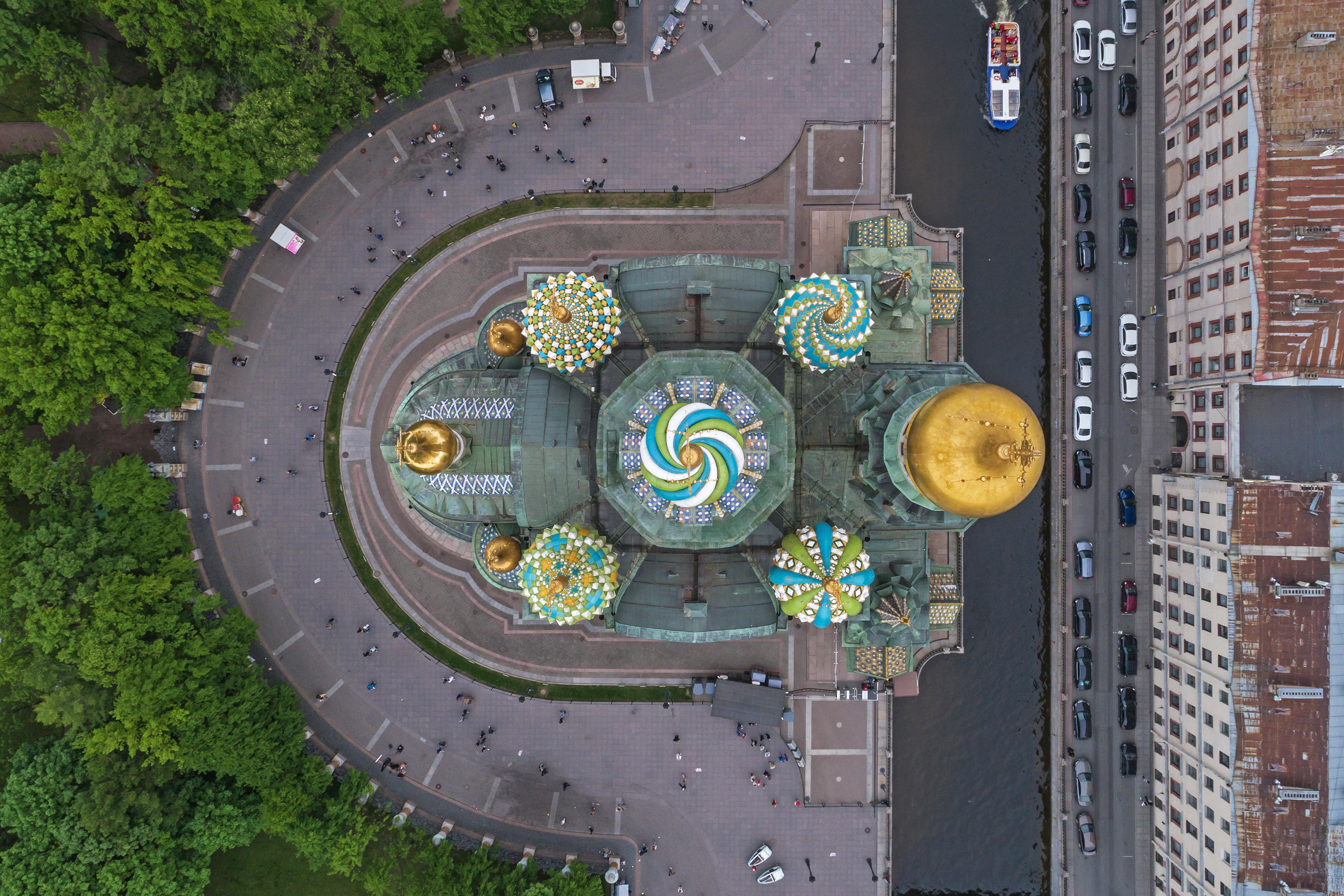
Купола храма Спаса на Крови в Санкт-Петербурге
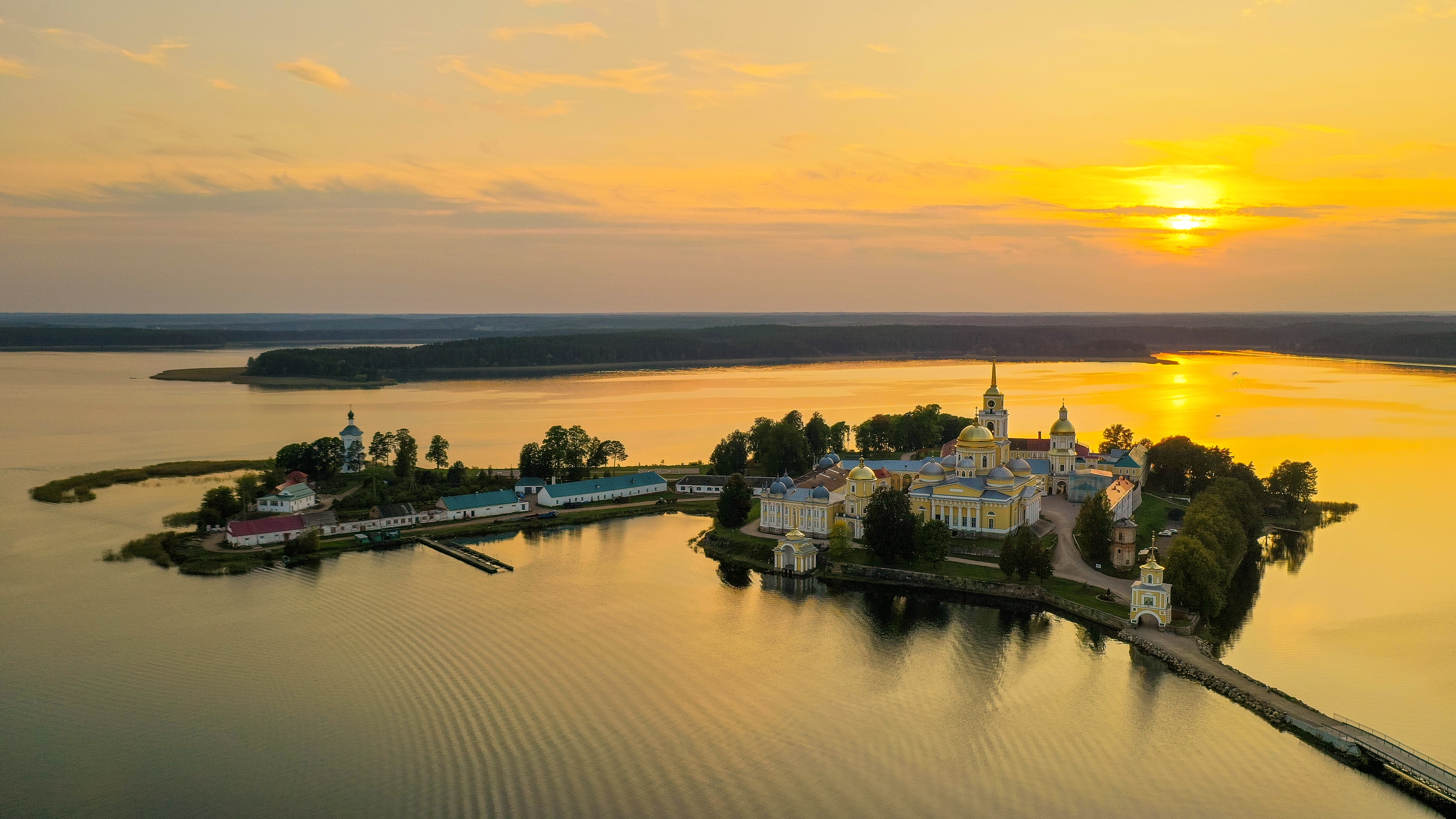
Нило-Столобенская пустынь, Селигер
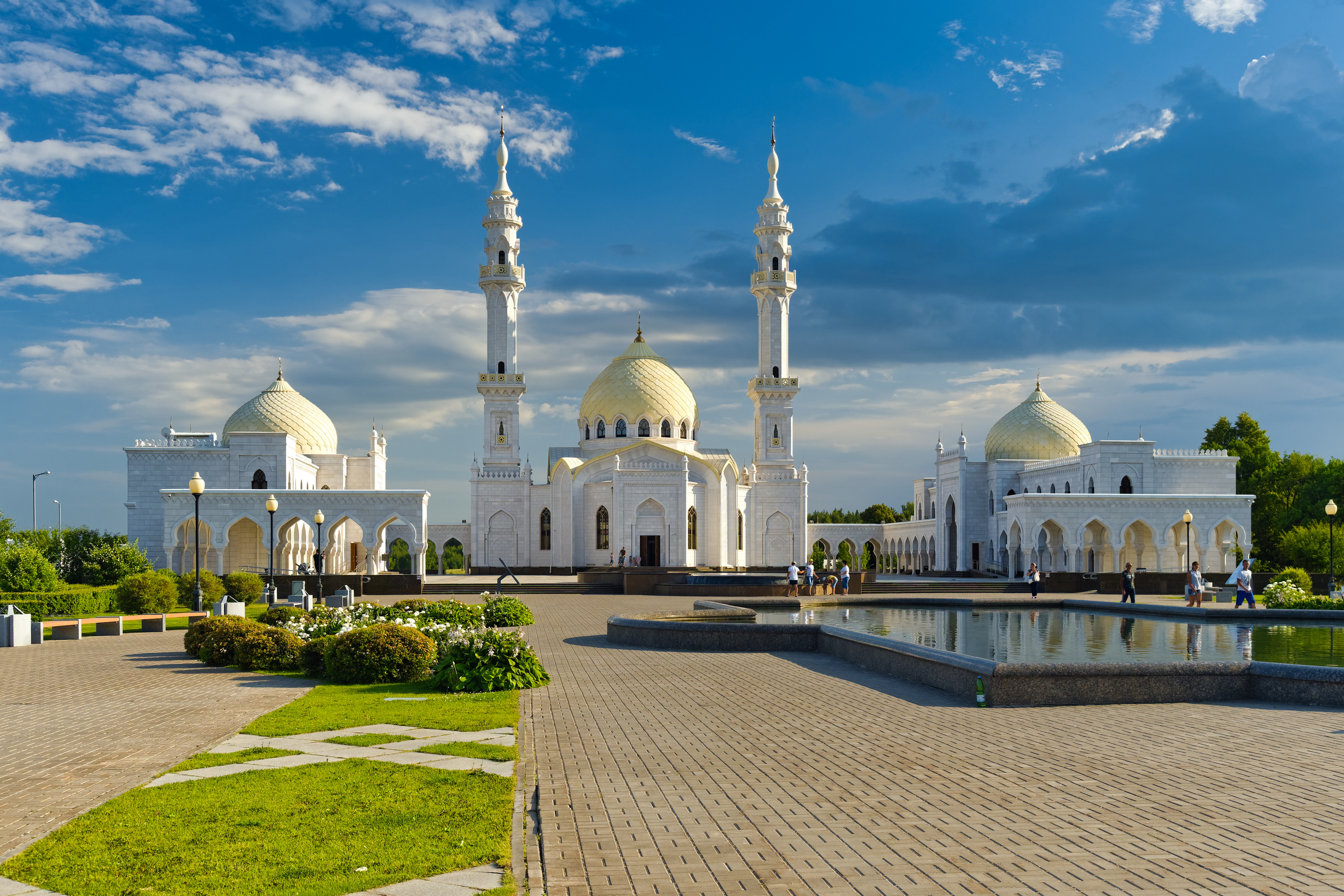
Белая мечеть, Болгар, Татарстан

### Рекреационный (пляжный) туризм

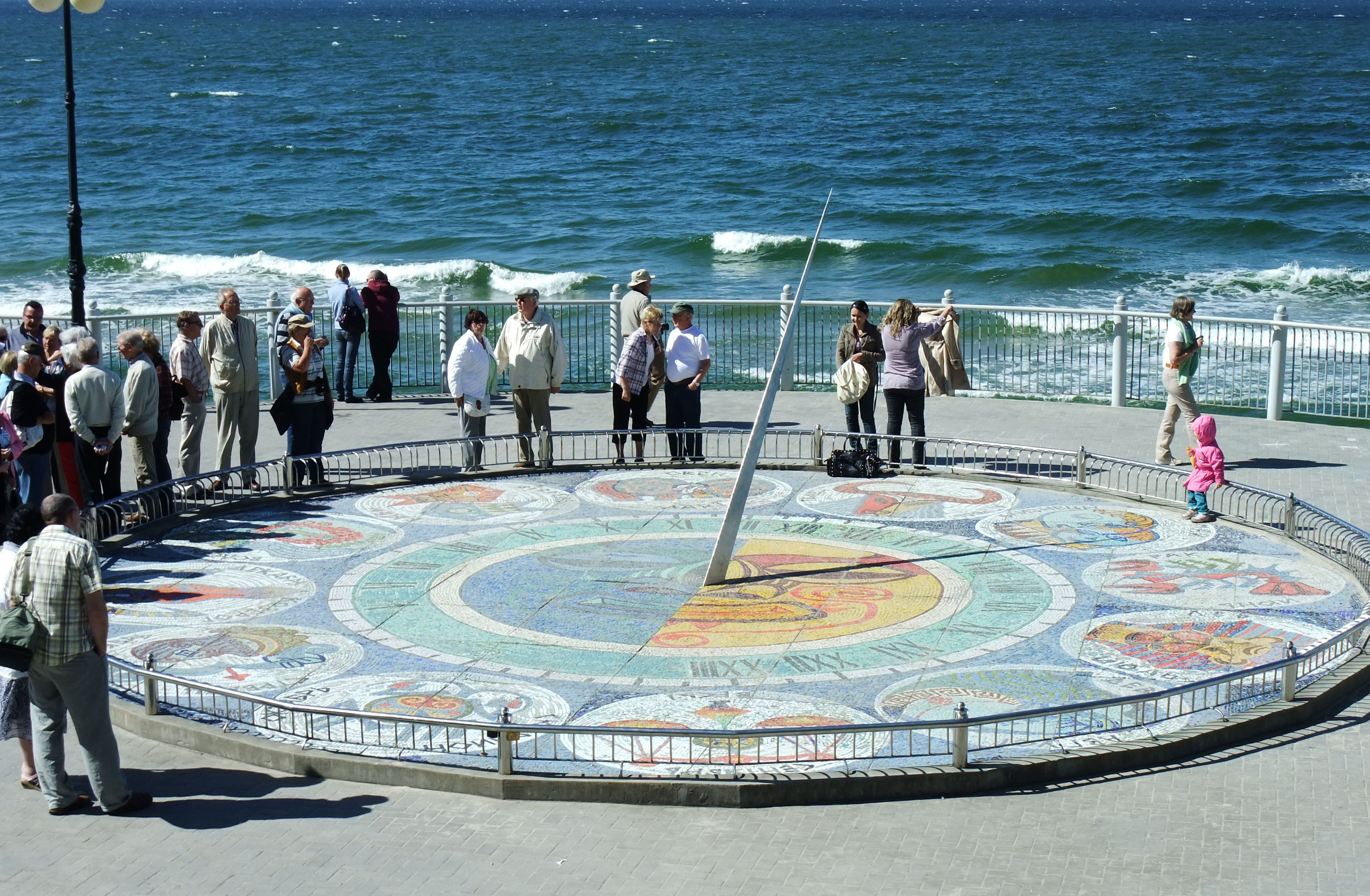
Набережная курорта Светлогорск

Рекреационный (пляжный) туризм является одним из самых популярных видов отдыха у россиян. По экспертным оценкам, 38 % российских туристов предпочитают отдыхать на Черноморском и Азовском побережьях (Южный федеральный округ), а также на Балтийском побережье (Северо-Западный федеральный округ) и пляжах Японского моря (Дальневосточный федеральный округ). Наиболее перспективными регионами с точки зрения развития этого вида туризма являются регионы Южного федерального округа — Краснодарский край, Республика Крым, Ростовская область, Северо-Западного федерального округа — Калининградская область, Дальневосточного федерального округа — Приморский край и Хабаровский край, а также Северо-Кавказского федерального округа — Республика Дагестан. Из более чем 2000 километров тёплых морских побережий в России благоустроена и пригодна для пляжного отдыха 1/3 часть.
Международной наградой «Голубой флаг», которая свидетельствует о том, что доступный для всех людей пляж отвечает высшим стандартам качества и экологической чистоты (чистота морской воды и др.) отмечены: пляжная зона в посёлке Янтарный Калининградской области (c 2016), крымский пляж «Массандровский», расположенный в Ялте (c 2010) и с 2018 года 6 пляжей в Сочи: «Приморский—1» (Центральный район), пляж имени Мориса Тореза (Pullman Sochi Centre, Mercure и Brevis), «Чайка» (Лазаревский район), «Имеретинка—1» курорта «Роза Хутор», «Бархатные сезоны» в Имеретинской низменности (Адлер) и Radisson Blu Paradise Resort and SPA.

### Спортивный (активный) туризм

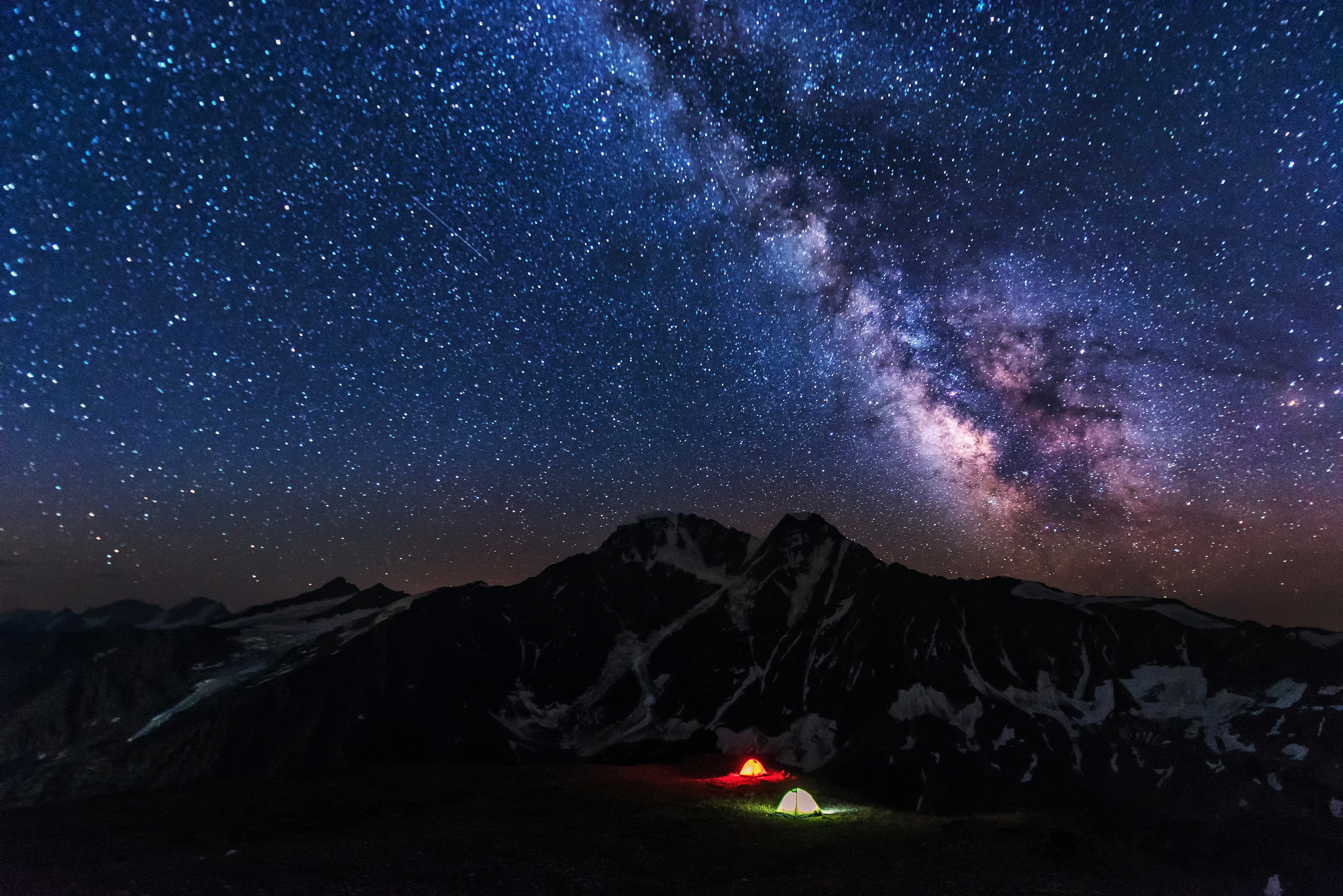
Ночь на Чегете, национальный парк «Приэльбрусье», Кабардино-Балкария

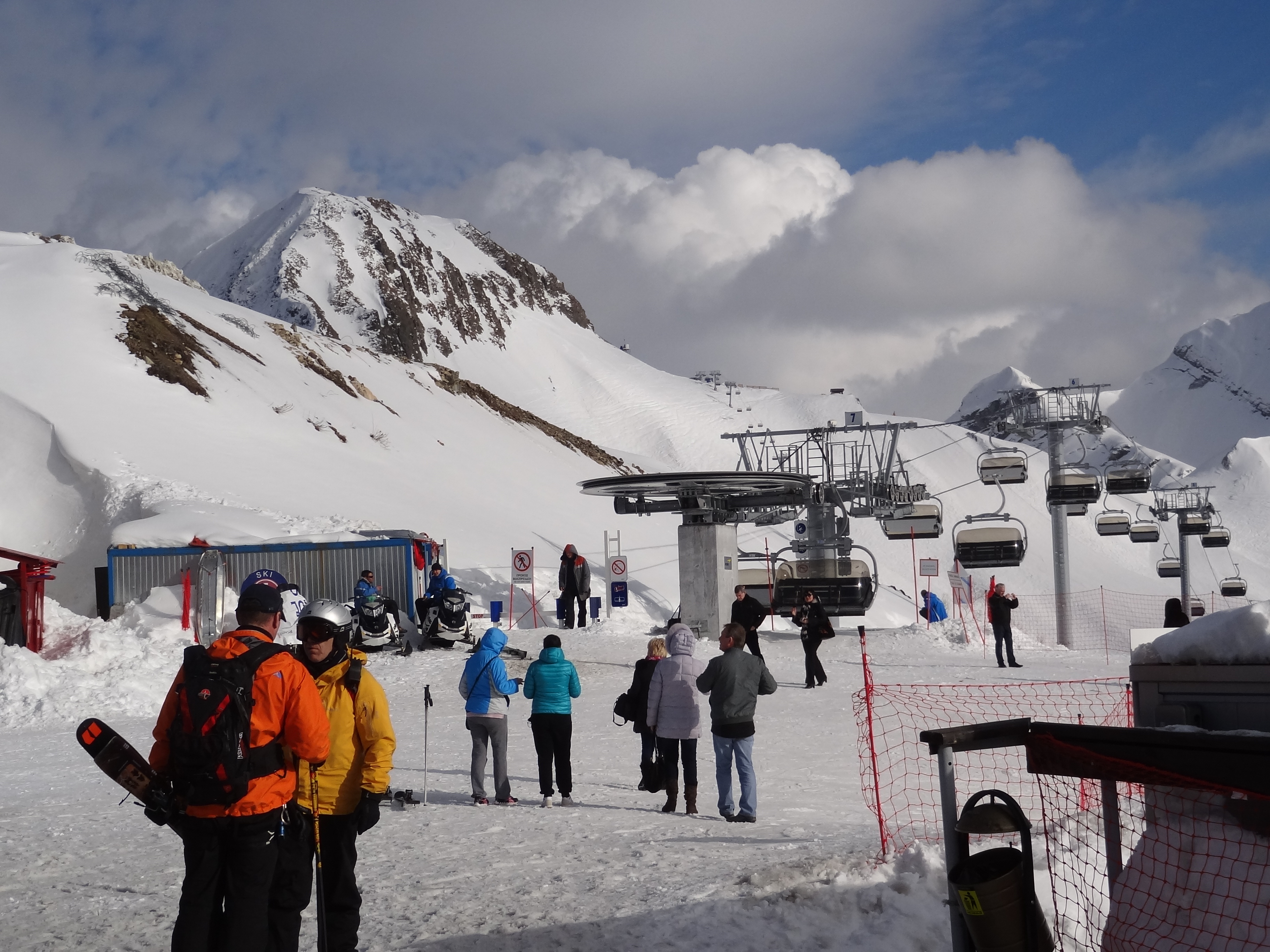
Курорт Красная поляна

Спортивный туризм (или спортивно-оздоровительный туризм) как вид спорта и  любительский вид физической культуры и спорта имеет в России разработанную научно-методологическую базу. Приняты Единая спортивная классификация туристических маршрутов, Правила организации и проведения соревнований туристических маршрутов, сборники категоризированных препятствий и маршрутов для различных регионов .
В России существует потенциал для развития различных видов активного туризма — горнолыжного, пешеходного, водного, горного, парусного, конного, велотуризма, экстремального туризма. Некоторые регионы Южного, Северо-Кавказского, Уральского, Сибирского, Приволжского и Дальневосточного федеральных округов в настоящее время являются крупными горнолыжными курортами. Другие регионы обладают большими перспективами с точки зрения развития активного туризма. В группу регионов, стратегически важных для развития активного туризма, отнесены Алтайский край, Республика Карелия, Республика Саха (Якутия), Республика Бурятия, Камчатский край, Удмуртская Республика и Приморский край. Перспективными регионами как центрами горнолыжного туризма,  являются Краснодарский край (г. Сочи), Мурманская область (г. Кировск), Кемеровская область (пос. Шерегеш), Республика Алтай (с. Манжерок). Увеличивающийся спрос на активный отдых позволяет прогнозировать дальнейшее развитие горнолыжного и других видов активного туризма.

### Научно-популярный туризм
В начале 2025 года был утвержден ГОСТ по научно-популярному туризму. Это вид путешествий, основная цель которых — знакомство с достижениями науки, технологий, природными феноменами или историей через интерактивные и образовательные форматы. Во Всероссийском реестре объектов научно-популярного туризма находится более 1100 объектов, которые в основном располагаются в университетах и научных институтах страны. 
Как отдельное направление этот вид туризма сформировался в 2021 году, когда в рамках Десятилетия науки и технологий в России были запущены первые проекты, в следующем году первые туристы посетили новые объекты. За 2024 год объекты научно-популярной направленности посетило более 2 млн человек. Всего в рамках данного направления представлено 79 маршрутов в 26 регионах России. Основными лидерами в области научно-популярного туризма в России являются Москва, Санкт-Петербург, Татарстан, Иркутская область, Башкортостан, Новосибирская область и Крым. 
К концу 2025 года в Республике Алтай, Красноярском крае, Хабаровском крае, Пензенской, Мурманской и Ростовской областях запустят новые маршруты. 

## Индустрия гостеприимства
Сфера услуг (культура, отдых и туризм) по данным Росстата на 2009—2016 годы в России:
| #  | Учреждения:                                               | 2009 г.: | 2010 г. | 2011 г. | 2012 г. | 2013 г. | 2014 г. | 2015 г. | 2016 г. |
| -- | --------------------------------------------------------- | -------- | ------- | ------- | ------- | ------- | ------- | ------- | ------- |
| 1  | Гостиницы и аналогичные средства размещения               | 7410     | 7 866   | 8416    | 9316    | 9869    | 10 714  | 13 957  | 14 948  |
| 2  | Санатории и пансионаты с лечением                         | 1294     | 1273    | 1283    | 1250    | 1210    | 1289    | 1287    | 1277    |
| 3  | Санатории — профилактории                                 | 684      | 656     | 655     | 637     | 612     | 597     | 568     | 529     |
| 4  | Дома отдыха                                               | 171      | 140     | 104     | 98      | 97      | 96      | 97      | 139     |
| 5  | Базы отдыха, кемпинги и другие организации отдыха         | 1687     | 1636    | 1600    | 1589    | 1513    | 1563    | 1515    | 2640    |
| 6  | Туристские базы                                           | 141      | 132     | 158     | 159     | 154     | 186     | 182     | 452     |
| 7  | Организации общественного питания (рестораны, кафе, бары) | ~45 200  | ~50 100 | 63 505  | 66 462  | 70 275  | 76 367  | 78 661  | 80 532  |
| 8  | Детские оздоровительные лагеря, тыс.                      | 51,0     | 50,2    | 49,2    |         |         | 46,2    | 45,2    | 44,467  |
| 9  | Учреждения культурно-досугового типа, тыс.                | 47,4     | 46,1    | 45,0    | 43,7    | 42,4    | 42,1    | 40,3    | 41,3    |
| 10 | Музеи                                                     | 2539     | 2578    | 2631    | 2687    | 2727    | 2731    | 2758    | 2742    |
| 11 | Профессиональные театры                                   | 601      | 604     | 618     | 643     | 658     | 661     | 665     | 651     |
| 12 | Цирки                                                     | 66       | 68      | 68      |         |         | 63      | 67      | 65      |
| 13 | Зоопарки                                                  | 28       | 29      | 28      |         |         | 30      | 31      | 31      |
| 14 | Недвижимые памятники истории и культуры, тыс.             | 142,5    | 143,4   | 185,1   | 175,9   | 180,1   |         |         |         |
| 15 | Кинотеатры, тыс.                                          | 5,6      | 4,1     | 4,4     |         |         |         |         |         |
| 16 | Общедоступные библиотеки, тыс.                            |          | 46,1    | 43,2    | 40,8    | 39,8    | 40,1    | 38,9    | 38,2    |
| 16 | Стадионы с трибунами на 1500 мест и более                 | 2666     | 1903    | 1904    |         |         | 1959    | 1877    | 1771    |
| 17 | Спортивные залы, тыс.                                     | 70,0     | 72,4    | 74,3    |         |         | 71,8    | 72,0    | 72,1    |
| 18 | Плавательные бассейны                                     | 3990     | 4237    | 4467    |         |         | 4956    | 5196    | 5441    |
| 19 | Плоскостные спортивные сооружения (площадки и поля), тыс. | 126,4    | 129,6   | 133,6   |         |         | 145,6   | 148,2   | 154,6   |
| 20 | Государственные природные заповедники                     | 101      | 101     | 102     |         |         |         |         |         |
| 21 | Национальные парки                                        | 40       | 40      | 41      |         |         |         |         |         |
| 22 | Туристские фирмы (на конец года)                          | 6897     | 9133    | 10266   | 10 773  | 11 324  | 11 614  | 11 893  | 12 395  |

### Организация туризма

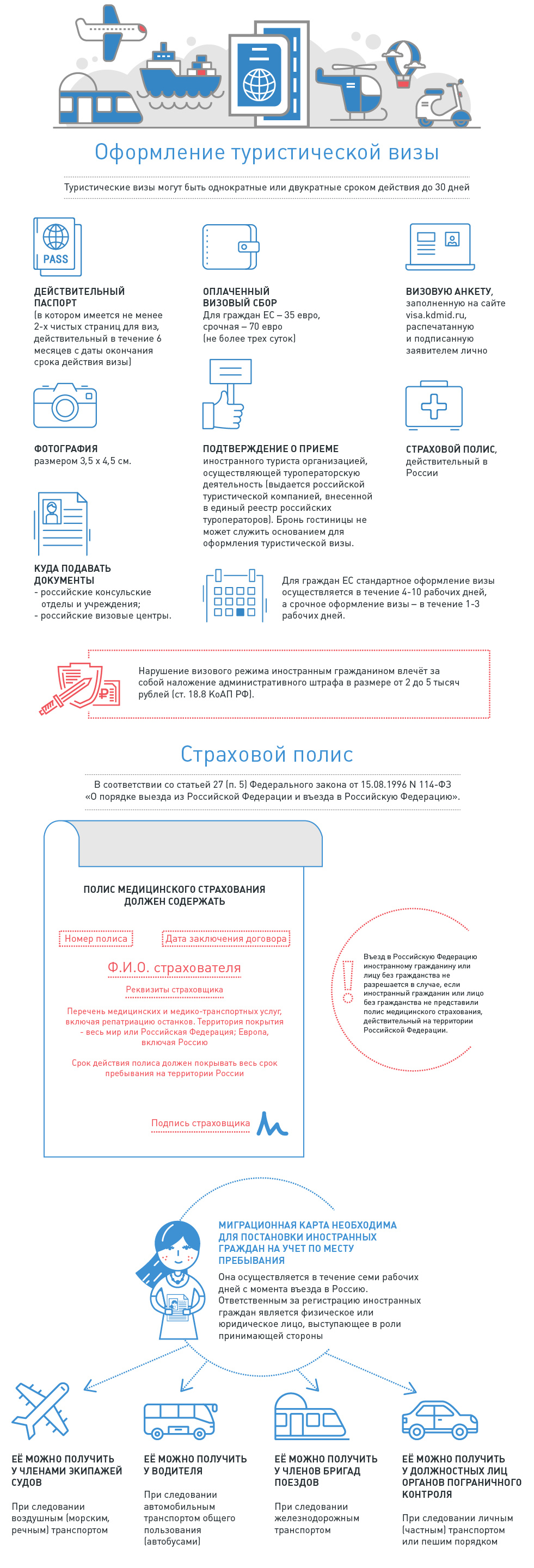
Инфографика «Как оформить визу в Россию для иностранных граждан»

На российском рынке, по данным Росстата, на 2016 год работает 12 395 туристских фирмы, из которых 4376 компаний состоят в едином федеральном реестре туроператоров. Большинство туроператоров ведут свою деятельность в сегменте международного выездного туризма.
Организации:
- Ассоциация туроператоров России (АТОР)[115][116][117]
- Российский союз туриндустрии

В настоящее время правом безвизового въезда могут восопользоваться граждане 17 зарубежных стран до 90 дней, 2 страны до 30 дней, 7 стран более 90 дней и др. государства на меньшее количество дней. Информацию о странах и территориях, которые могут посетить граждане РФ в безвизовом режиме предоставляет Консульский департамент МИД РФ.
Для оказания помощи при выборе туроператора и экстренной помощи российским туристам за рубежом была учреждена Ассоциация "Объединение туроператоров в сфере выездного туризма «Турпомощь» при участии Центробанка РФ, Ростуризма, Федерального агентства воздушного транспорта, Министерства иностранных дел РФ, Российского союза туриндустрии и ряда туристических компаний

### Гостиничное хозяйство

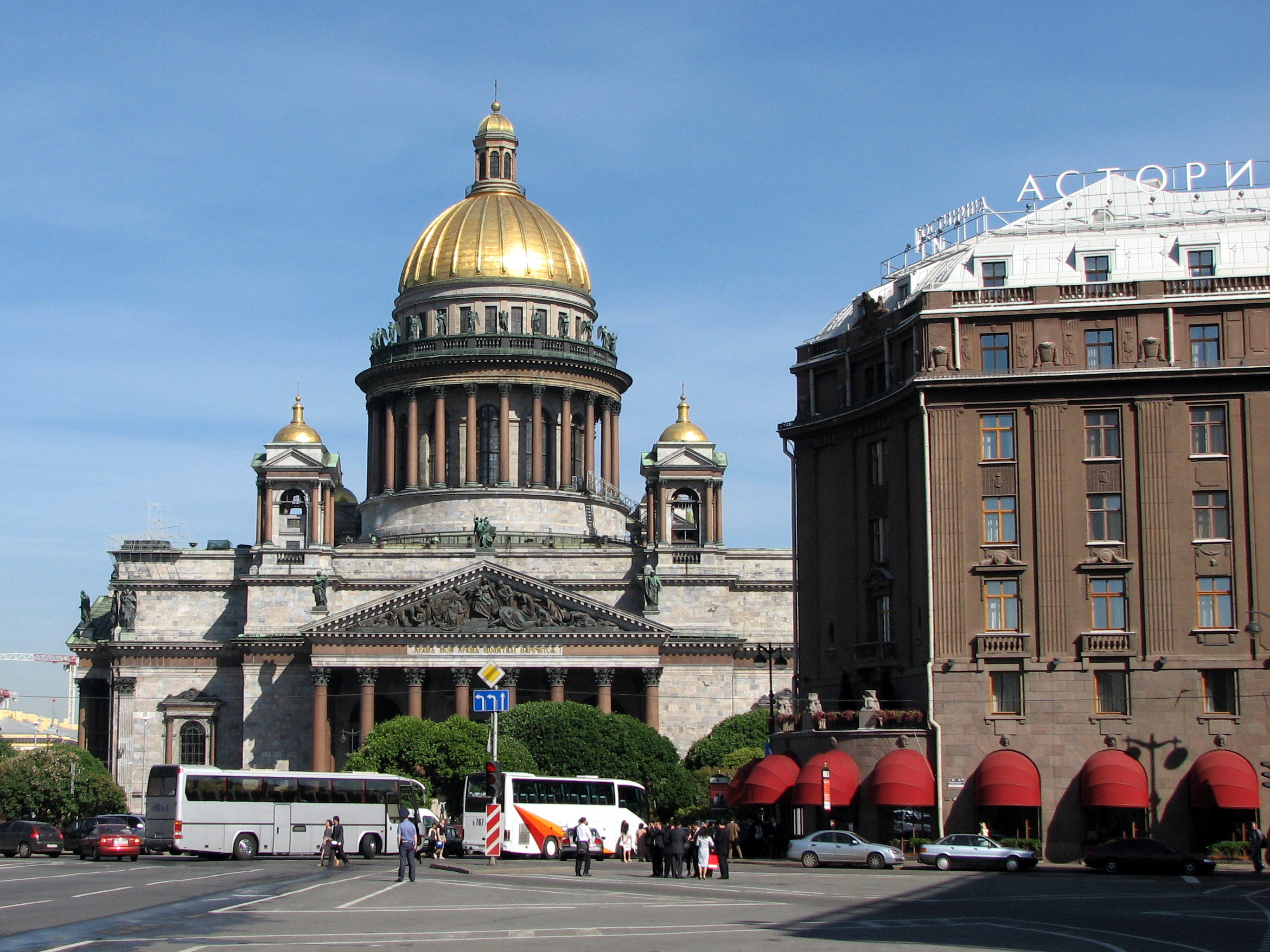
Гостиница Астория и Исаакиевский собор в Санкт-Петербурге

Гостиничное хозяйство России представлено различными формами собственности: муниципальными предприятиями, частными, в смешанной собственности (без иностранного участия), ведомственными и в российской собственности с иностранным участием. В экономике России наблюдается рост номерного фонда гостиниц (англ. Hotel rooms) (88 место или 0,3 балла из макс. возможных 4,27 у Мальты).
В 1994 году был принят ГОСТ Р 50645-94 «Туристско-экскурсионное обслуживание. Классификация гостиниц» для координации развития гостиничного дела. В 2005 году Ростуризом была разработана система классификации гостиниц и других средств размещения, утверждённая в 2014 году Министерством культуры РФ. В 2015 году на территории Российской Федерации вступили в силу новые гостиничные правила с целью своевременного информирования потребителей о гостинице и повышения привлекательности российских гостиниц для туристов.
С целью оценки качества услуг в гостиничном секторе России ежегодно проводится премия Russian Hospitality Awards.
Системы автоматизации гостиничного и ресторанного бизнеса на территории России представлены российскими («Эдельвейс», «ДИП-Пансион» и др.) и зарубежными решениями, например, системами «Фиделио» (англ. Fidelio, бренд Micros-Fidelio стал частью Oracle Hotel Property Management System), «Лоджинг Тач» (англ. LodgingTouch Property Management System, ныне Infor Hospitality Suite). Программы способны решать задачи от продажи, бронирования, приёма и размещения гостей, организации конференций и банкетов до финансового контроля, CRM и управленческого учёта деятельности организации с онлайн-обменом данными между отелями одной цепочки и доступом к мировым системам бронирования Сейбр, Amadeus, Galileo, Worldspan.

### Ресторанный бизнес
Развитие туризма возможно при условии налаживания инфраструктуры общественного питания. Новый этап развития этого рынка начался в середине 1990 годов. В этот период открылось большое количество ресторанов, баров и кафе. Стали развиваться российские сетевые формы ресторанного бизнеса наряду с зарубежными. Например, с 1995 по 2006 год в Санкт-Петербурге сеть предприятий общепита увеличилась в 6 раз и достигла 5600 заведений. Если на начало 2006 года в России насчитывалось около 30 000 предприятий общепита, то на конец 2016 года — более 80 000 тыс..
Более 3000 предприятий индустрии питания и гостеприимства России (рестораны высокой кухни и предприятия быстрого обслуживания, кейтеринговые и гостиничные компании) входят в профильное объединение владельцев ресторанного бизнеса — Федерацию Рестораторов и Отельеров (ФРиО, ранее — Московская гильдия рестораторов). Совместно с ФРиО, Российским экспортным центром и Национальной ассоциацией кулинаров России реализуется федеральный проект «Гастрономическая карта России» при поддержке Министерства сельского хозяйства и Ростуризма в рамках национальной стратегии продвижения экспорта, бизнеса и культуры «Сделано в России».

### Транспорт
Россия занимает второе место в мире по общей протяжённости железных дорог — 86 тыс. км. или 9,5 % от мировой с 15 % мирового пассажирооборота железнодорожного транспорта (2/5 пассажирооборота в России).
Растёт значение воздушного транспорта при организации туристских поездок (52 % международных прибытий) и автомобиля или автобуса в числе наземных видов транспорта, используемых для путешествия (40 % прибытий наземным транспортом).
Россия обладает наибольшей протяжённостью судоходных речных путей (второе место в мире) — 102 тыс. км. и крупнейшими судоходными реками мира (длина судоходных участков): Лена (4190 км), Иртыш (3784 км), Обь (3650 км), Енисей (3390 км), Волга (3256 км), Кама (1105 км) и др. Одна из самых крупных в мире соединительная искусственная система — это Волго-Балтийский канал (372 км) (Волго-Балтийский водный путь протяжённостью 1100 км). Общая длина искусственных судоходных путей составляет 13,8 тыс. км.

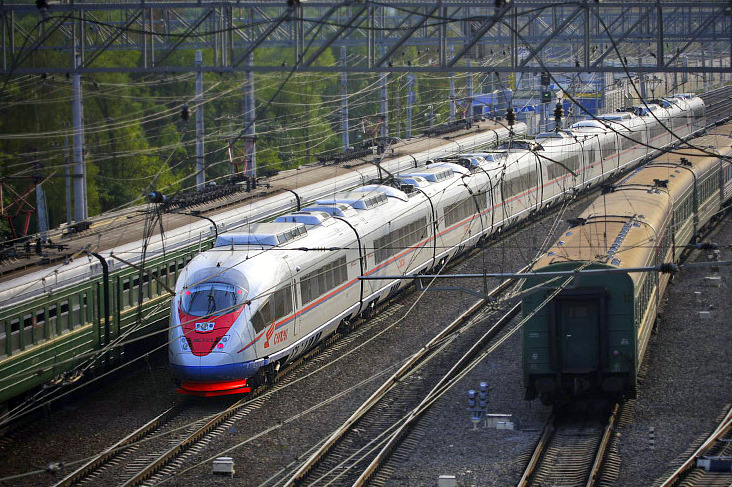
Высокоскоростной Электропоезд «Сапсан» в Санкт-Петербурге
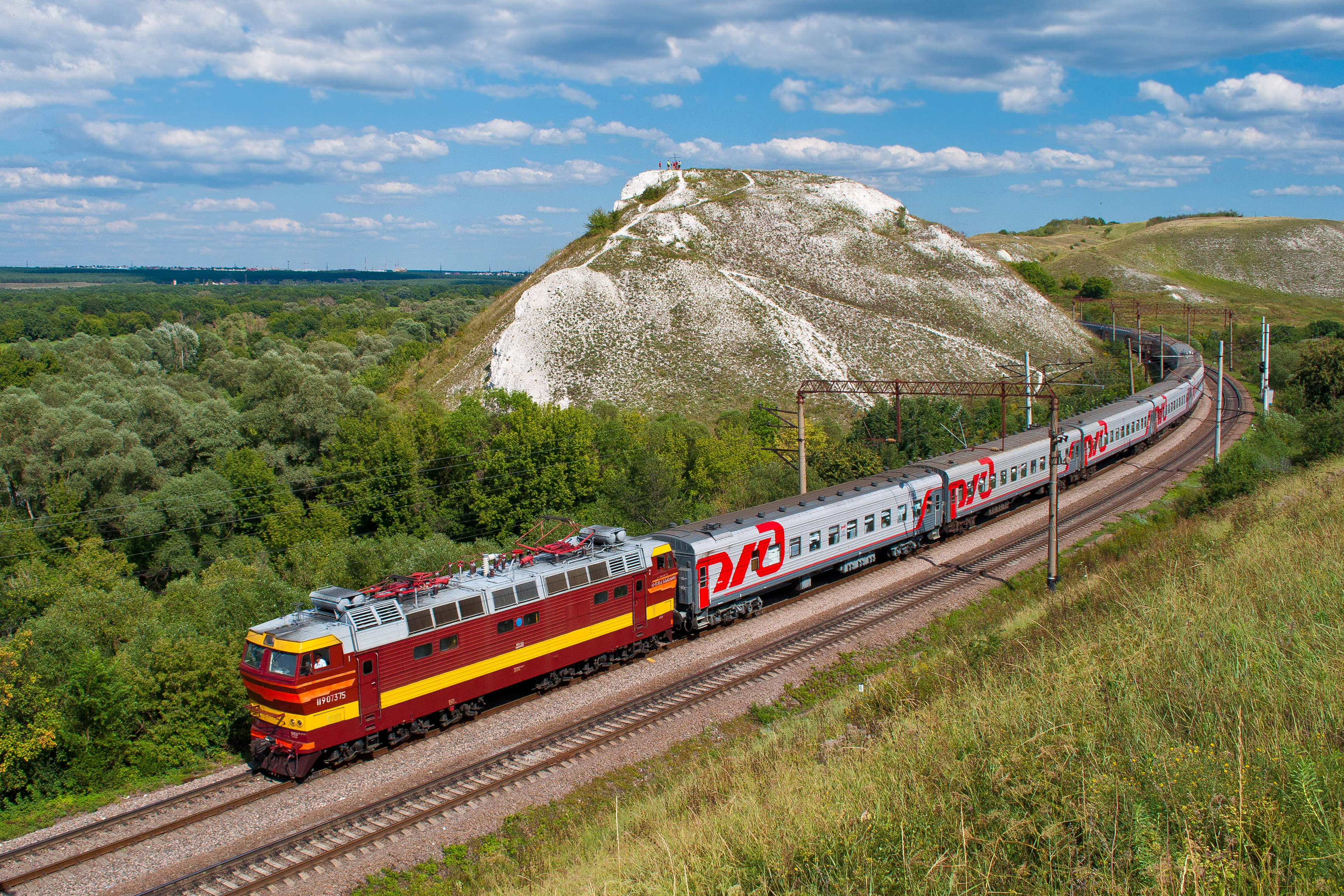
Электровоз ЧС4Т-737 с пассажирским поездом РЖД огибает гору Шатрище c пещерой в Воронежской области
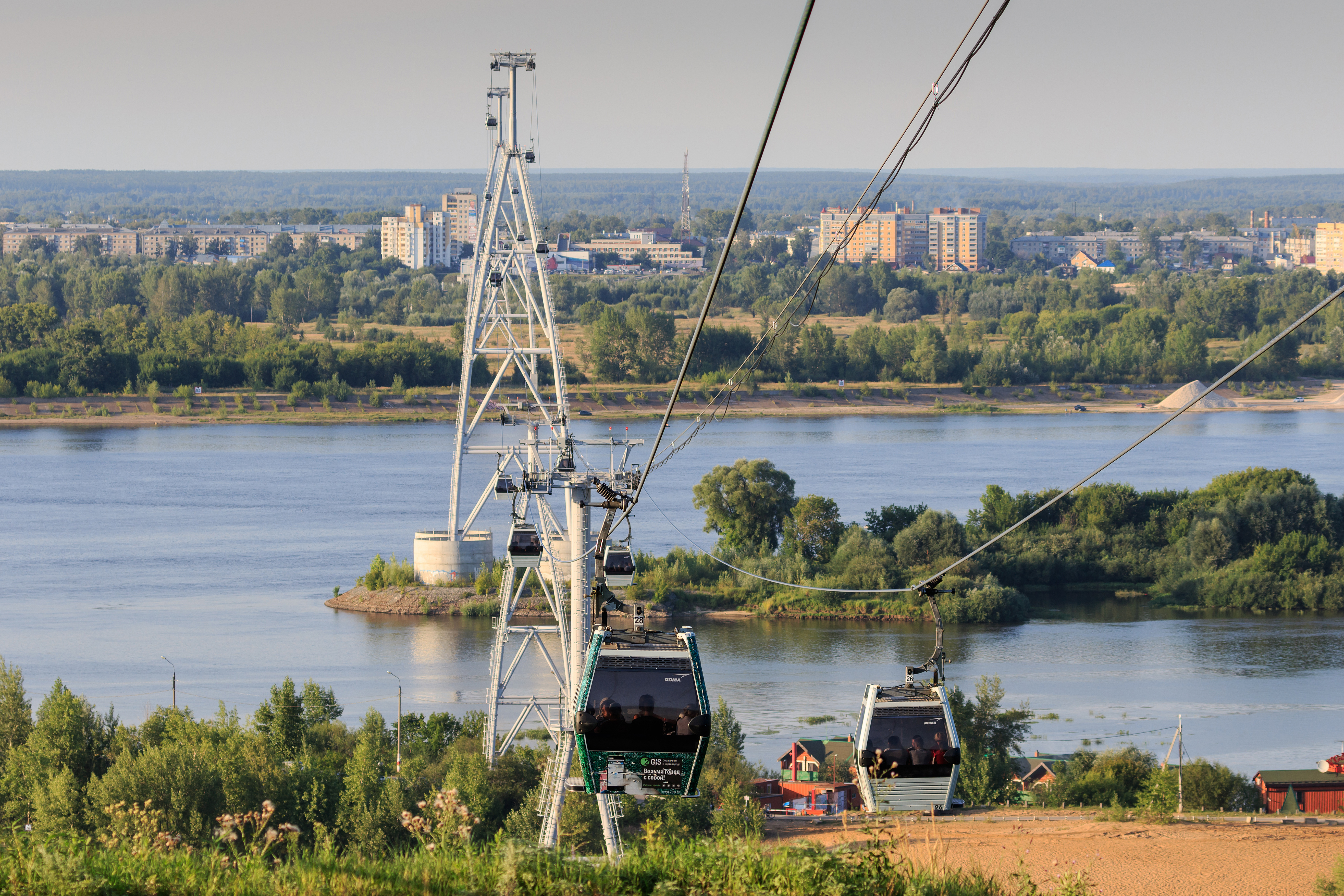
Канатная дорога «Нижний Новгород — Бор»
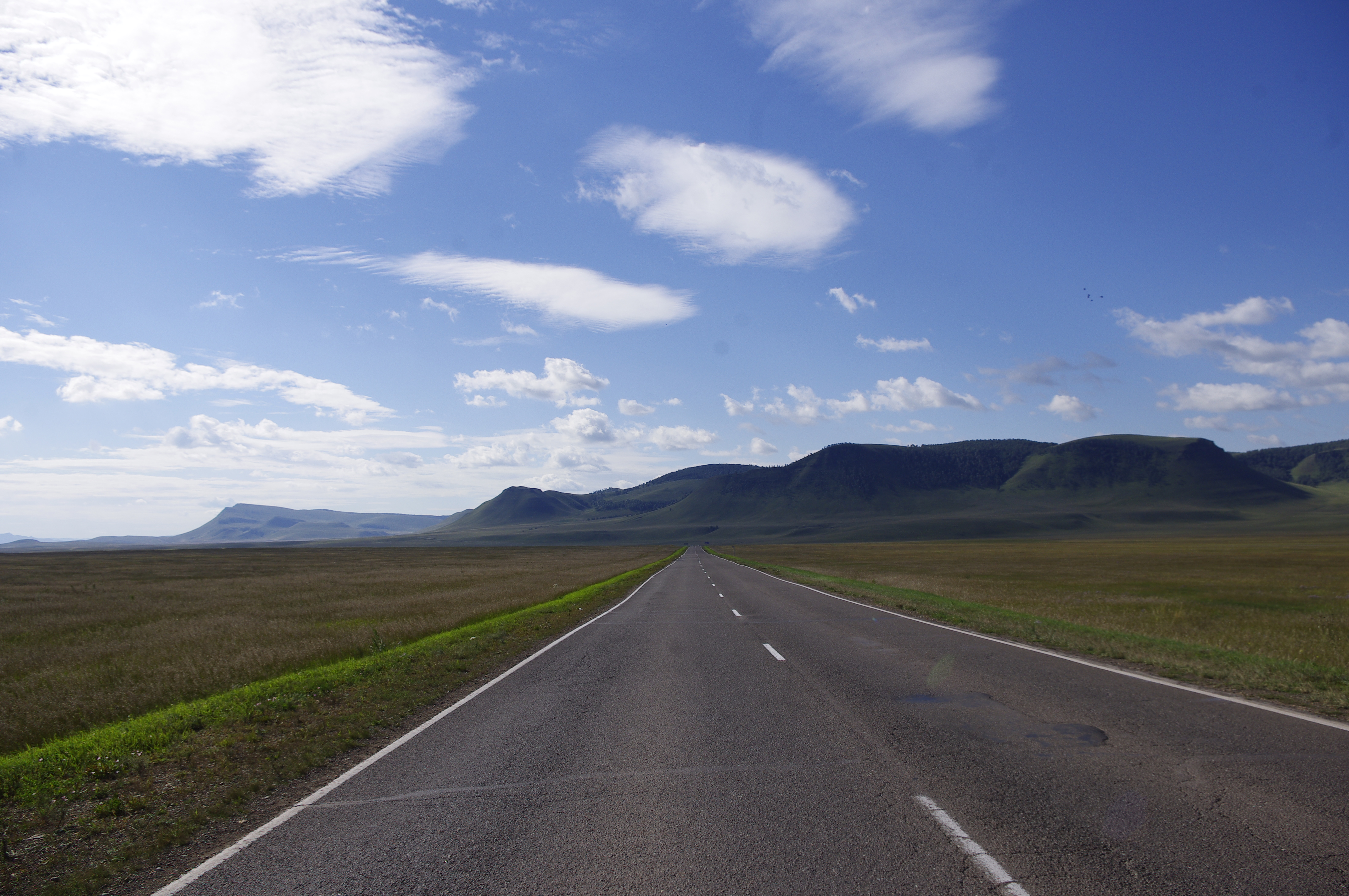
Автодорога в Тункинском районе Бурятии
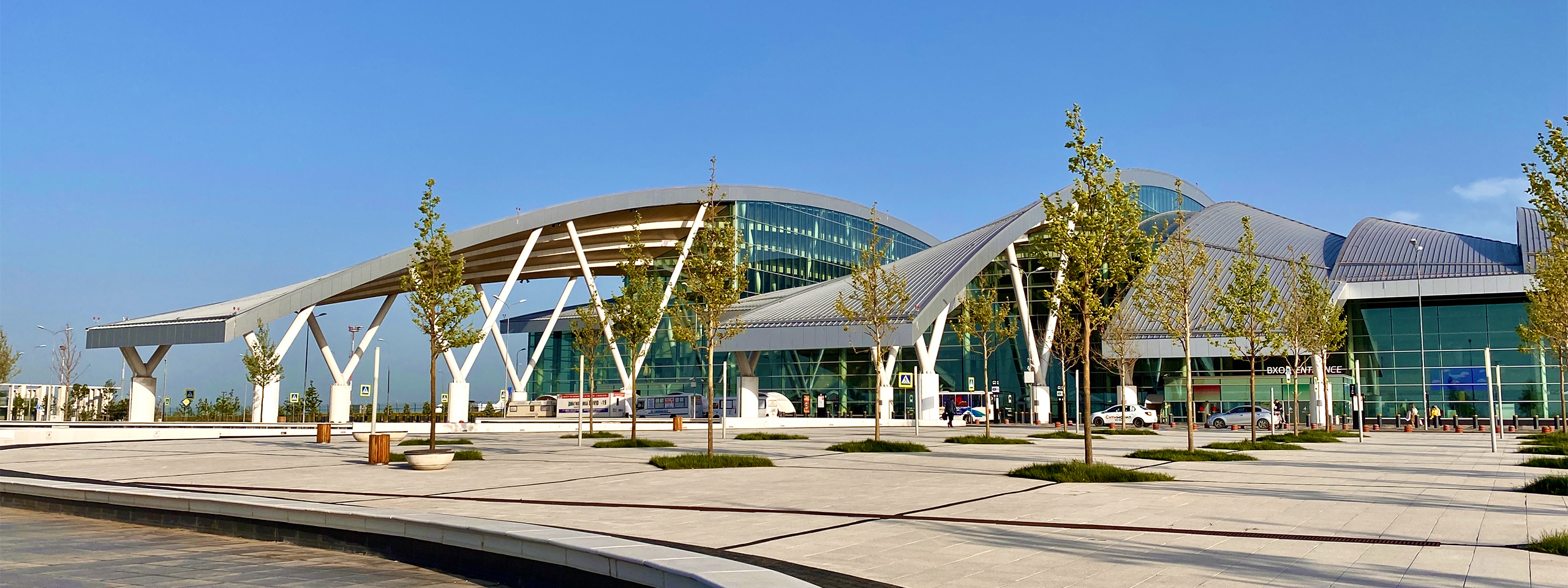
Аэропорт Платов, Ростов-на-Дону

## Профильные издания
Современные российские издания по туризму можно разделить на три группы:
1. Информационные бюллетени официальных организаций по туризму (Вестник RATA Российского союза туриндустрии, информационные издания Ростуризма и др.)
2. Профессиональные деловые журналы («Пять звёзд» о гостиничном сервисе, «Туризм и отдых» информация и реклама туров (до 2013 года) и др.)
3. Массовые издания просветительского характера («Вояж», «Гео» и др.)

## Туристские выставки
Совместными усилиями предпринимателей и администраций в России организованы международные туристские выставки:
- ОТДЫХ (Международный форум-выставка по туризму)[источник не указан 2270 дней]
- MITT (Московская международная туристическая выставка)
- ITM (Интурмаркет, г. Москва)
- INWETEX — CIS Travel Market (международная туристская выставка на Северо-Западе России, г. Санкт-Петербург)
- День туризма на выставке «Россия» (2024)[142]

## Проблемы
В «Стратегии развития туризма в Российской Федерации на период до 2020 года» обозначены меры, необходимые для преодоления следующих рыночных проблем на пути роста туристского потока:
- Высокие внутренние цены (в первую очередь, на курортах Юга России[143]), в первую очередь дороговизна транспортного обслуживания (например, стоимость проезда железнодорожным транспортом приравнивается или даже превосходит стоимость перелёта на внутренних авиалиниях).
- Недостаточное количество и разрозненность знаков туристской навигации, информационных ресурсов о туристских программах регионов России.
- Неудобный график работы многих объектов туристского показа (наличие санитарных дней, короткий рабочий день, несоответствие преобладающему ритму прибытия иностранных граждан с туристскими целями по дням недели).
- Невозможность предварительного бронирования и покупки билетов в музеи через Интернет.
- Недостаток количества доступных гостиниц и аналогичных средств размещения.
- Неразвита автодорожная инфраструктура, недостаток качественных автодорог (а также автостоянок, автомобильных мостов и тоннелей), ограничивающий прокат автомобилей туристами и препятствующий развитию автотуризма, особенно в условиях Крайнего Севера и Дальнего Востока России[144][145][146][147][148].

По результатам мониторинга составлен список отелей, завысивших цены во время проведения Чемпионата мира по футболу 2018 года.

### Безопасность
Безопасность туризма является направлением национальной безопасности Российской Федерации. Под безопасностью туризма понимаются безопасность туристов, сохранность их имущества, а также ненанесение ущерба при совершении путешествий окружающей среде, материальным и духовным ценностям общества и безопасности государства. В 2014 году разработана Концепция безопасности туризма.
В городах, где проходили матчи Чемпионата мира по футболу 2018, была создана туристическая полиция. В обязанности специальных подразделений входят обеспечение безопасности гостей города и помощь туристам.

## Законодательная база

### Советский период
В первые годы советской власти особое внимание удалялось детскому туризму и организации отдыха трудящихся. Были подписаны следующие документы:
- Декрет «О лечебных местностях общегосударственного значения». В. Ульянов (Ленин). 4 апреля 1919[155][156] года. Статья № 231[157]. (Передача в собственность республики для использования в лечебных целях всех курортов и лечебных местностей).
- Декрет «Об использовании Крыма для лечения трудящихся». В. Ульянов (Ленин). 21 декабря 1920 года.
- Декрет «О домах отдыха». 13 мая 1921 года. Совнарком РСФСР.

В период с 1969 по 1980 год наиболее значимыми документами государственного регулирования и по развитию туризма в стране являлись специальные партийно-правительственные постановления, носившие директивный характер:
- О мерах по дальнейшему развитию туризма и экскурсий в стране. Постановление ЦК КПСС, Совета Министров СССР и ВЦСПС от 30 мая 1969 года № 411[159].
- О дальнейшем развитии и совершенствовании туристско-экскурсионного дела в стране. Постановление ЦК КПСС, Совета Министров СССР и ВЦСПС от 31 октября 1980 г. № 983[160]

На основании этих документов туристские организации были освобождены от уплаты подоходного налога и других обложений, им предоставлялись государственные банковские кредиты на льготных условиях и скидки с транспортных тарифов.

### Россия
После разделения государственной монополии образовалось более 7000 туристских фирм, деятельность которых потребовала специального государственного регулирования. С 1994 года в России были введены лицензирование туристкой деятельности и обязательная сертификация туристского продукта. Утверждены государственные стандарты на туристские услуги и услуги средств размещения. Основные документы, принятые в этот период:
- Указ Президента РФ № 813 от 25.04.1994 «О дополнительных мерах по развитию туризма в Российской Федерации и об упорядочении использования государственной собственности в сфере туризма»[162] (всемерная поддержка развития туризма в России[163])
- «Концепция реорганизации и развития туризма в Российской Федерации». Одобрена Указом Президента РФ № 1248 от 22.12.1995 «О реорганизации и развитии туризма в Российской Федерации»[164] (практическая реализация Указа в условиях рыночной экономики[163])
- Постановление Правительства РФ № 177 от 26.02.1996 «О федеральной целевой программе „Развитие туризма в Российской Федерации“»[165] (комплексные инновации, гармонизация с документами и рекомендациями ЮНВТО, новые механизмы государственного регулирования, вопросы кадрового и научного обеспечения туризма на федеральном и региональных уровнях[166])
- Об основах Туристской деятельности в Российской Федерации Федеральный закон от 24.11.1996 N 132-ФЗ[8] (туристская деятельность признана одной из приоритетных отраслей экономики страны, задекларированы поддержка и развитие внутреннего, въездного, социального и самодеятельного туризма[166])
- Распоряжение Правительства РФ от 11.07.2002 № 954-р «О Концепции развития туризма в Российской Федерации на период до 2005 года»[68] (Основные положения были выработаны в документе «Предложения к Концепции развития туризма в России»[167], направленные на «обеспечение в стране правовой, организационной и экономической среды для формирования современной туристической индустрии»)
- Федеральная целевая программа «Развитие внутреннего и въездного туризма (2011—2018 годы)»[15]
- Государственная программа Российской Федерации «Развитие культуры и туризма» на 2013—2020 годы[168]
- Стратегия развития туризма в Российской Федерации в период до 2020 года[169]
- Федеральная целевая программа «Развитие внутреннего и въездного туризма (2019—2025 годы)» (готовится, цели: определение приоритетных туристических кластеров. Для Амурской области, Хабаровского края, Дальнего Востока, Сахалина и Камчатки, Арктики, а также для круизного кластера «Большая Волга» (все расположенные на реке Волге регионы) основным направлением станут круизные путешествия)[170].

В июле 2023 года президентом РФ Владимиром Путиным был подписан закон, освобождающий от уплаты НДС туроператоров по внутреннему и въездному туризму. По мнению Российского союза туриндустрии, подобный шаг позволит до 10% снизить цены на путёвки про стране и инвестировать дополнительные средства в развитие новых туристических продуктов. В марте 2024 года Владимир Путин поручил правительству сформировать отдельный федеральный проект по выпуску отечественной продукции для туристической отрасли, а также подготовить меры поддержки данной сфере. Для производства канатных дорог, аттракционы для парков развлечений и аквапарков и прочего, по его словам, необходимы собственные технологии, и новые производственные мощности.

## Статистическая информация

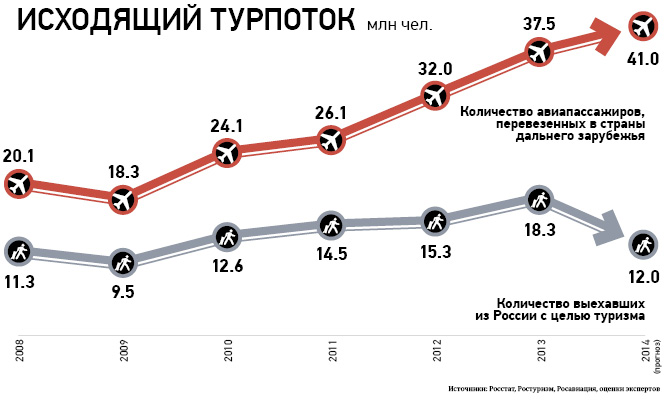
Исходящий турпоток 2008—2014

Внутренний туризм в 2017 году вырос по сравнению с 2016 годом на 2 % и составил 55 миллионов поездок. Среди 10 регионов-лидеров: Московская область, Москва, Приморский край, Санкт-Петербург, Республика Татарстан, Краснодарский и Алтайский края, Калининградская, Волгоградская, Калужская области.
В 2018 году, как заявила на Российском инвестиционном форуме в Сочи вице-премьер Ольга Голодец, по России путешествовали 60 млн человек, что на 15 % больше по сравнению с 2017-м. «После открытия Крымского моста турпоток в Крым вырос на 29 %, — отметила Голодец. — Мы впервые увидели, что полуостров стал пятым регионом России по числу зимних посещений, чего не было никогда».
В 2017 году численность потребителей санаторно-курортных услуг в России снизилась на 9,5 % до 5,59 млн чел. При этом из-за сокращения реальных доходов населения в 2014—2015 годах и удорожания зарубежных путёвок наблюдается повышение интереса потребителей к услугам российских санаториев на территории Крыма, Краснодарского, Ставропольского и Алтайского краёв.
Несмотря на некоторое сокращение общего въездного турпотока, турпоток из Китая вырос на 15 % и составил 1289 тыс. поездок, из Южной Кореи — на 18 % (161 тыс. поездок), из Ирана — на 63 % (67 тыс. поездок), из Индии — на 40 % (47 тыс. поездок), из Вьетнама — на 24 % (36 тыс. поездок).
Въезд иностранных туристов в Россию в 2008—2004 годах по данным Росстата (поездки):
| #  | из стран:                           | поездок в РФ в 2004 г. | поездок в РФ в 2005 г. | поездок в РФ в 2006 г. | поездок в РФ в 2007 г. | поездок в РФ в 2008 г. |
| -- | ----------------------------------- | ---------------------- | ---------------------- | ---------------------- | ---------------------- | ---------------------- |
| 1  | Германия                            | 351 099                | 313 547                | 328 583                | 345 708                | 332 822                |
| 2  | Китай                               | 283 839                | 204 192                | 157 361                | 129 749                | 127 155                |
| 3  | США                                 | 181 721                | 156 737                | 224 970                | 172 356                | 185 888                |
| 4  | Финляндия                           | 242 816                | 175 557                | 148 153                | 153 139                | 142 017                |
| 5  | Великобритания                      | 115 622                | 118 996                | 124 169                | 130 608                | 142 016                |
| 6  | Италия                              | 125 397                | 125 310                | 116 000                | 129 950                | 143 493                |
| 7  | Испания                             | 51 395                 | 60 180                 | 53 943                 | 79 497                 | 105 655                |
| 8  | Франция                             | 141 113                | 109 305                | 102 513                | 112 762                | 103 223                |
| 9  | Украина                             | 84 320                 | 62 155                 | 24 165                 | 49 131                 | 80 021                 |
| 9  | Турция                              | ~42 000                | ~44 000                | ~47 000                | 49 479                 | 54 593                 |
| 10 | Израиль                             | 26 924                 | 30 397                 | 27 133                 | 31 250                 | 32 725                 |
| 11 | Республика Корея                    | 44 397                 | 43 304                 | 42 951                 | 48 825                 | 47 343                 |
| 12 | Япония                              | 56 780                 | 50 842                 | 59 581                 | 45 083                 | 44 435                 |
| 13 | Нидерланды                          | 33 101                 | 32 696                 | 29 014                 | 33 659                 | 35 376                 |
| 14 | Канада                              | 17 432                 | 13 483                 | 23 547                 | 26 660                 | 44 238                 |
| 15 | Латвия                              | 50 501                 | 119 938                | 49 396                 | 64 280                 | 66 754                 |
| 16 | Эстония                             | 74 165                 | 64 662                 | 65 385                 | 46 602                 | 45 749                 |
| 17 | Польша                              | 353 986                | 133 096                | 234 073                | 42 932                 | 32 919                 |
| 18 | Австрия                             | 32 404                 | 29 095                 | 24 370                 | 29 835                 | 24 789                 |
| 19 | Швеция                              | 31 892                 | 45 813                 | 30 967                 | 26 000                 | 24 918                 |
| 20 | Швейцария                           | 24 369                 | 21 343                 | 27 415                 | 27 134                 | 23 827                 |
| 21 | Австралия                           | 14 189                 | 14 684                 | 19 478                 | 26 087                 | 26 087                 |
| 22 | Норвегия                            | 23 672                 | 21 215                 | 23 729                 | 26 136                 | 34 270                 |
| 23 | Литва                               | 40 652                 | 70 445                 | 42 662                 | 47 253                 | 58 383                 |
| 24 | Греция                              | 18 735                 | 17 558                 | 16 942                 | 21 742                 | 23 036                 |
| 25 | Дания                               | 21 131                 | 17 066                 | 18 731                 | 20 640                 | 19 662                 |
| 26 | Бельгия                             | 17 475                 | 19 945                 | 19 263                 | 22 707                 | 18 472                 |
|    | Всего въехало с целью туризма       | 2 860 802              | 2 384 626              | 2 433 018              | 2 213 597              | 2 295 074              |
|    | Всего визитёров без учёта стран СНГ | ~8 661 000             | ~9 398 000             | ~8 818 000             | ~8 347 000             | ~8 551 000             |
|    | Всего визитёров                     |                        |                        |                        | 22 908 625             | 23 676 140             |

Въезд иностранных граждан на территорию РФ с целью туризма по данным Росстата по методике до 2014 года (приводится % изменения численности иностранных граждан, въехавших в РФ от года к году):
| #  | из стран:        | прибытий в РФ в 2008 г. | % прироста от 2007 г. | прибытий в РФ в 2009 г. | % прироста от 2008 г. | поездок в РФ в 2010 г. | % прироста от 2009 г. | поездок в РФ в 2011 г. | % прироста от 2010 г. | поездки в РФ в 2012 г. | % прироста от 2011 г. | поездки в РФ в 2013 г. | % прироста от 2012 г. | поездки в РФ в 2014 г. | % прироста от 2013 г. |
| -- | ---------------- | ----------------------- | --------------------- | ----------------------- | --------------------- | ---------------------- | --------------------- | ---------------------- | --------------------- | ---------------------- | --------------------- | ---------------------- | --------------------- | ---------------------- | --------------------- |
| 1  | Германия         | 332 822                 | ▼ −4                  | 333 892                 | 0                     | 347 214                | ▲ 4                   | 346 627                | 0                     | 375 285                | ▲8                    | 380 253                | ▲ 1,3                 | 349 481                | ▼ −8                  |
| 2  | Китай            | 127 155                 | ▼ −2                  | 115 870                 | ▼ −9                  | 158 061                | ▲ 36                  | 234 127                | ▲ 48                  | 343 357                | ▲ 47                  | 372 314                | ▲ 8,4                 | 409 817                | ▲ 10                  |
| 3  | США              | 185 888                 | ▲ 8                   | 183 293                 | ▼ −1                  | 162 383                | ▼ −11                 | 169 763                | ▲ 5                   | 179 763                | ▲ 6                   | 197 334                | ▲ 9,7                 | 162 102                | ▼ −18                 |
| 4  | Финляндия        | 142 017                 | ▼ −7                  | 149 884                 | ▲ 6                   | 139 216                | ▼ −7                  | 133 630                | ▼ −4                  | 120 306                | ▼ −10                 | 93 762                 | ▼ −22                 | 68 618                 | ▼ −27                 |
| 5  | Великобритания   | 142 016                 | ▲ 9                   | 150 910                 | ▲ 6                   | 126 454                | ▼ −16                 | 128 533                | ▲ 2                   | 135 949                | 6                     | 157 799                | ▲ 16                  | 134 314                | ▼ −15                 |
| 6  | Италия           | 143 493                 | ▲ 10                  | 113 495                 | ▼ −21                 | 122 973                | ▲ 8                   | 125 062                | ▲ 2                   | 118 729                | ▼ −5                  | 117 927                | ▼ −0,6                | 107 072                | ▼ −9,2                |
| 7  | Испания          | 105 655                 | ▲ 33                  | 95 070                  | ▼ −10                 | 86 732                 | ▼ −9                  | 100 773                | ▲ 16                  | 70 291                 | ▼ −30                 | 70 193                 | ▼ −0,1                | 60 443                 | ▼ −14                 |
| 8  | Франция          | 103 223                 | ▼ −8                  | 94 176                  | ▼ −9                  | 94 282                 | 0                     | 94 863                 | ▲ 1                   | 99 581                 | ▲ 5                   | 96 947                 | ▼ −2,6                | 94 941                 | ▼ −2                  |
| 9  | Турция           | 54 593                  | ▲ 10                  | 43 756                  | ▼ −20                 | 56 376                 | ▲ 29                  | 80 754                 | ▲ 43                  | 100 918                | ▲ 25                  | 122 728                | ▲ 21                  | 134 702                | ▲ 9,7                 |
| 10 | Израиль          | 32 725                  | ▲ 5                   | 46 451                  | ▲ 42                  | 58 694                 | 26                    | 75 468                 | ▲ 29                  | 85 955                 | ▲ 14                  | 92 478                 | ▲ 7,6                 | 108 175                | ▲ 17                  |
| 11 | Республика Корея | 47 343                  | ▼ −3                  | 35 200                  | ▼ −26                 | 42 573                 | ▲ 21                  | 46 991                 | ▲ 10                  | 48 425                 | ▲ 3                   | 52 114                 | ▲ 7,6                 | 82 494                 | ▲ 58                  |
| 12 | Япония           | 44 435                  | ▼ −1                  | 39 269                  | ▼ −12                 | 42 176                 | ▲ 7                   | 37 985                 | ▼ −10                 | 44 667                 | ▲ 18                  | 55 092                 | ▲ 23                  | 54 111                 | ▼ −1,8                |
| 13 | Нидерланды       | 35 376                  | ▲ 5                   | 31 851                  | ▼ −10                 | 34 907                 | ▲ 10                  | 37 874                 | ▲ 8                   | 32 533                 | ▼ −14                 | 30893                  | ▼ −5                  | 28097                  | ▼ −9                  |
| 14 | Канада           | 44 238                  | ▲ 66                  | 43 642                  | ▼ −1                  | 31 536                 | ▼ −28                 | 34 926                 | ▲ 11                  | 36 260                 | ▲ 4                   | 41 000                 | ▲ 13                  | 35 796                 | ▼ −13                 |
| 15 | Латвия           | 66 754                  | ▲ 4                   | 33 884                  |                       | 33 796                 | ▼ −0,3                | 33 522                 | ▼ −1                  | 32 125                 | ▼ −4                  | 28 149                 | ▼ −12                 | 29 199                 | ▲ 3,7                 |
| 16 | Эстония          | 45 749                  | ▼ −2                  | 34 002                  |                       | 34 589                 | ▲ 2                   | 31 255                 | ▼ −10                 | 27 436                 | ▼ −12                 | 26 280                 | ▼ −4                  | 25 936                 | ▲ 13                  |
| 17 | Польша           | 32 919                  | ▼ −23                 | 26 358                  | ▼ −20                 | 25 616                 | ▼ −3                  | 29 908                 | ▲ 17                  | 30 088                 | ▲ 1                   | 28 229                 | ▼ −6,2                | 17 905                 | ▼ −37                 |
| 18 | Австрия          | 24 789                  | ▼ −17                 | 31 383                  | ▲ 27                  | 28 290                 | ▼ −10                 | 28 034                 | ▼ −1                  | 28 076                 | ▲ 0,1                 | 29 139                 | ▲ 3,8                 | 23 373                 | ▼ −20                 |
| 19 | Швеция           | 24 918                  | ▼ −4                  | 28 315                  | ▲ 19                  | 22 061                 | ▼ −22                 | 27 408                 | ▲ 24                  | 23 862                 | ▼ −13                 | 17 937                 | ▲ 25                  | 13 468                 | ▼ −25                 |
| 20 | Швейцария        | 23 827                  | ▼ −12                 | 26 247                  | ▲ 10                  | 23 918                 | ▼ −9                  | 26 277                 | ▲ 10                  | 28 845                 | ▲ 10                  | 29099                  | ▲ 0,9                 | 26 678                 | ▼ −8,3                |
| 21 | Австралия        | 26 087                  | 0                     | 22 429                  | ▼ −14                 | 21 167                 | ▼ −6                  | 24 775                 | ▲ 17                  | 33 021                 | ▲ 33                  | 36 117                 | ▲ 9,4                 | 36 468                 | ▲ 1                   |
| 22 | Норвегия         | 34 270                  | ▲ 31                  | 27 856                  | ▼ −19                 | 22 527                 | ▼ −19                 | 23 338                 | ▲ 4                   | 20 617                 | ▼ −12                 | 15 634                 | ▲ 24                  | 12 734                 | ▼ −18,5               |
| 23 | Литва            | 58 383                  | ▲ 24                  | 33 555                  |                       | 22 761                 | ▼ −32                 | 22 114                 | ▼ −3                  | 21 060                 | ▼ −5                  | 21 950                 | ▲ 4,2                 | 20 081                 | ▼ −8,5                |
| 24 | Всего туристов   | 2 295 074               | ▲ 4                   | 2 100 601               | ▼ −8                  | ~2 025 000             | ▼ −3                  | 2 335 977              | ▲ 9                   | 2 570 469              | ▲ 10                  | 2 664 782              | ▲ 3,7                 | 2 583 079              | ▼ −3                  |
| 25 | Всего визитёров  | 23 676 140              | ▲ 3                   | 21 338 650              | ▼ −10                 | 22 281 217             | ▲ 4                   | 24 932 061             | ▲ 12                  | 28 176 502             | ▲ 13                  | 30 792 091             | ▲ 9,3                 | 32 421 490             | ▲ 5                   |

С 2014 года туристские потоки измеряются не количеством туристов, а количеством поездок согласно «Официальной статистической методологии оценки числа въездных и выездных туристских поездок» (если один и тот же иностранный/российский гражданин неоднократно в течение отчётного периода выезжал за пределы своей страны, то в данных пограничной службы он учитывается столько раз, сколько раз он пересекал государственную границу в одном направлении). Число въездных туристских поездок (количество поездок граждан стран зарубежья с целью туризма на территорию РФ):
| #  | из стран:             | поездок в РФ в 2014 г. | % прироста от 2013 г. | поездок в РФ в 2015 г. | % прироста от 2014 г. | поездок в РФ в 2016 г. | % прироста от 2015 г. | поездок в РФ в 2017 г. (округл.) | % прироста от 2016 г. |
| -- | --------------------- | ---------------------- | --------------------- | ---------------------- | --------------------- | ---------------------- | --------------------- | -------------------------------- | --------------------- |
| 1  | Украина               | 8 435 654              |                       | 8 911 705              |                       | 8 569 264              | ▼ —4                  | 8 723 000                        | ▲ 1,79                |
| 2  | Казахстан             | 3 733 319              |                       | 4 711 082              |                       | 3 564 152              | ▼ —24                 | 3 485 000                        | ▼ —2,22               |
| 3  | Финляндия             | 1 380 179              |                       | 1 415 853              |                       | 1 319 030              | ▼ —7                  | 1 017 000                        | ▼ —22,90              |
| 4  | Китай                 | 873 792                |                       | 1 121 536              |                       | 1 288 720              | ▲ 15                  | 1 478 000                        | ▲ 14,69               |
| 5  | Польша                | 1 772 336              |                       | 1 725 157              |                       | 1 017 462              | ▼ —41                 | 714 000                          | ▼ —29,83              |
| 6  | Азербайджан           | 818 467                |                       | 856 349                |                       | 898 426                | ▲ 5                   | 876 000                          | ▼ —2,50               |
| 7  | Узбекистан            | 874 437                |                       | 797 484                |                       | 596 520                | ▼ —25                 | 425 000                          | ▼ —28,75              |
| 8  | Германия              | 583 824                |                       | 553 493                |                       | 566 434                | ▲ 2                   | 580 000                          | ▲ 2,39                |
| 9  | Армения               | 601 409                |                       | 552 142                |                       | 596 041                | ▲ 8                   | 584 000                          | ▼ —2,02               |
| 10 | Монголия              | 157 663                |                       | 378 196                |                       | 522 026                | ▲ 38                  | 396 000                          | ▼ —24,14              |
| 11 | Эстония               | 330 814                |                       | 357 377                |                       | 414 147                | ▲ 16                  | 415 000                          | ▲ 0,21                |
| 12 | Республика Абхазия    | 357 271                |                       | 416 673                |                       | 410 566                | ▼ —1                  | 432 000                          | ▲ 5,22                |
| 13 | Таджикистан           | 481 733                |                       | 458 021                |                       | 410 013                | ▼ —10                 | 360 000                          | ▼ —12,20              |
| 14 | Молдова               | 618 453                |                       | 491 196                |                       | 409 194                | ▼ —17                 | 519 000                          | ▲ 26,89               |
| 15 | Кыргызстан            | 339 254                |                       | 373 616                |                       | 397 842                | ▲ 7                   | 421 000                          | ▲ 5,82                |
| 16 | Латвия                | 295 081                |                       | 278 265                |                       | 288 682                | ▲ 4                   | 261 000                          | ▼ —9,59               |
| 17 | Литва                 | 425 132                |                       | ~237 000               |                       | 249,095                |                       | 226 000                          | ▼ —9,27               |
| 18 | США                   | 245 184                |                       | 233 379                |                       | 238 633                | ▲ 2                   | 282 000                          | ▲ 17,99               |
| 19 | Италия                | 206 807                |                       | 191 071                |                       | 192 140                | ▲ 1                   | 189 000                          | ▼ —1,63               |
| 20 | Израиль               | 149 575                |                       | 162 046                |                       | 178 633                | ▲ 10                  | 182 000                          | ▲ 1,88                |
| 21 | Великобритания        | 214 909                |                       | 179 674                |                       | 177 080                | ▼ —1                  | 178 000                          | ▲ 0,56                |
| 22 | Франция               | 198 644                |                       | 171 436                |                       | 176 855                | ▲ 3                   | 185 000                          | ▲ 4,61                |
| 23 | Республика Корея      | 114 320                |                       | 136 039                |                       | 161 267                | ▲ 19                  | 254 000                          | ▲ 57,76               |
| 24 | Беларусь              | 318 958                |                       | ~249 000               |                       | 133 740                |                       | 152 000                          | ▲ 13,65               |
| 25 | Южная Осетия          | 49 170                 |                       | 117 707                |                       | 111 370                | ▼ —5                  | 134 000                          | ▲ 20,32               |
| 26 | Испания               | 90 851                 |                       | 103 756                |                       | 108 900                | ▲ 5                   | 110 000                          | ▲ 1,01                |
| 27 | Япония                | 97 779                 |                       | 86 173                 |                       | 84 631                 | ▼ —5                  | 102 000                          | ▲ 20,52               |
| 28 | Индия                 | 48 920                 |                       | 50 853                 |                       | 70 375                 | ▲ 38                  | 71 000                           | ▲ 20,34               |
| 29 | Иран                  | 25 810                 |                       | 41 431                 |                       | 67 166                 | ▲ 62                  | 80 000                           | ▲ 14,29               |
| 30 | Грузия                | 42 960                 |                       | 47 216                 |                       | 65 336                 | ▲ 38                  | 79 000                           | ▲ 20,91               |
| 31 | Нидерланды            | 69 888                 |                       | 54 808                 |                       | 57 408                 | ▲ 5                   | 60 000                           | ▲ 4,52                |
| 32 | Сербия                | 66 550                 |                       | 58 070                 |                       | 50 498                 | ▼ —13                 | 55 000                           | ▲ 8,92                |
| 33 | Австрия               | 59 557                 |                       | 50 587                 |                       | 49 026                 | ▼ —3                  | 52 000                           | ▲ 6,07                |
| 34 | Швейцария             | 44 997                 |                       | 41 998                 |                       | 48 485                 | ▲ 15                  | 49 000                           | ▲ 1,06                |
| 35 | Норвегия              | 54 573                 |                       | 48 248                 |                       | 45 135                 | ▼ —6                  | 51 000                           | ▲ 12,99               |
| 36 | Турция                | 262 549                |                       | 238 541                |                       | 42 658                 | ▼ —82                 | 80 000                           | ▲ 87,54               |
| 37 | Австралия             | 44 182                 |                       | 38 044                 |                       | 41 882                 | ▲ 10                  | 47 000                           | ▲ 12,22               |
| 38 | Канада                | 50 944                 |                       | 41 569                 |                       | 40 410                 | ▼ —3                  | 51 000                           | ▲ 26,21               |
| 39 | Лица без гражданства  | 243 419                |                       |                        |                       |                        |                       |                                  |                       |
|    | Итого по всем странам | 25 437 893             |                       | 26 851 658             |                       | 24 551 444             | ▼ —9                  | 24 391 000                       | ▼ —0,74               |

### Популярные направления для туристов
В марте 2025 года, самыми популярными направлениями среди российских туристов стали Москва, Сочи и Санкт-Петербург. Среди зарубежных направлений выделяются Стамбул, Дубай и Токио. Анализ отельных бронирований показал, что внутренний туризм продолжает набирать популярность: доля поездок по России увеличилась на 38% по сравнению с 2024 годом, составив 47% от всех бронирований на март 2025 года. В частности, доля Москвы выросла на 17%, достигнув 18,4% от всех заказов. В Сочи количество бронирований увеличилось на 10% (17,8%), а Санкт-Петербург занял третью позицию с долей 14,5%.
В топ-10 популярных российских направлений также вошли:
- Калининград (3,8%),
- Казань (3,8%),
- Иркутск (2,1%),
- Екатеринбург (1,9%),
- Нижний Новгород (1,9%),
- Новосибирск (1,5%),
- Краснодар (1,0%).

Наибольший рост интереса наблюдается в Новосибирске, где количество бронирований увеличилось в два раза. Также значительно возрос интерес к Калининграду (+52%) и Екатеринбургу (+27%), в то время как Иркутск стал менее популярным (-22%).
Среди зарубежных направлений в марте 2025 года наибольшее количество бронирований приходится на Стамбул(7,1%), хотя интерес к этому городу снизился на 25% по сравнению с прошлым годом. Дубай занимает второе место с долей 4,1% (-37%). На третьем месте — Токио (2,8%), где спрос вырос в два раза по сравнению с мартом 2024 года. Также значительный рост интереса к Осака (+400%) сделал этот город популярным направлением с долей 2,1%.
В десятку популярных зарубежных направлений также вошли:
- Паттайя (2,7%),
- Бангкок (2,6%),
- Париж (2,2%),
- Будапешт (1,9%),
- Милан (1,8%),
- Нячанг (1,6%)[190].